# Altare di Zeus

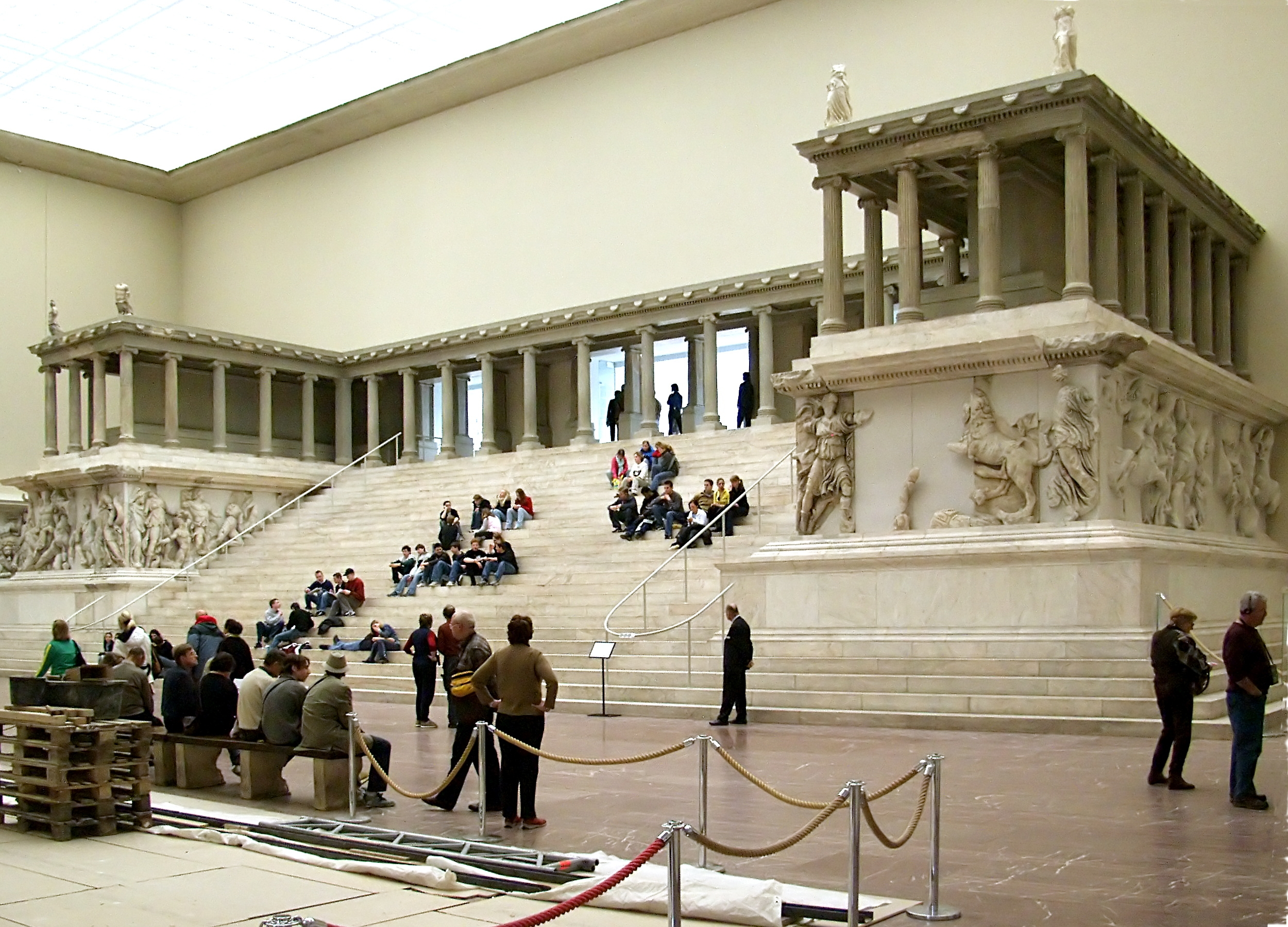
La facciata dell'altare di Zeus nel Pergamonmuseum

L'Altare di Pergamo  è uno degli edifici più famosi e uno dei capolavori dell'arte ellenistica. Fu fatto edificare da Eumene II in onore di Zeus Sotér e Atena Nikephòros (Zeus salvatore e Atena portatrice di vittoria) per celebrare la vittoria pergamena sui Galati. Attualmente la parte anteriore dell'altare si trova conservata al Pergamonmuseum di Berlino.

## Storia

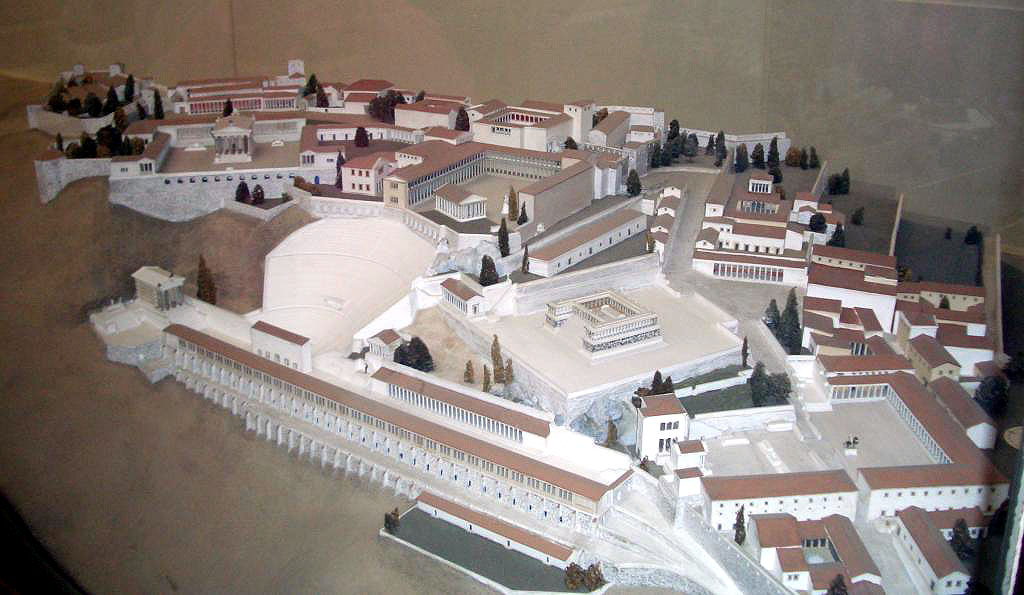
Modello della città di Pergamo, Pergamonmuseum

La realizzazione dell'altare fu iniziata sotto il regno di re Eumene II (197-159 a.C.) e, in seguito alla sua morte, continuata dal fratello e successore Attalo II. L'opera si poneva come conferma definitiva della vittoria di Pergamo sui rivali, i Galati, nel 166 a.C. sotto il regno di Eumene. L'altare fu quasi totalmente completato nel periodo compreso tra il 166 a.C. e il 156 a.C., nonostante attorno al 156 a.C. il re Prusia II di Bitinia avesse attaccato la città.
Varie iscrizioni ricordano la presenza nel cantiere di numerosi artisti, pergameni, ateniesi e forse rodiesi. Evidente è però che un unico maestro sovrintese all'opera, dando una visione unitaria a tutto il complesso decorativo. Su chi possa essere si possono solo fare ipotesi non riscontrabili da dati oggettivi: è stato fatto il nome di Firomaco, artista attico, che le fonti antiche ricordano come uno dei sette più grandi scultori greci. Questa ipotesi, secondo alcuni, troverebbe una conferma stilistica in alcune scene, dove l'impostazione di Zeus e Atena che combattono, ad esempio, ricorda quella di Atena e Poseidone nel frontone occidentale del Partenone di Fidia. 
Vi sono stati letti anche contorni politici, sociali e religiosi: l'accomunare infatti i pergameni agli ateniesi riaffermava l'appartenenza dei due popoli a un'unica stirpe, con gli stessi valori e la stessa cultura.
Il grandioso altare venne rinvenuto dall'ingegnere tedesco Carl Humann verso metà Ottocento, quando ricevette l'incarico della costruzione di alcune strade nell'area, allora parte dell'Impero ottomano; durante i lavori presso l'antico forte di epoca bizantina vide che vi erano inglobati bellissimi fregi scolpiti, visibilmente provenienti da un monumento diverso e più antico.
Gli scavi iniziarono nel 1878, portando al rinvenimento di vari resti archeologici e di imponenti lastre marmoree scolpite; l'opera però era stata parzialmente smembrata già in epoca bizantina. Nel 1886 il frontone occidentale dell'altare fu portato da Pergamo a Berlino, Germania, con il permesso del sultano ottomano Abdul Hamid II. 
La composizione dell'altare all'interno del museo fu affidata all'archeologo tedesco Otto Puchstein. A causa dell'intensificarsi degli attacchi aerei alleati dopo il 1944, l'opera fu nascosta nella torre Flak del Zoologischer Garten Berlin, sopravvivendo indenne ai bombardamenti. Nel 1948, il fregio dell'Altare di Zeus fu confiscato dall'Armata Rossa che lo portò a Leningrado. Solo dieci anni più tardi, il fregio ritornò nella Repubblica Democratica Tedesca, come regalo da parte dell'allora Unione Sovietica.

## Descrizione

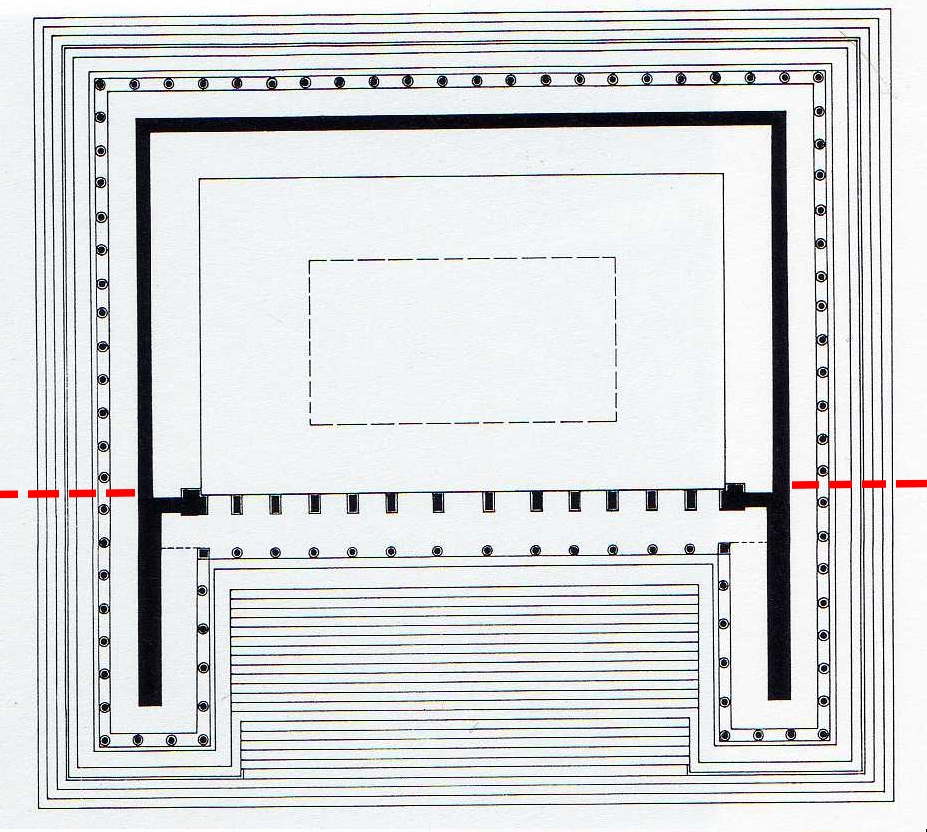
Ricostruzione della pianta originaria dell'altare.

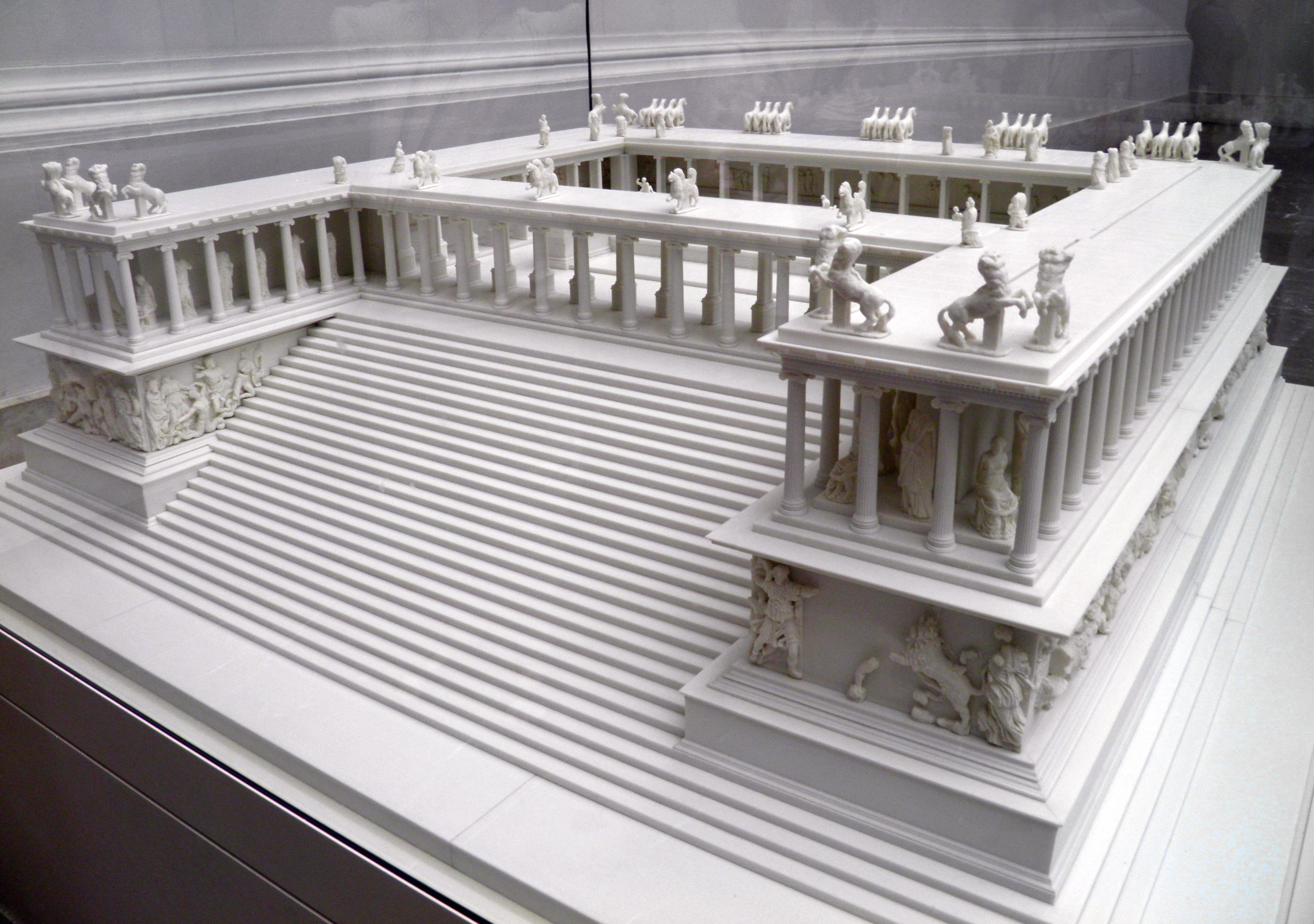
Ricostruzione dell'altare di Pergamo nella sua interezza.

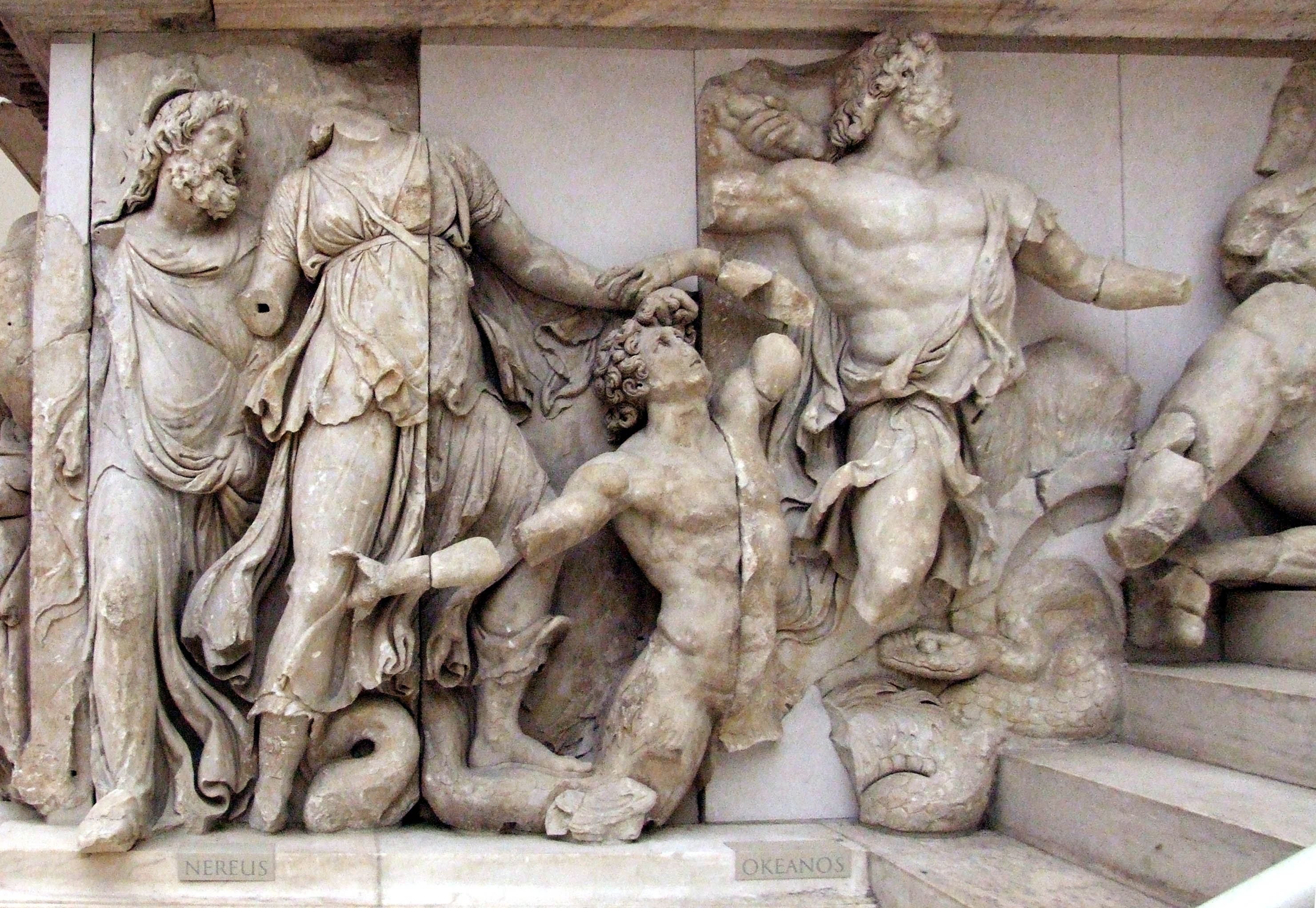
Nereo e Oceano

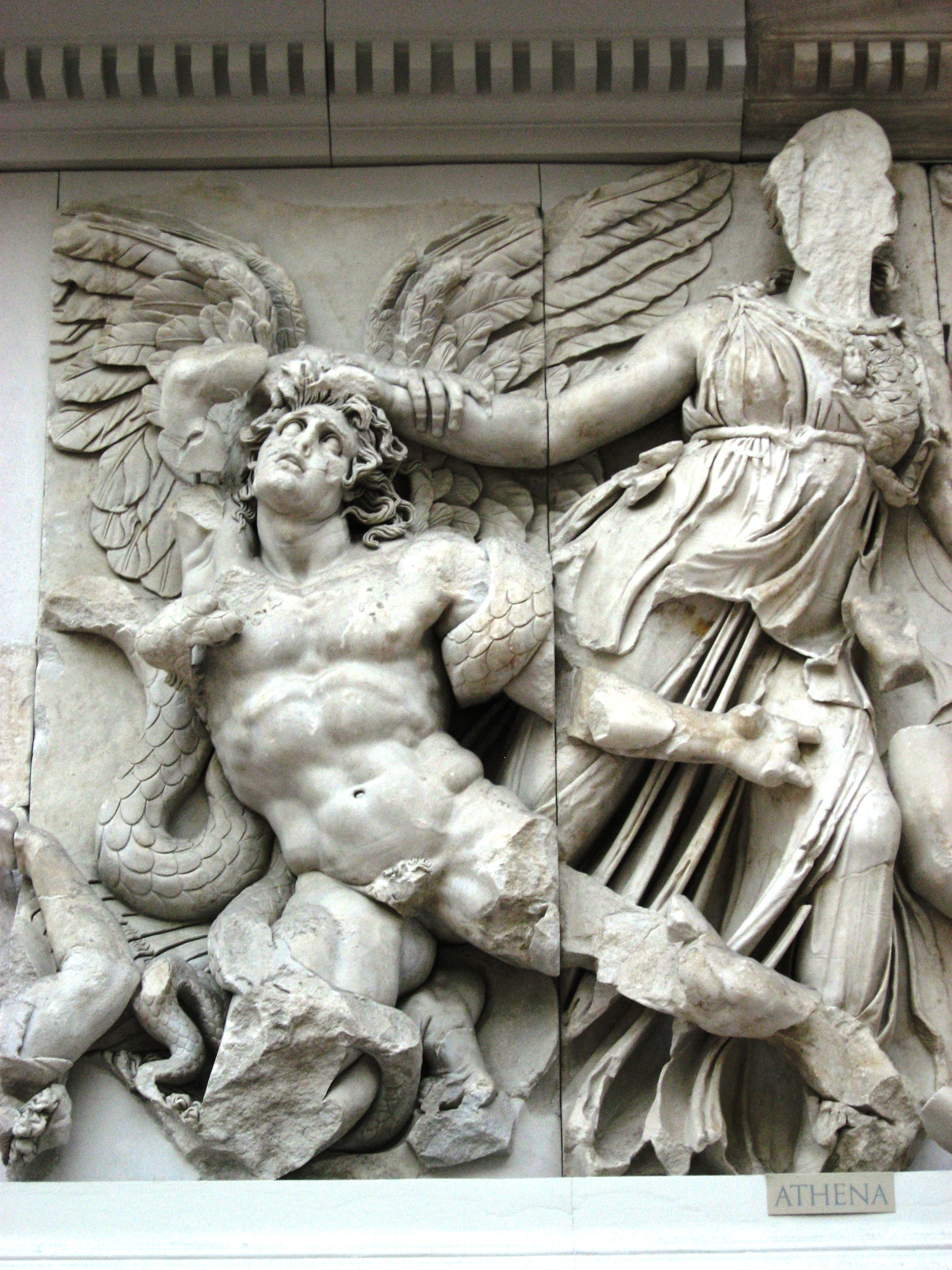
Atena contro Alcioneo

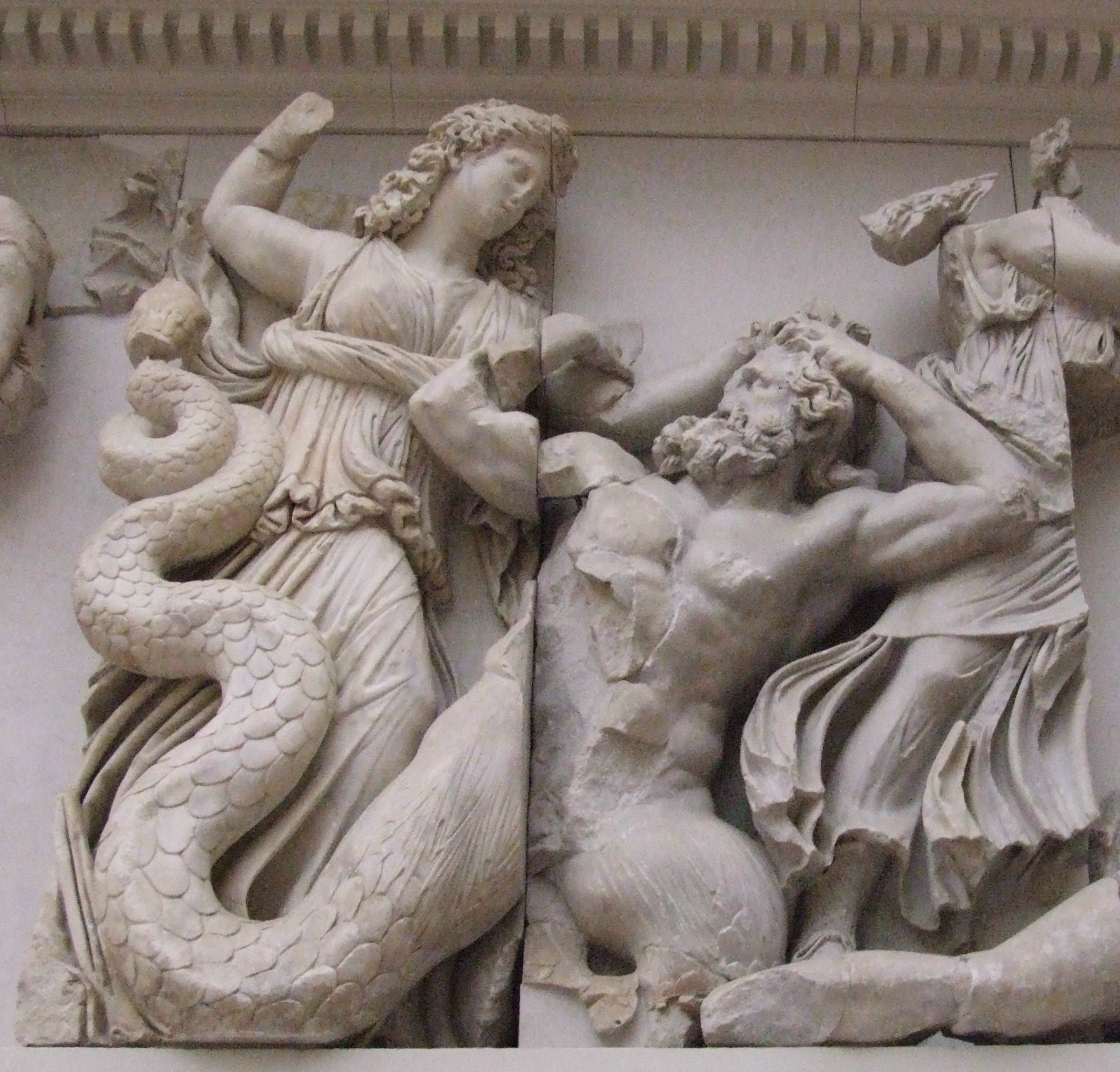
Le Moire, Agrio e Toante

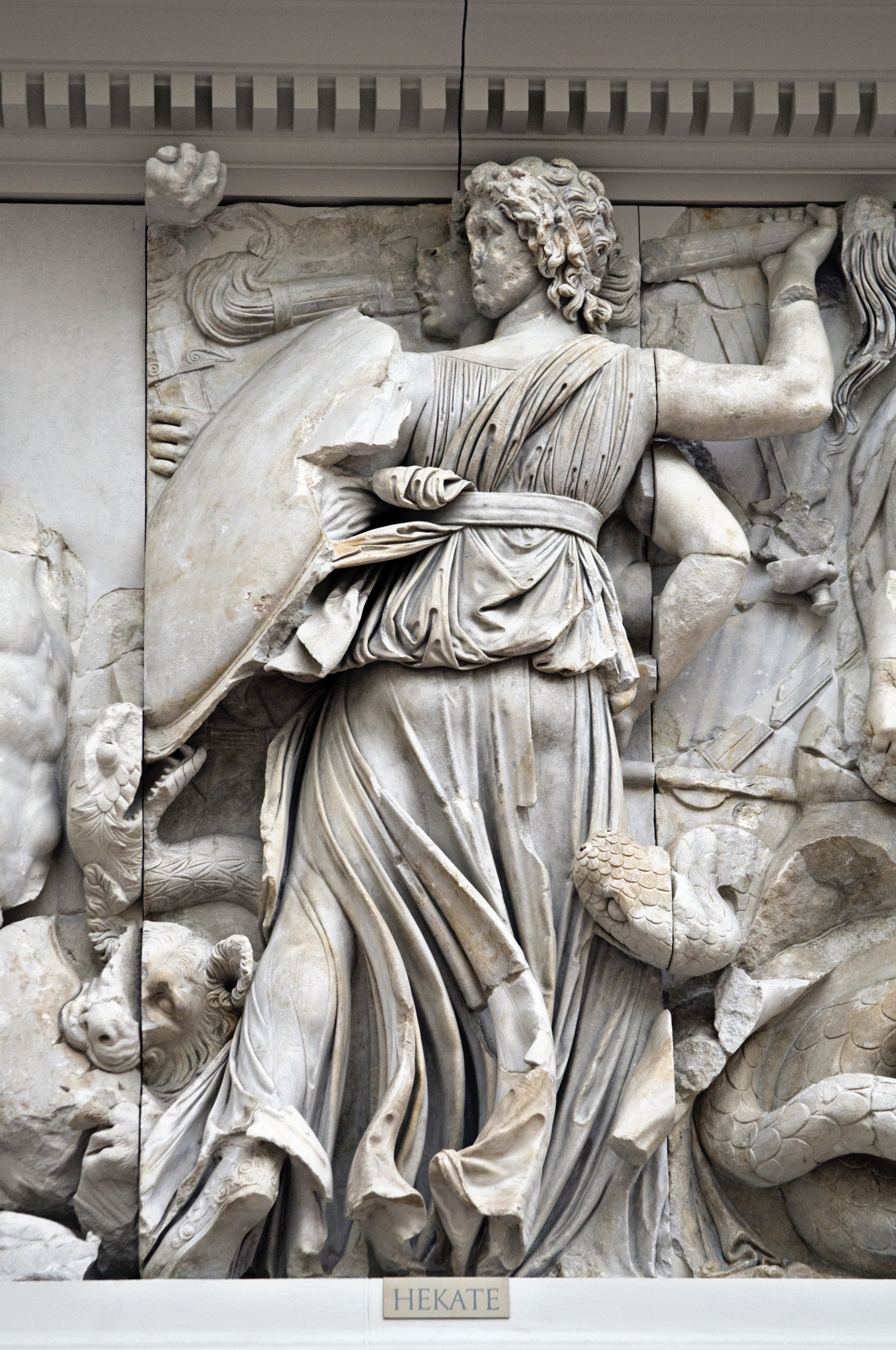
Ecate

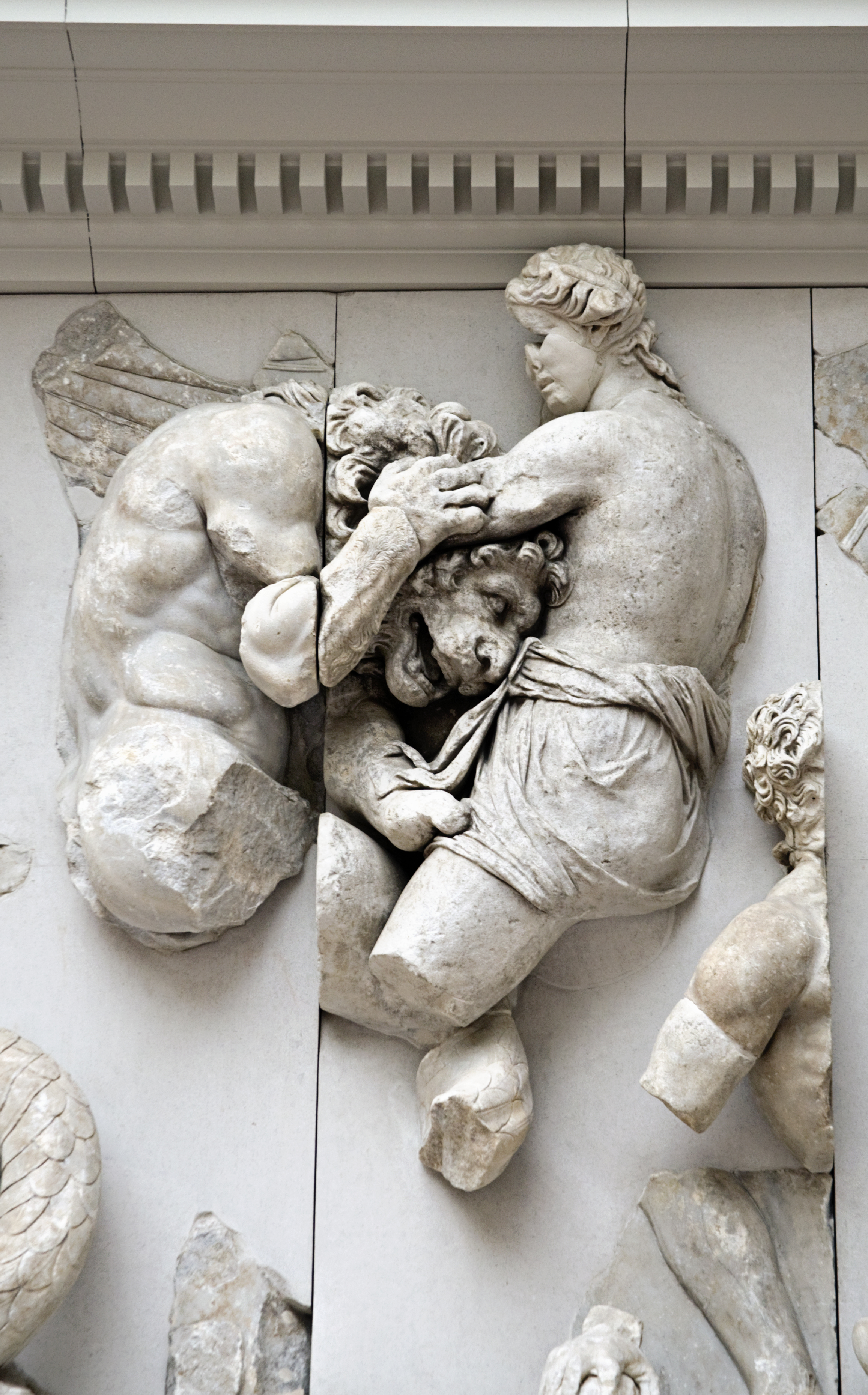
Etere

Sui terrazzamenti dell'acropoli di Pergamo, che dai suoi 330 metri d'altezza dominava la valle del Caico, l'altare si levava scenografico e imponente, con una struttura molto originale di altezza di circa 25 metri. In pianta l'altare ha una forma quadrangolare, con la facciata, rivolta alla vallata, mossa da una scalinata centrale, larga quasi venti metri, e da due avancorpi, creanti una sorta di forma a "U".
In alzato la struttura era rialzata di cinque gradini, dopo i quali si alzava il basamento, alto circa quattro metri, lungo il quale si sviluppava il "grande fregio" continuo con la Gigantomachia. Si accedeva al livello superiore tramite la scalinata centrale, appunto, ed esso consisteva in un grande vano, alto circa sei metri, circondato da un colonnato ionico continuo, che proseguiva anche lungo gli avancorpi. All'interno del vano correva lungo tutte le pareti un secondo colonnato, fatto a coppie di colonne unite da un'anima muraria. L'altare vero e proprio si trovava al centro e su di esso si trovava il "piccolo fregio", con le Storie di Telefo, figlio di Eracle e mitico fondatore della città.

### Dimensioni
Il fregio, lungo ben 120 m e scolpito su pannelli alti 228 cm e larghi circa 70–100 cm ciascuno, rappresenta la mitica battaglia condotta dalle divinità dell'Olimpo contro i Giganti, esseri mostruosi figli del Cielo e della Terra che avevano osato sfidare la sovranità di Zeus dando l'assalto alla dimora divina. Nelle scene erano trasposti inoltre anche i recenti fatti della guerra appena vinta contro i barbari Galati. L'identificazione di questi ultimi non è casuale: fonti attestano infatti che per incutere timore ai nemici, i Galati usassero acconciarsi i capelli in piccole ciocche rigide, frizionandoli con un impasto di gesso, chiamato tìtanos, da cui l'ulteriore similitudine al termine Titànes, i Titani, simili ai giganti.
La decorazione seguiva un programma erudito, elaborato probabilmente dai filologi della Biblioteca di Pergamo. Se nella parte orientale i Giganti lottano infatti con le tradizionali divinità olimpiche, nei restanti lati un folto gruppo di divinità minori affollava le scene: a nord gli dei della notte, a sud gli dei della luce, a ovest le divinità marine e Dioniso.
Da un punto di vista stilistico, il grande fregio riprende alcuni stilemi dei grandi maestri dei decenni precedenti, come la possanza dei nudi di Fidia, o la dinamicità delle figure di Skopas. In generale però il senso di movimento è portato alle estreme conseguenze, ricorrendo spesso a linee oblique e divergenti, che generano azioni convulse. Inoltre appare accentuato il patetismo delle figure, con un senso teatrale che accresce la partecipazione emotiva dello spettatore. Tali novità, nel complesso, sono state definite "barocche", anche grazie a un maggiore ricorso del trapano, che crea effetti di chiaroscuro più accentuati, e con l'alternarsi dell'altorilievo a parti lisce.
Fregio est

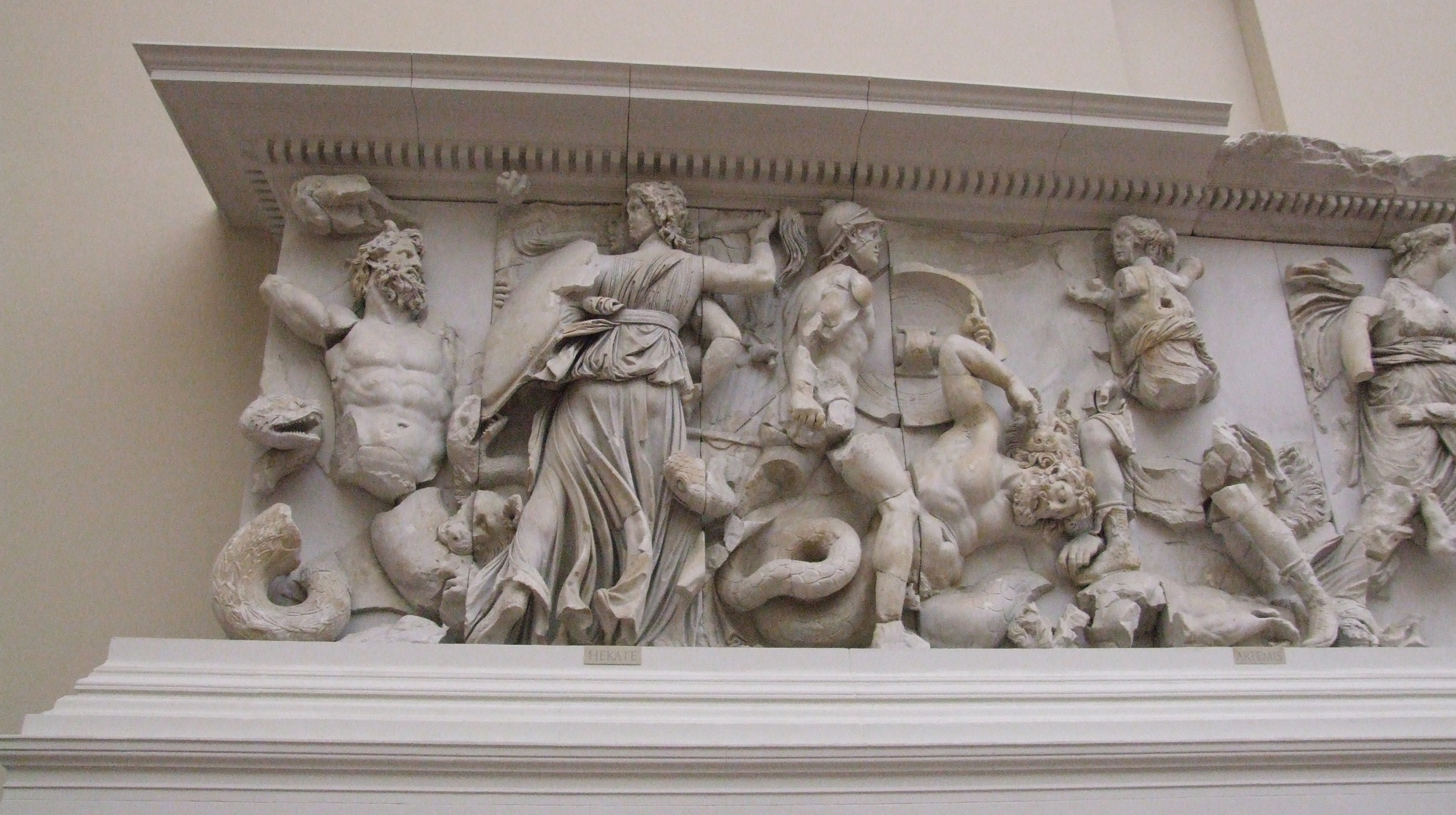
Ecate contro Clizio (a sinistra), Artemide contro Oto
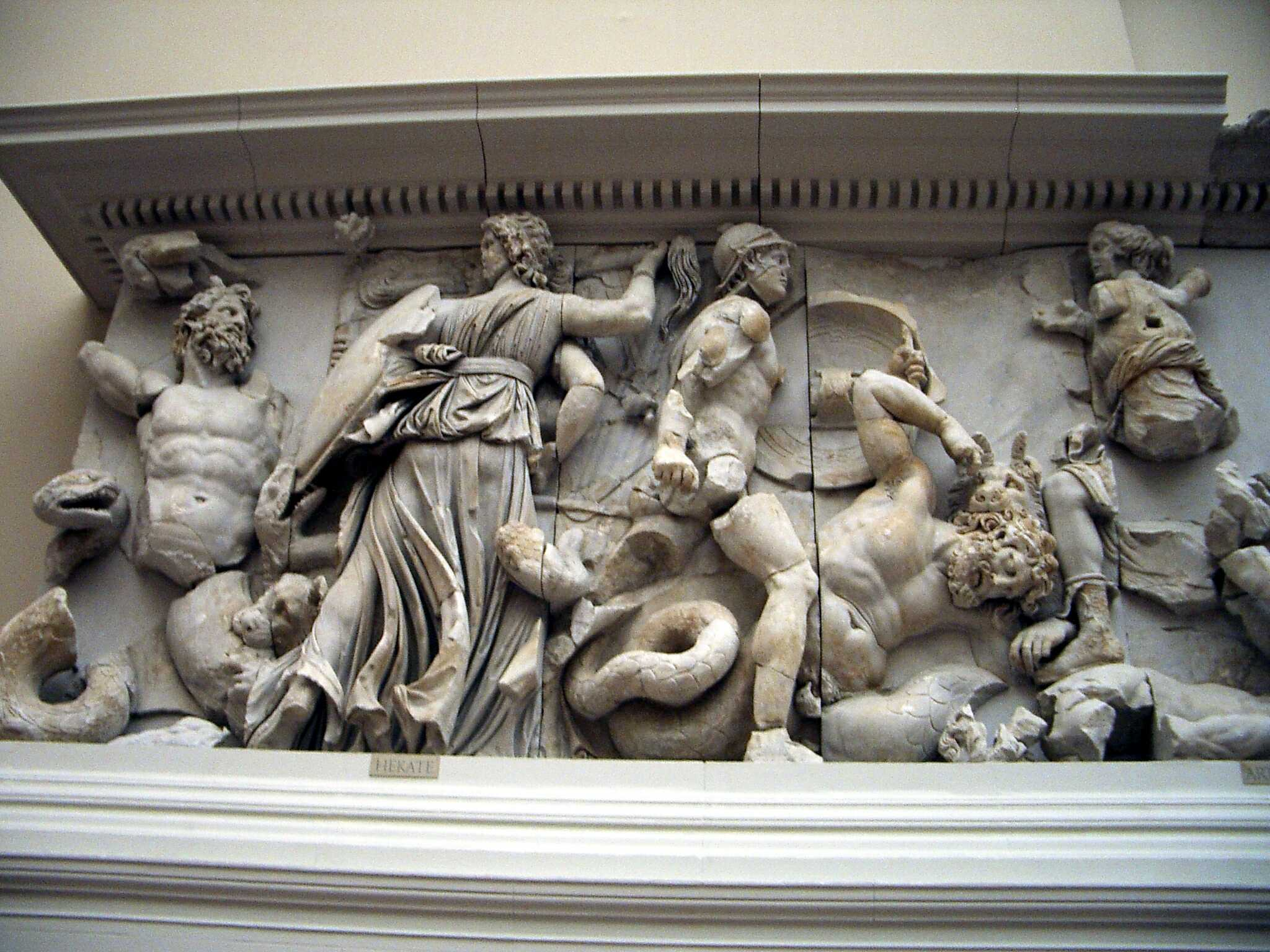
Oto e Artemide
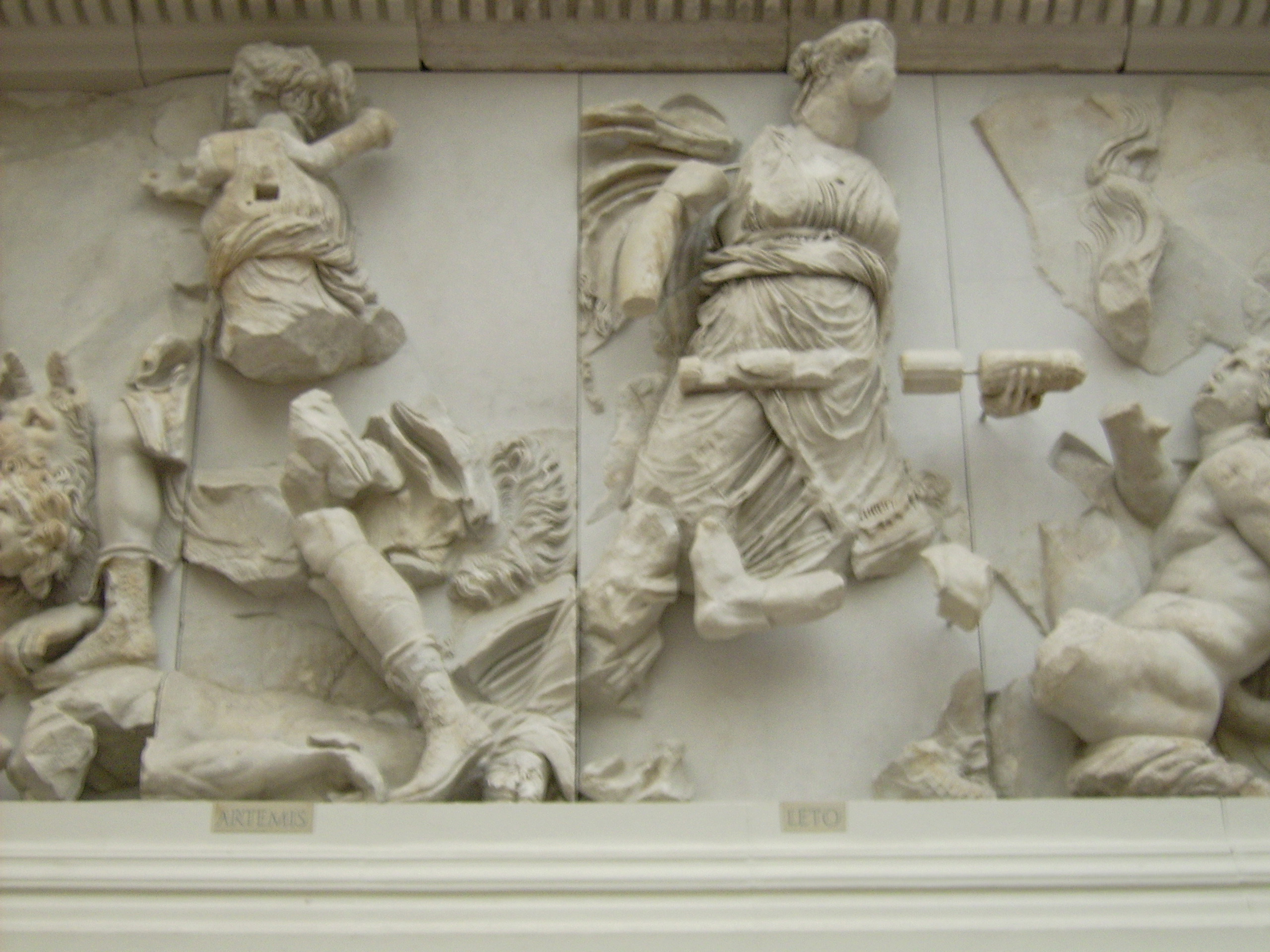
Latona
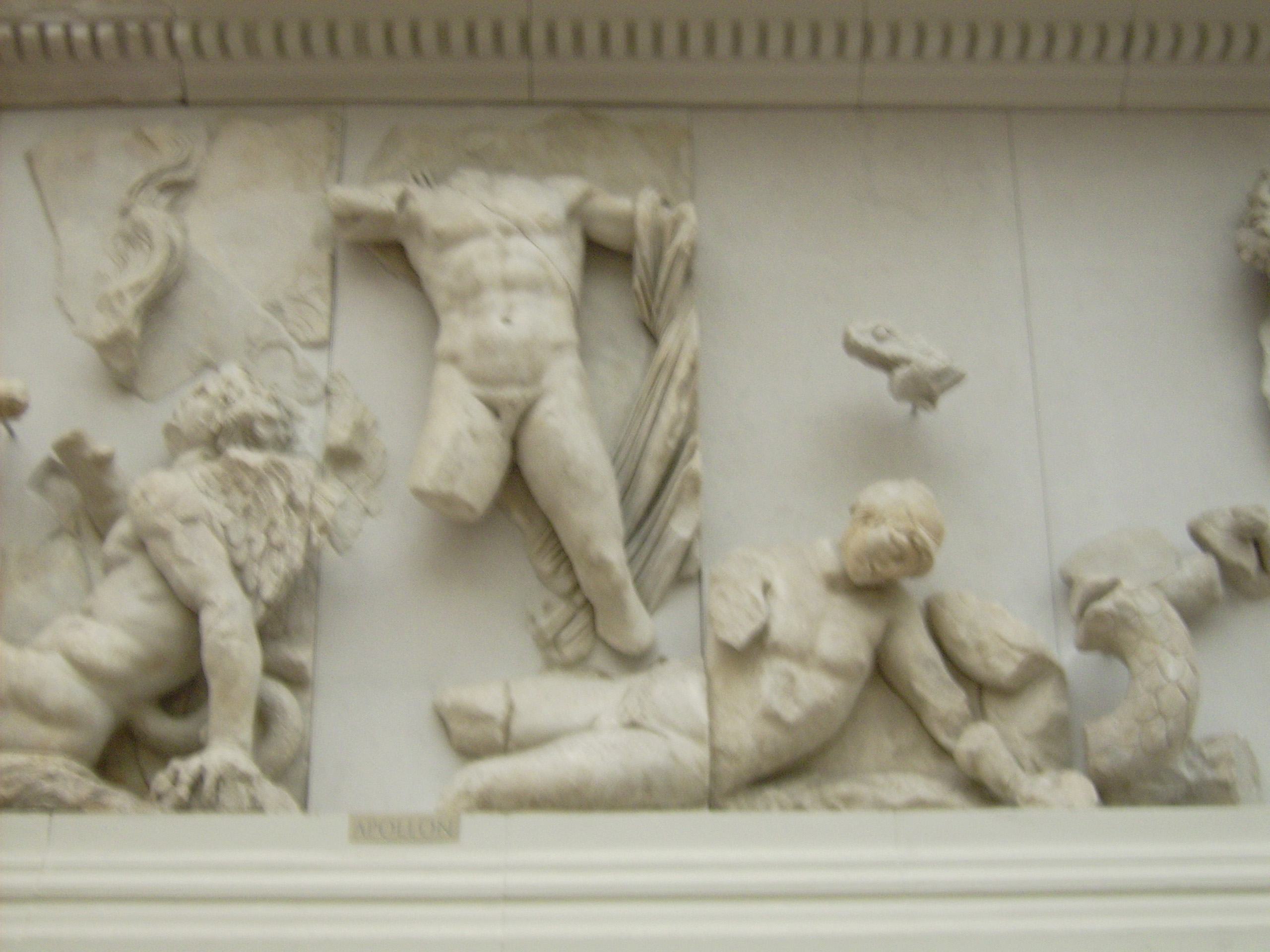
Apollo ed Efialte
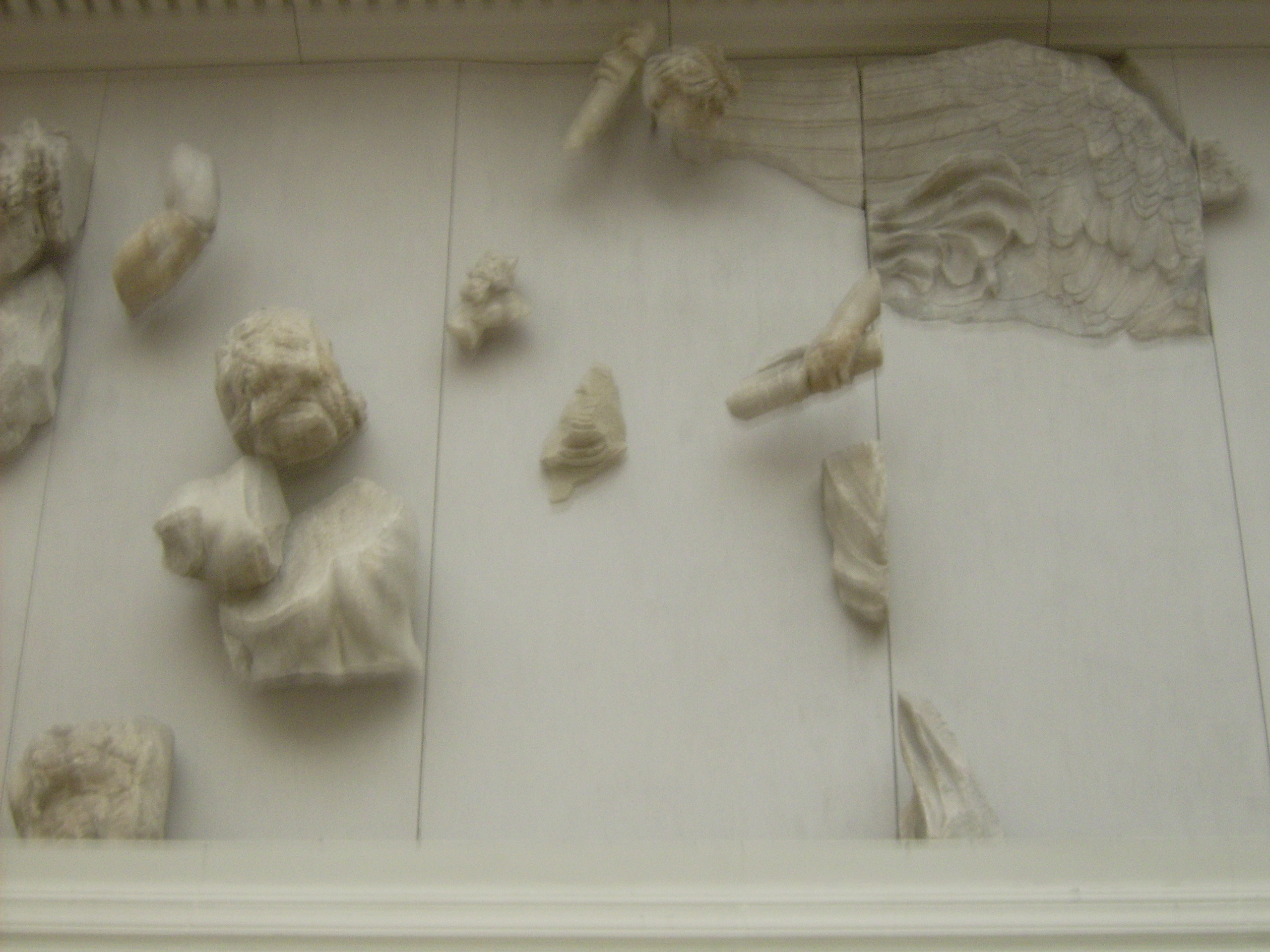
Demetra (?)
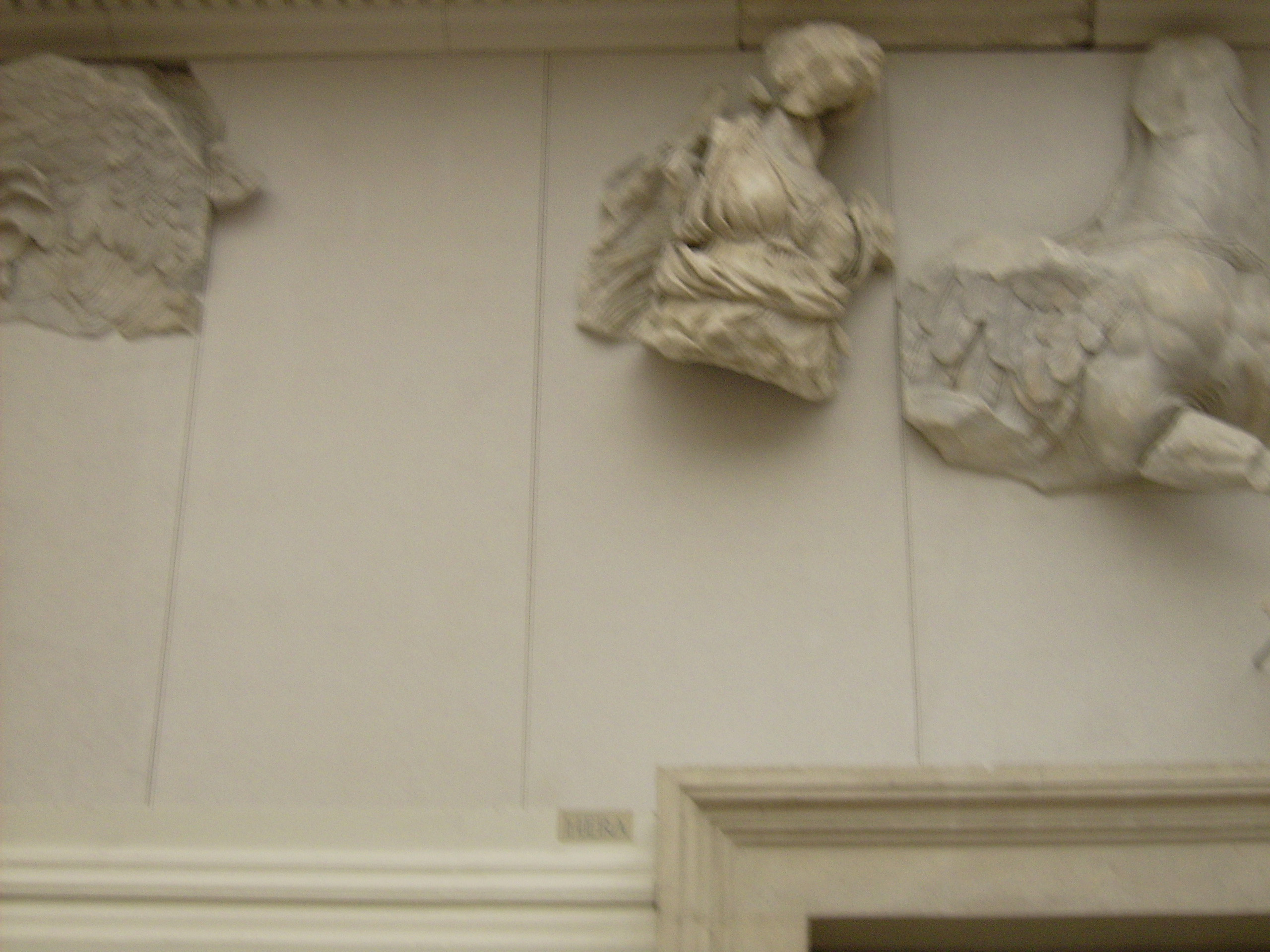
Hera
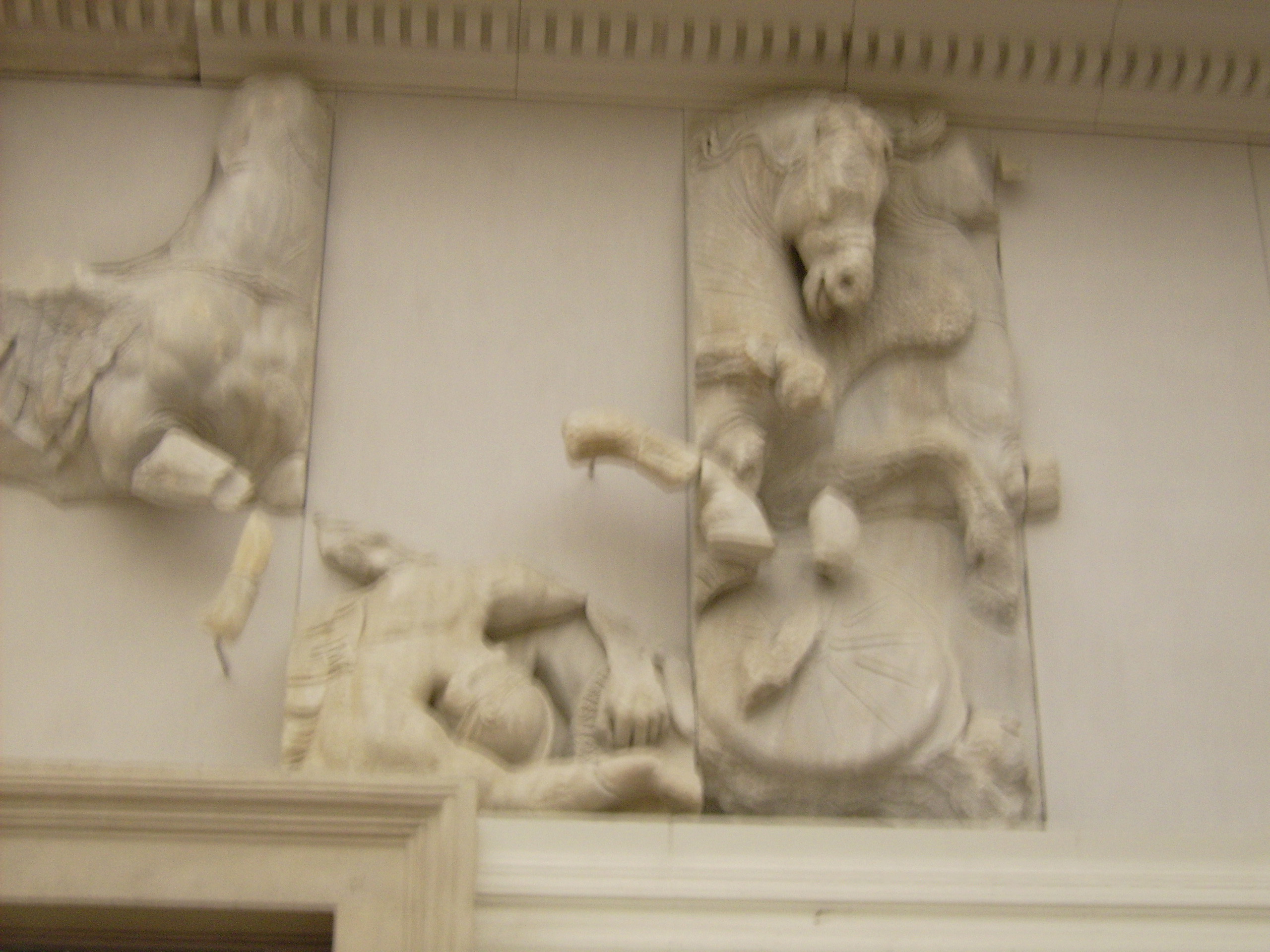
I quattro venti
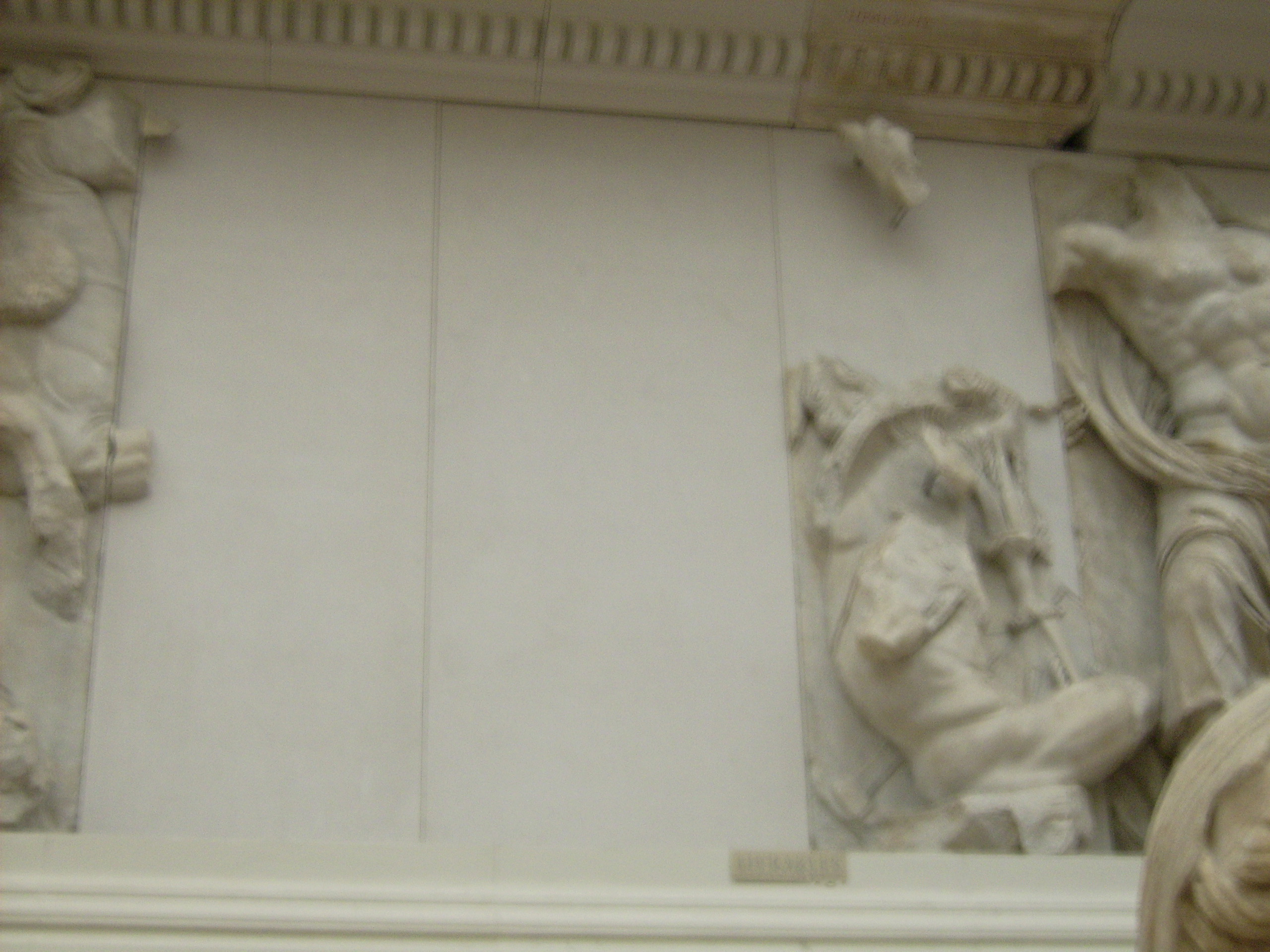
Ercole (?)
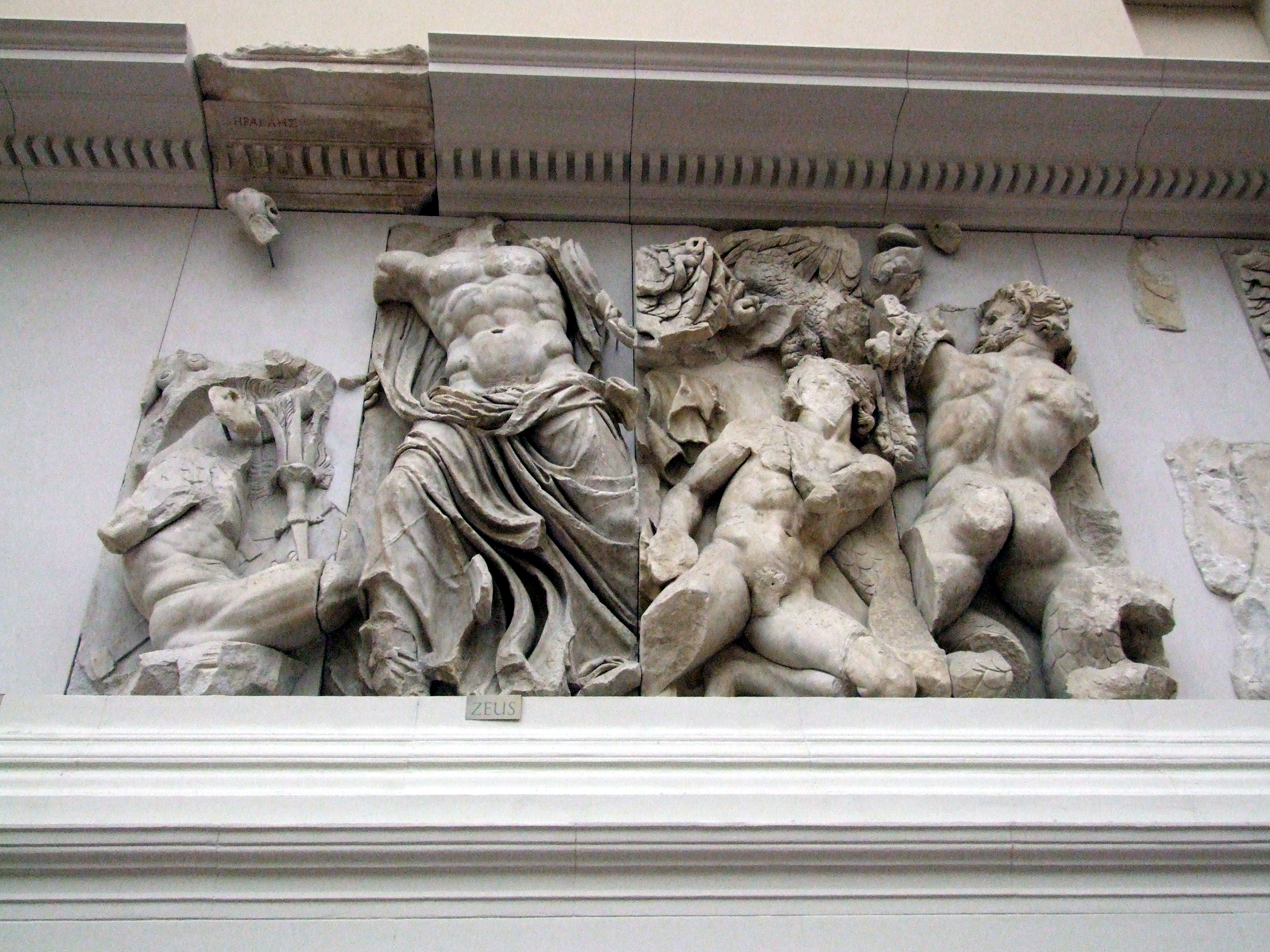
Zeus combatte Porfirione
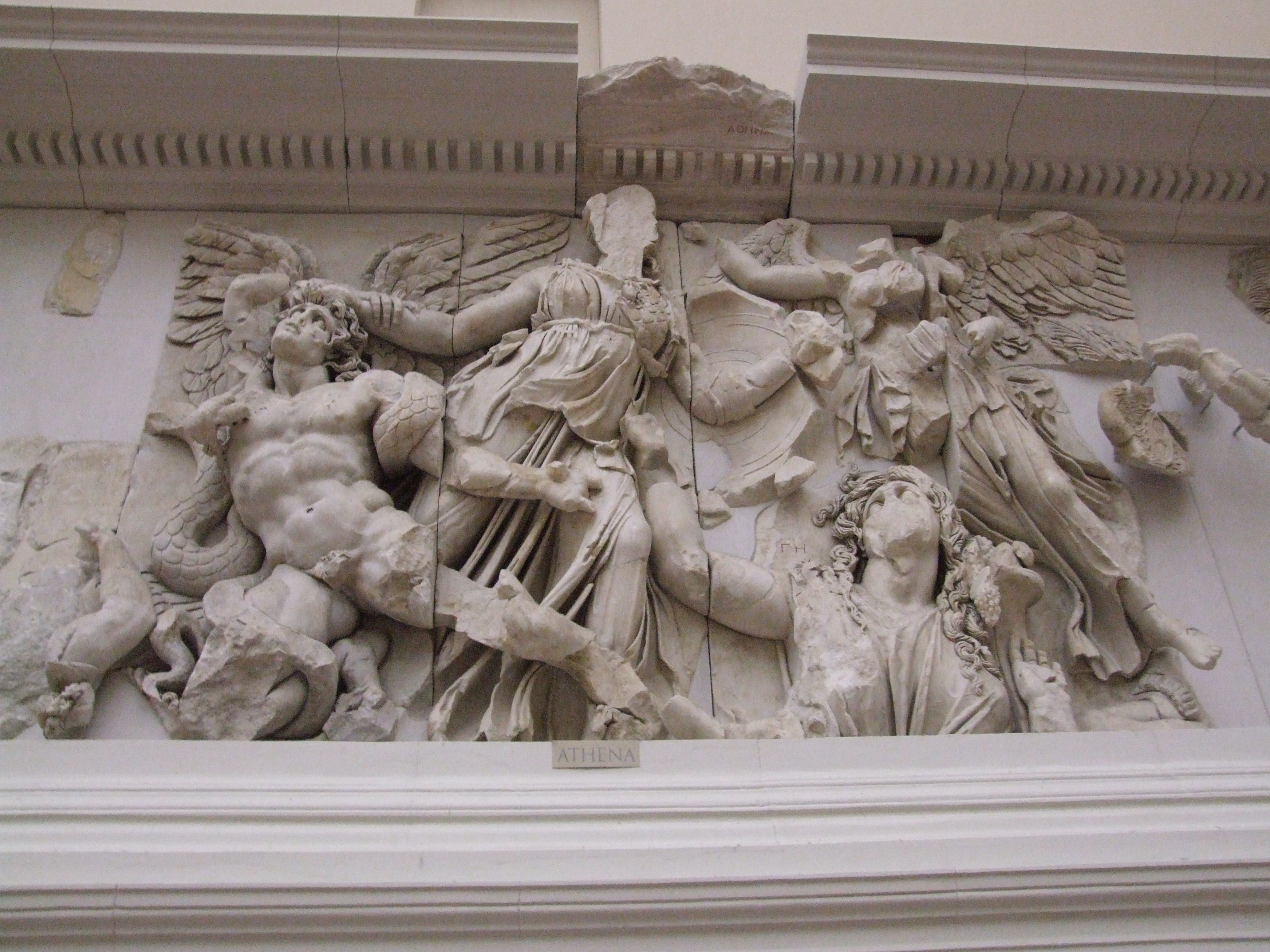
Atena e Nike contro Alcioneo
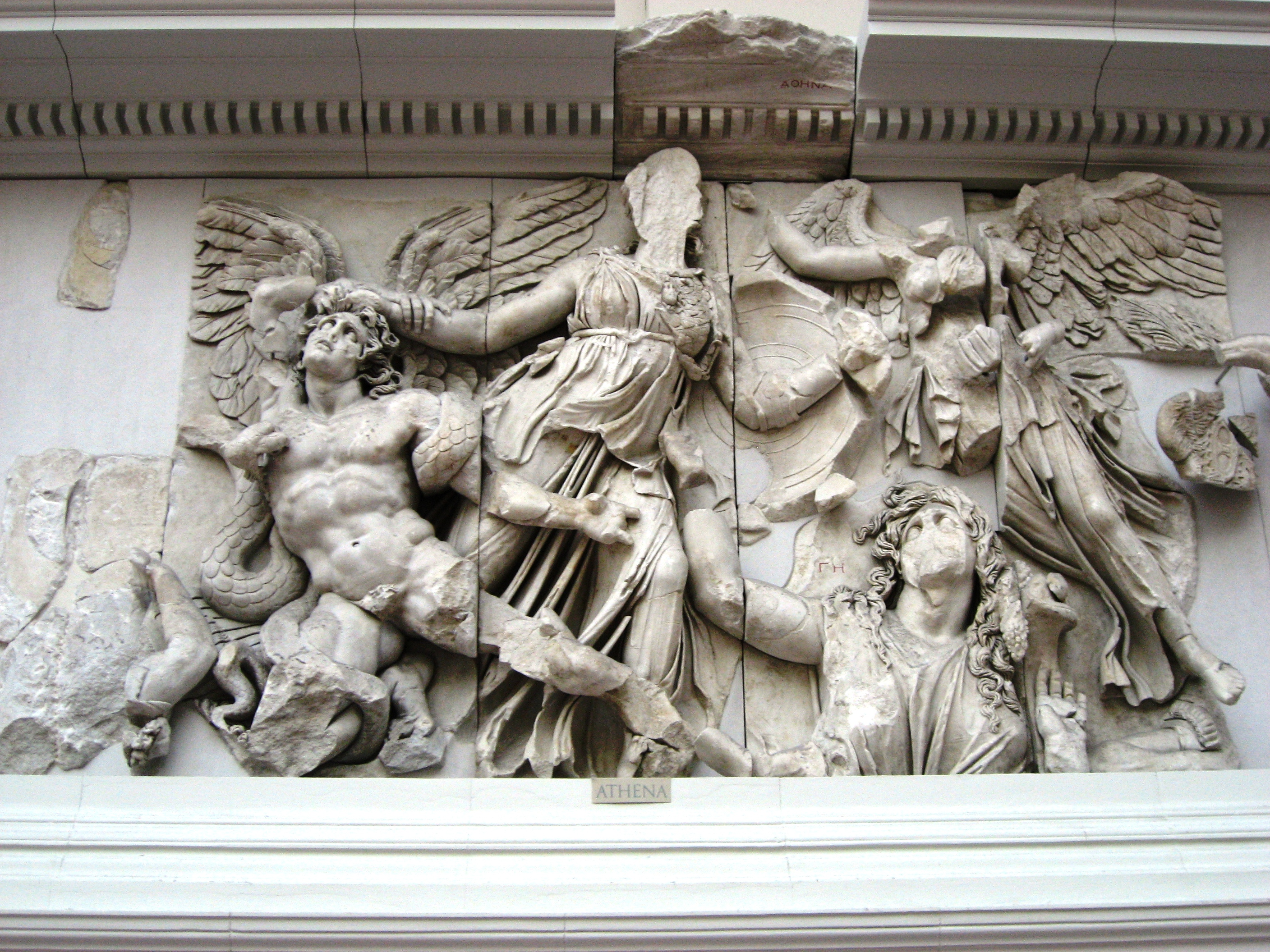
Gaia emerge dal suolo
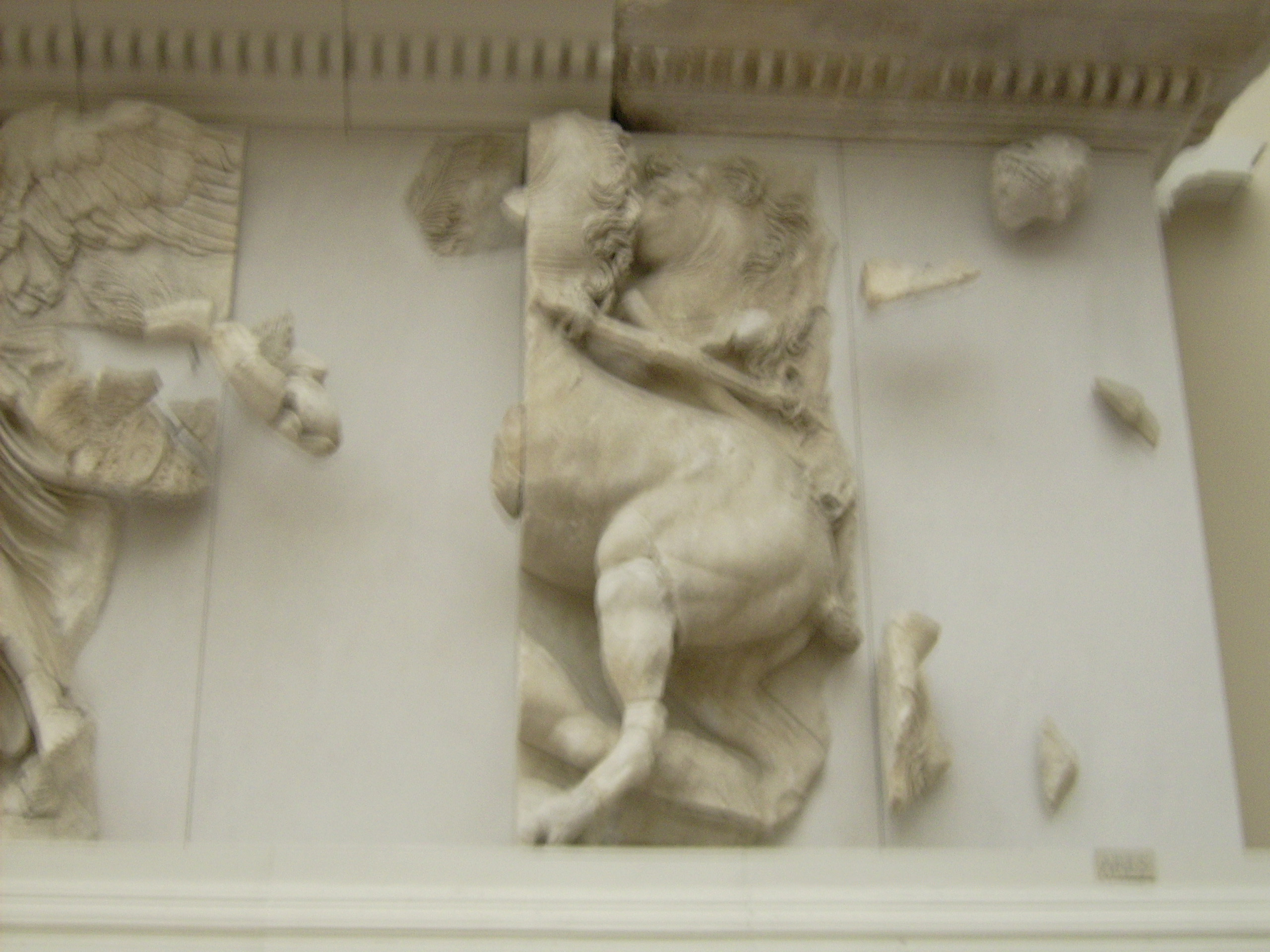
Ares va alla guerra

Fregio sud

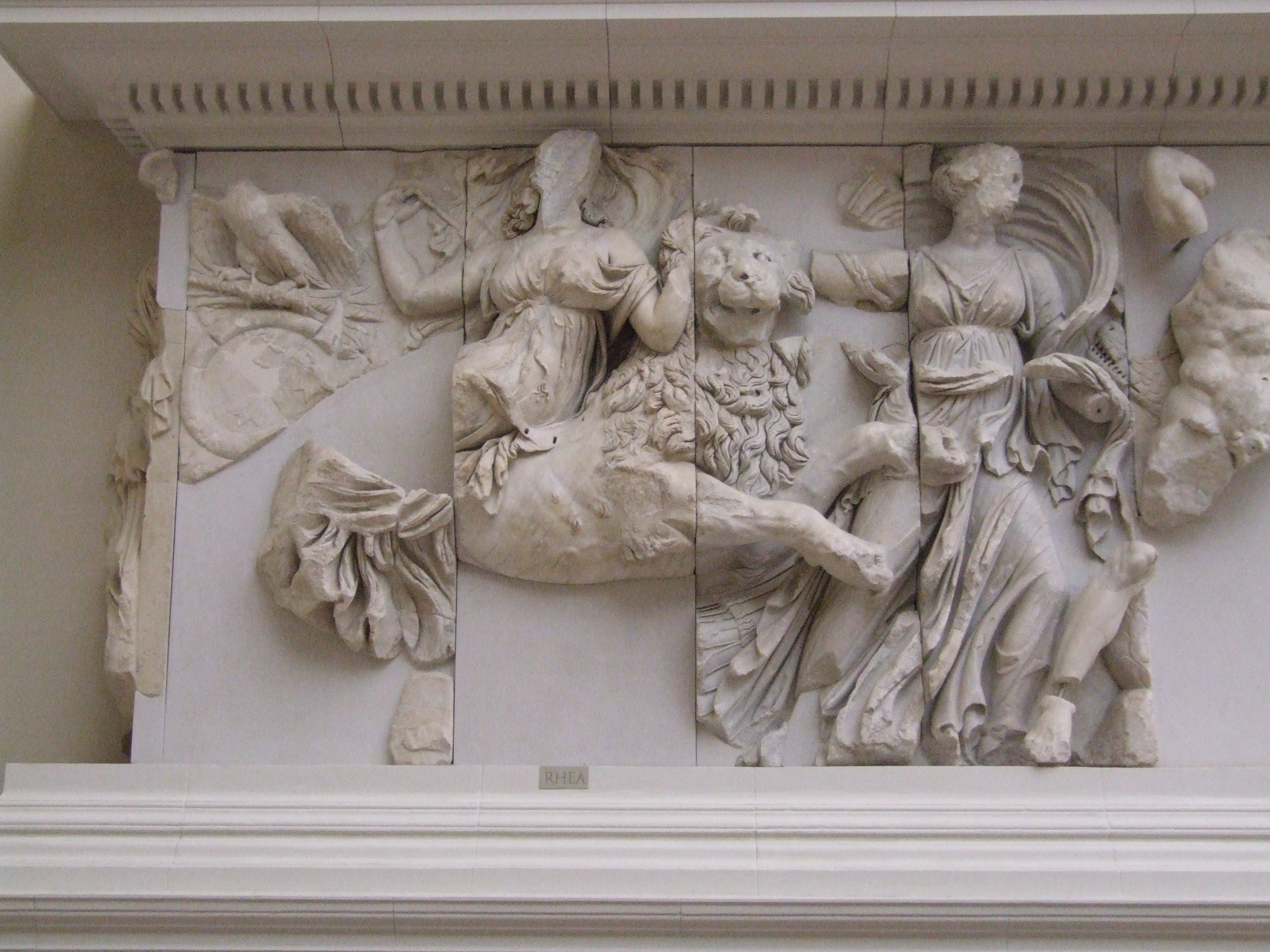
Rea/Cibele a cavallo di un leone, Adrastea (?)
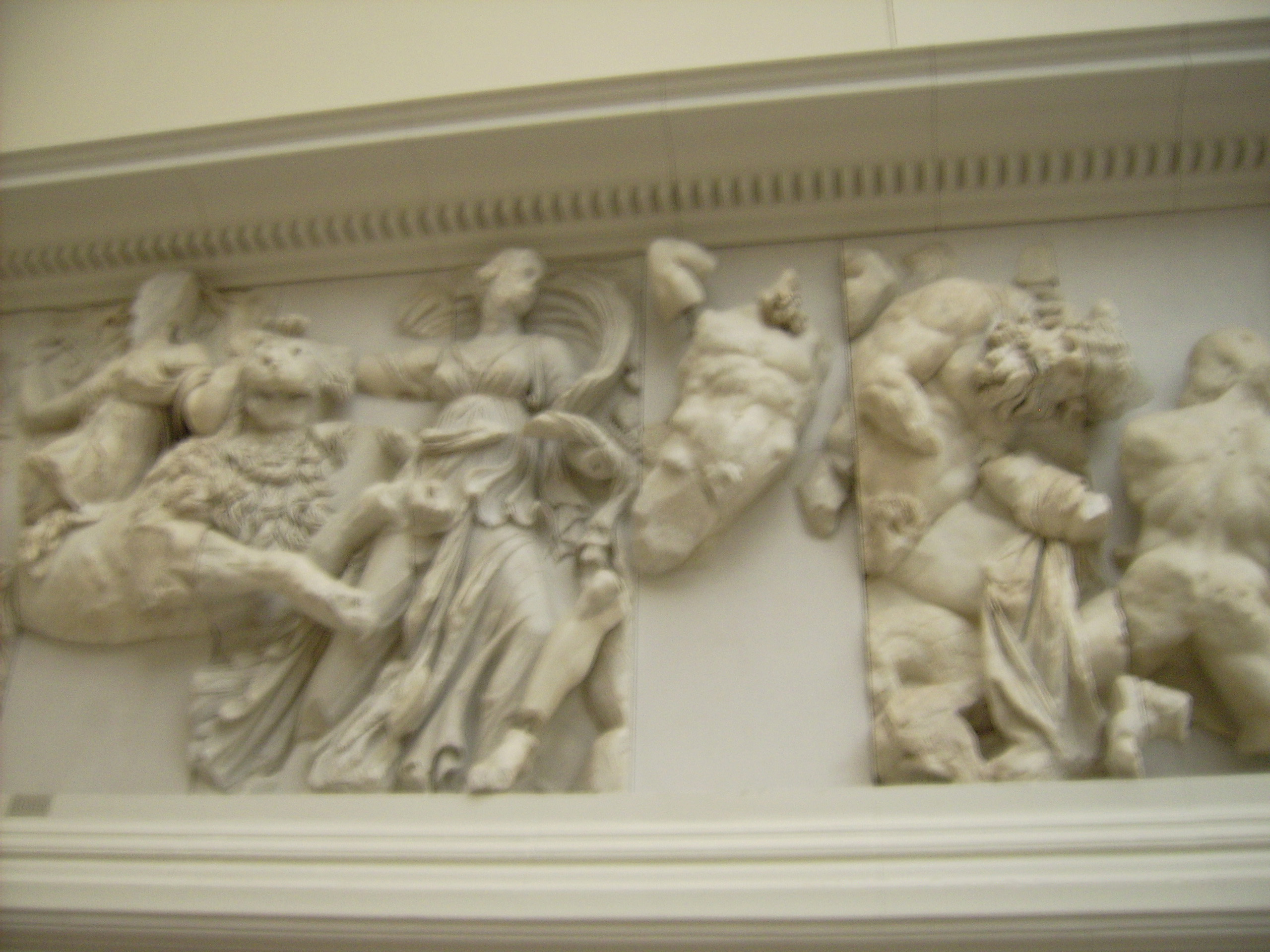
Una dea, Efesto e un dio contro un gigante
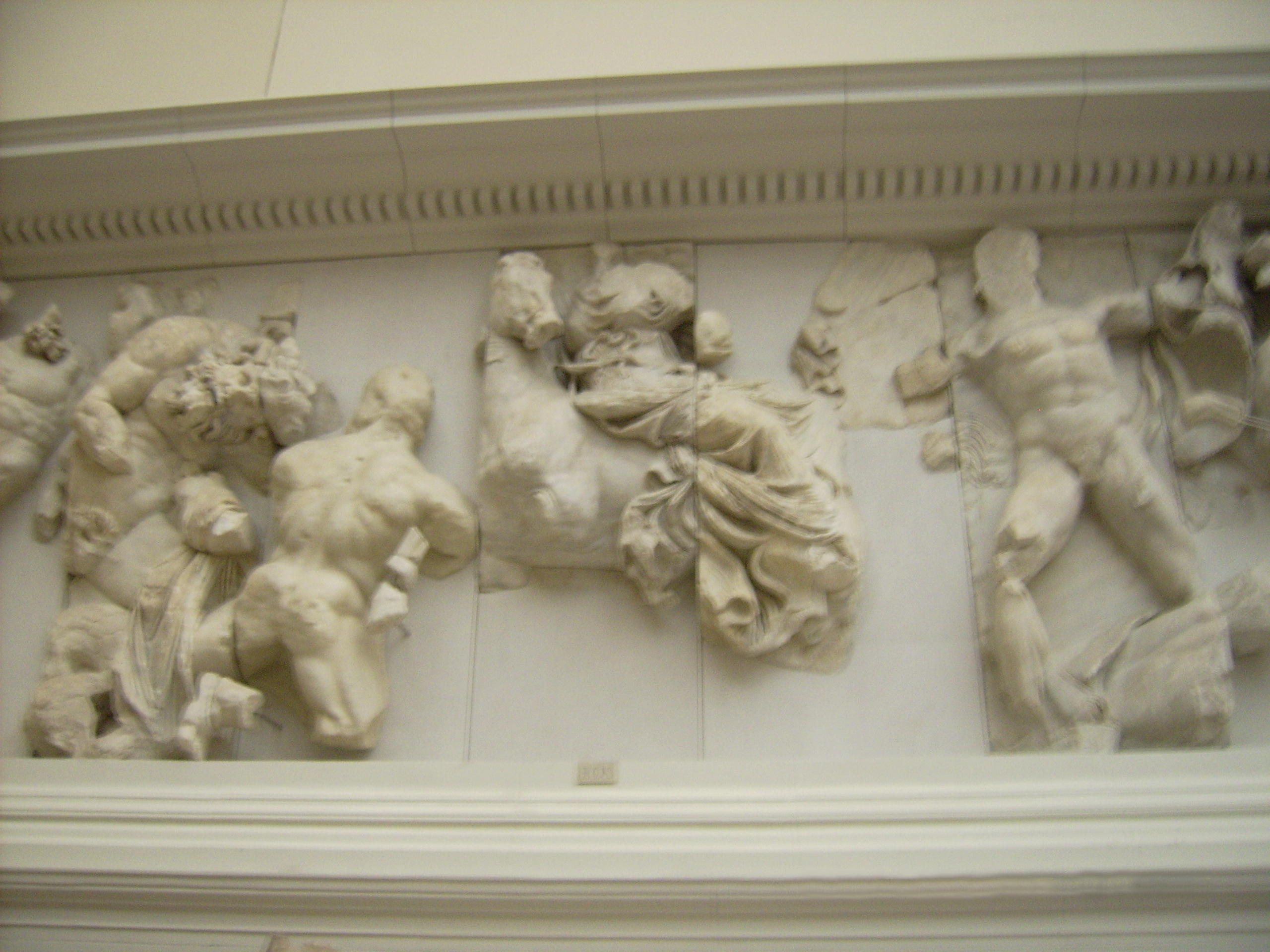
Eos
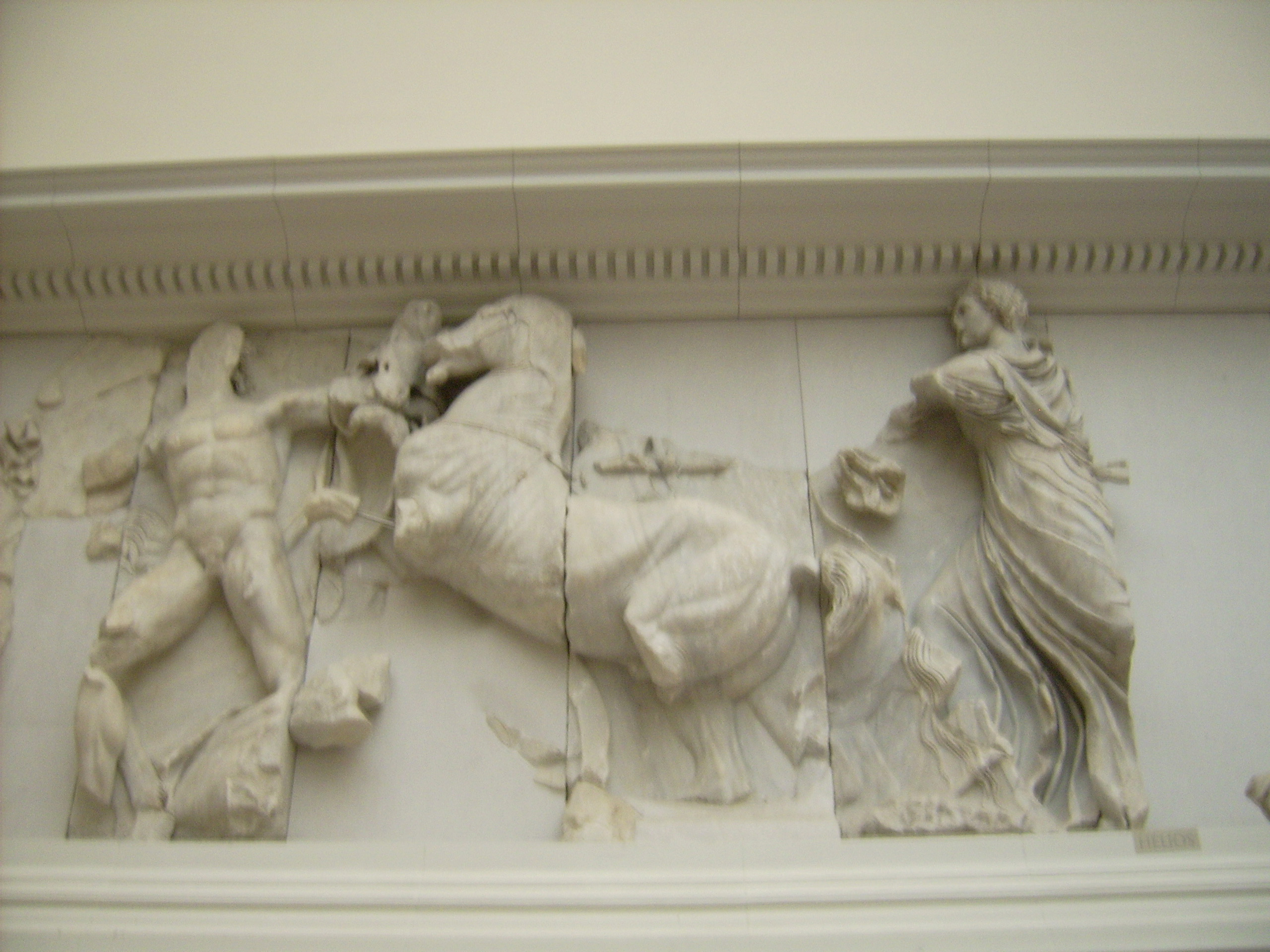
Apollo
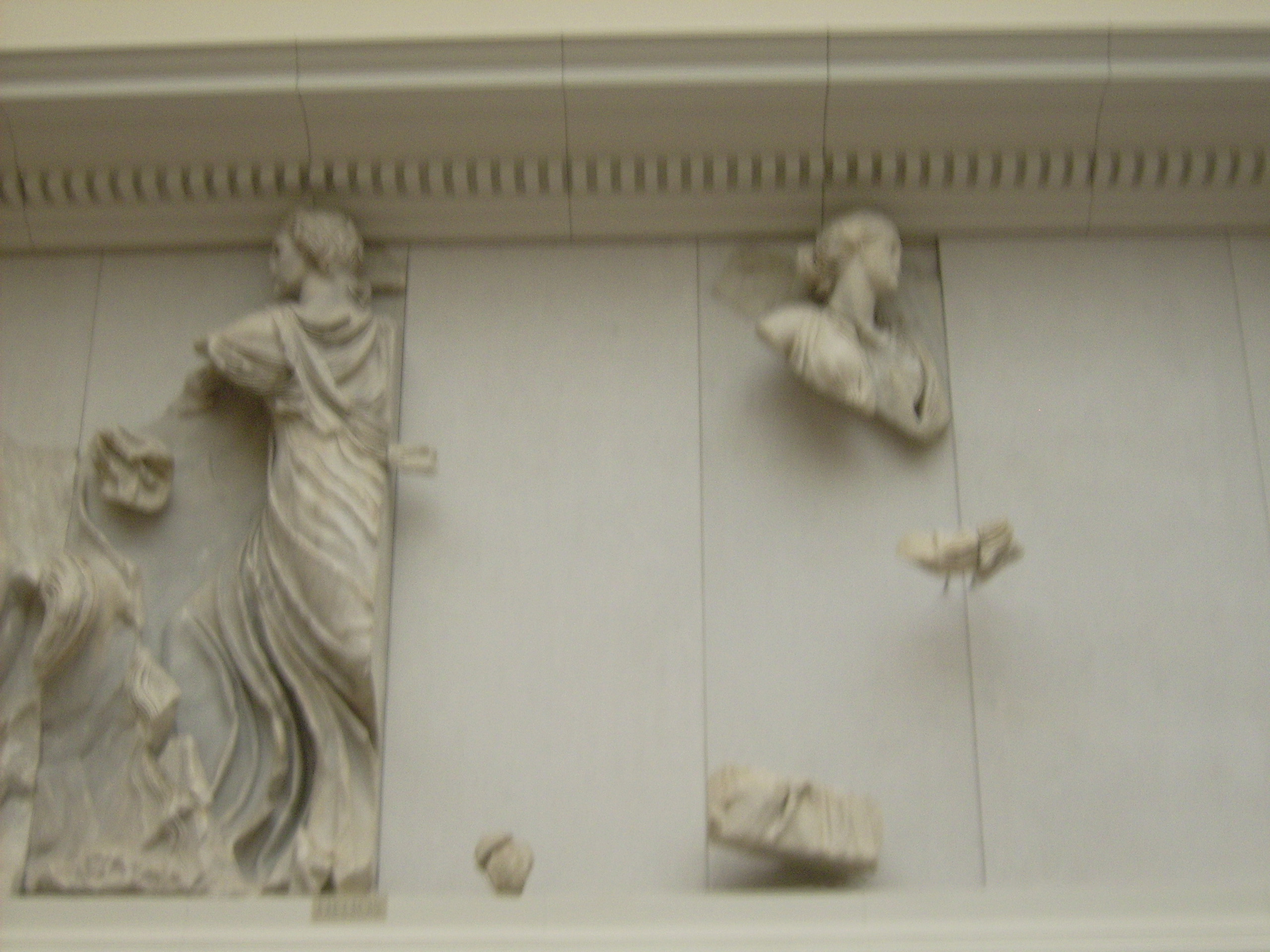
Theia
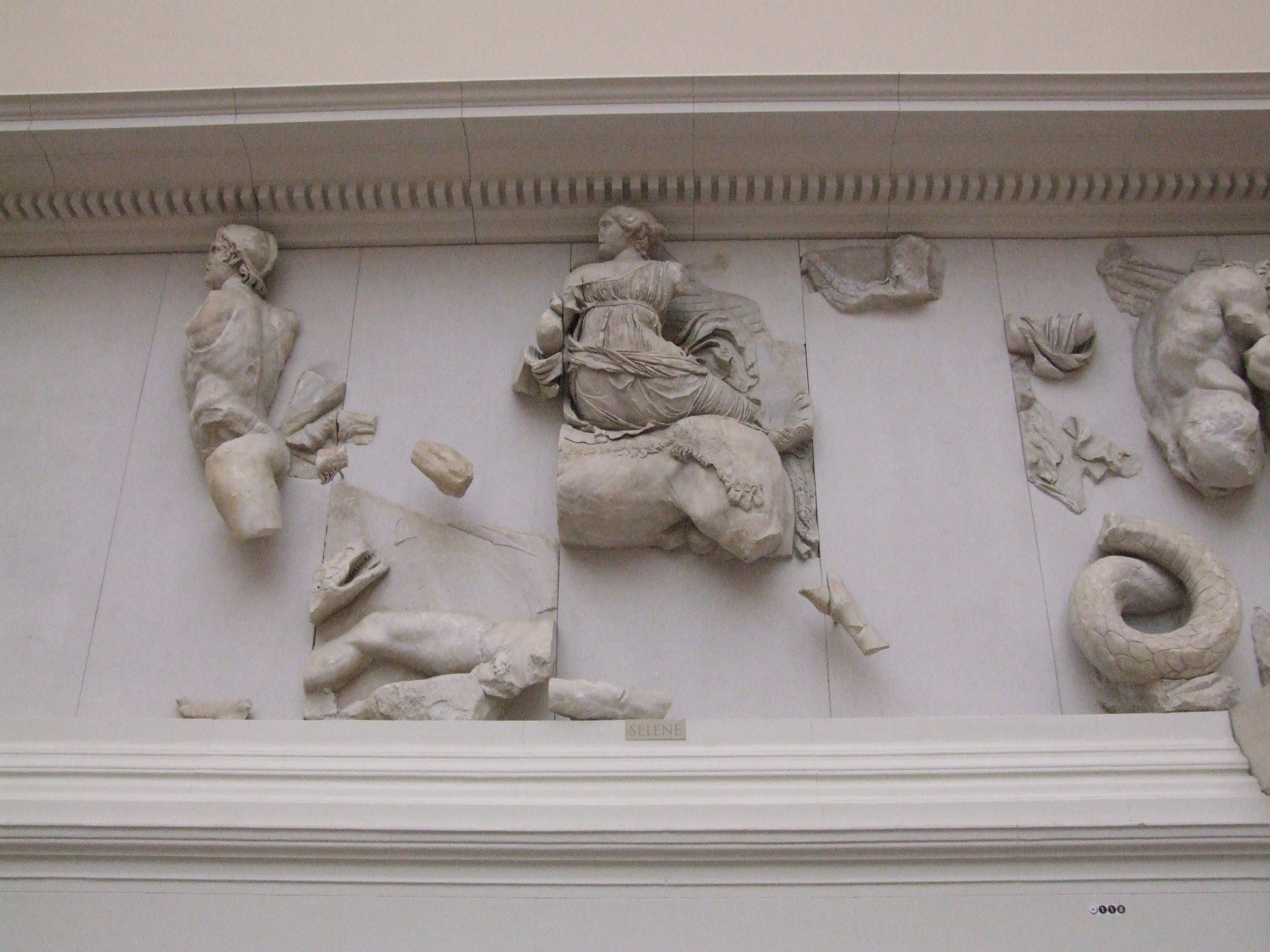
Selene
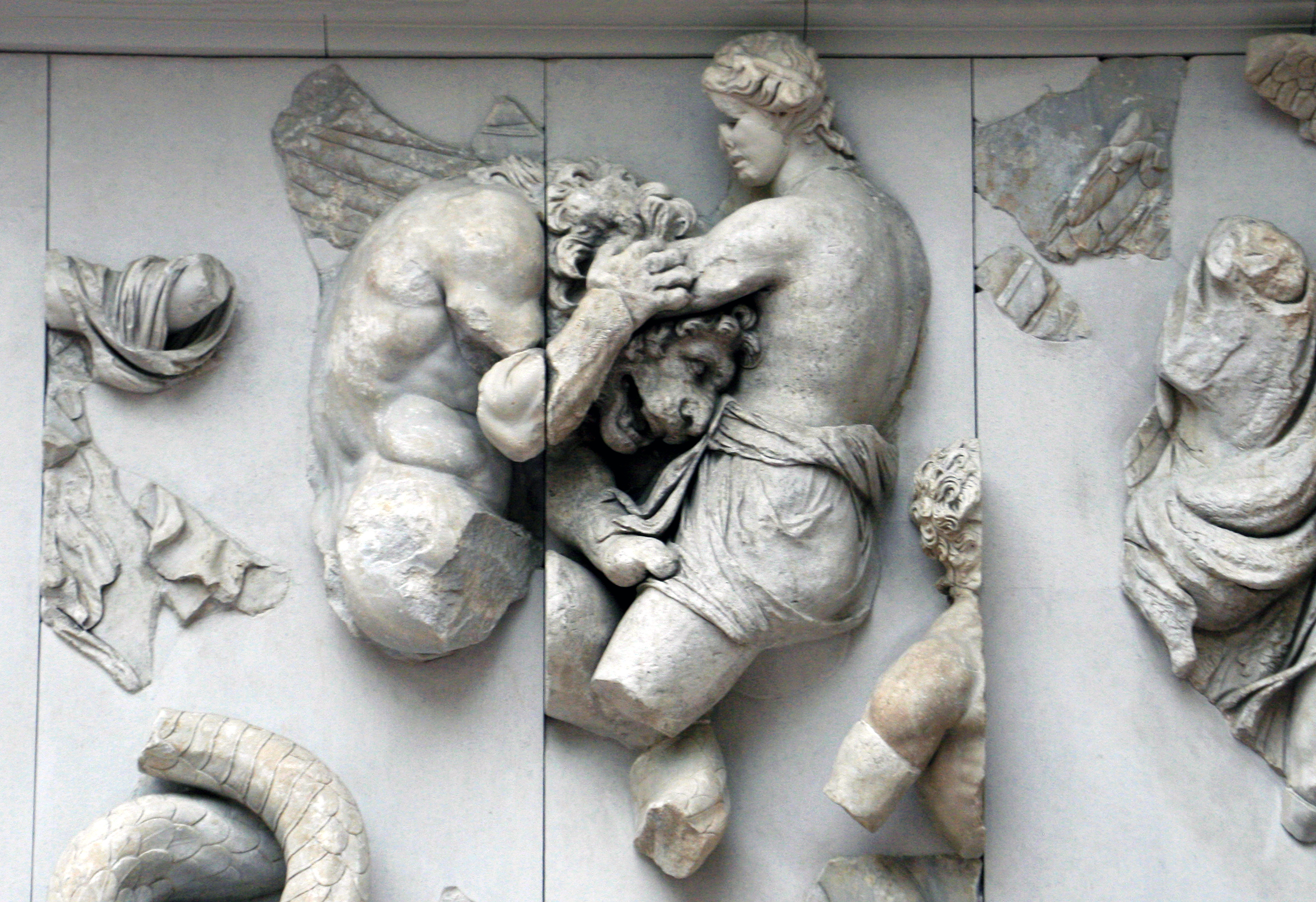
Etere (?) con pochi giganti
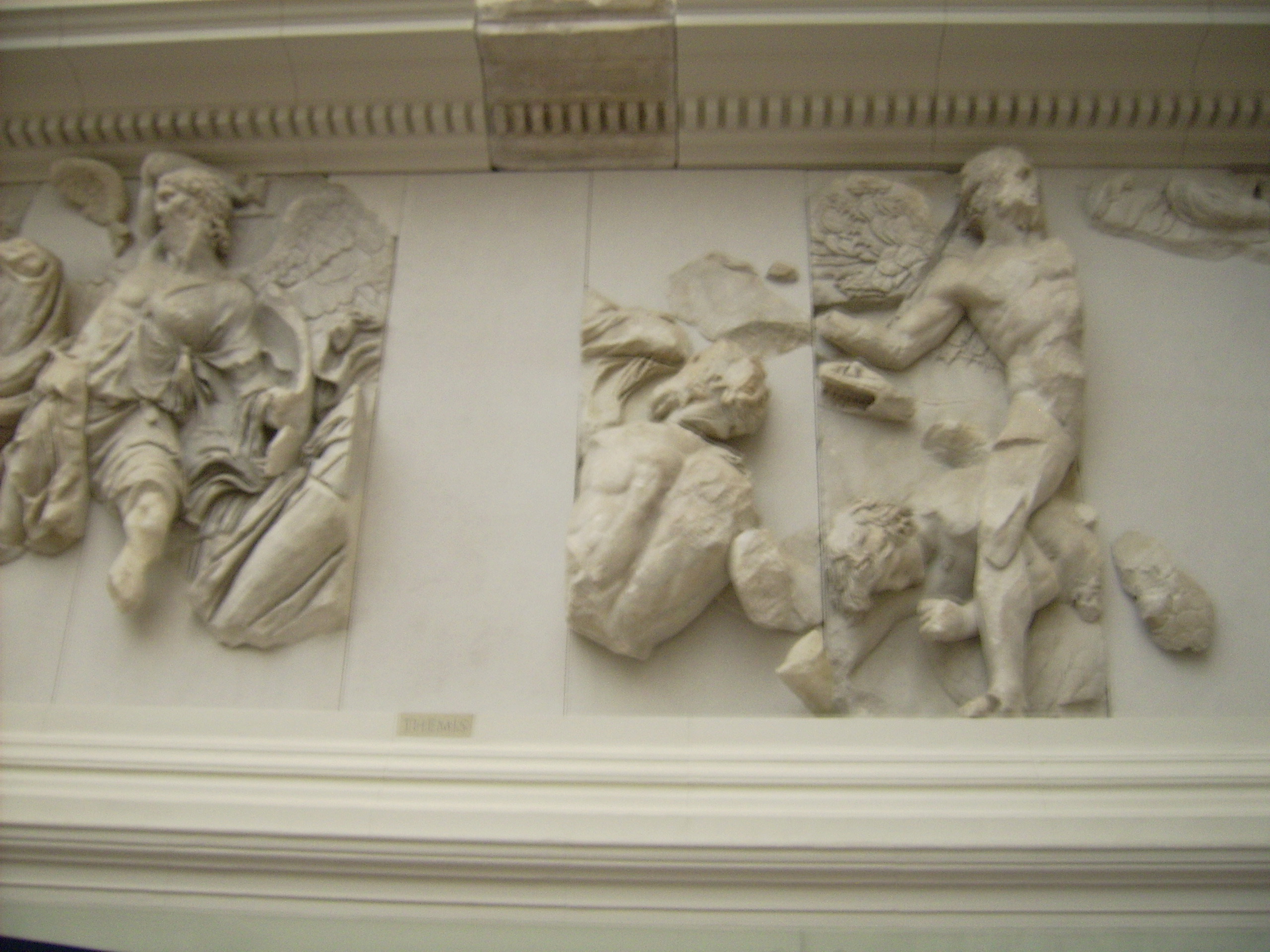
Themis ed Urano
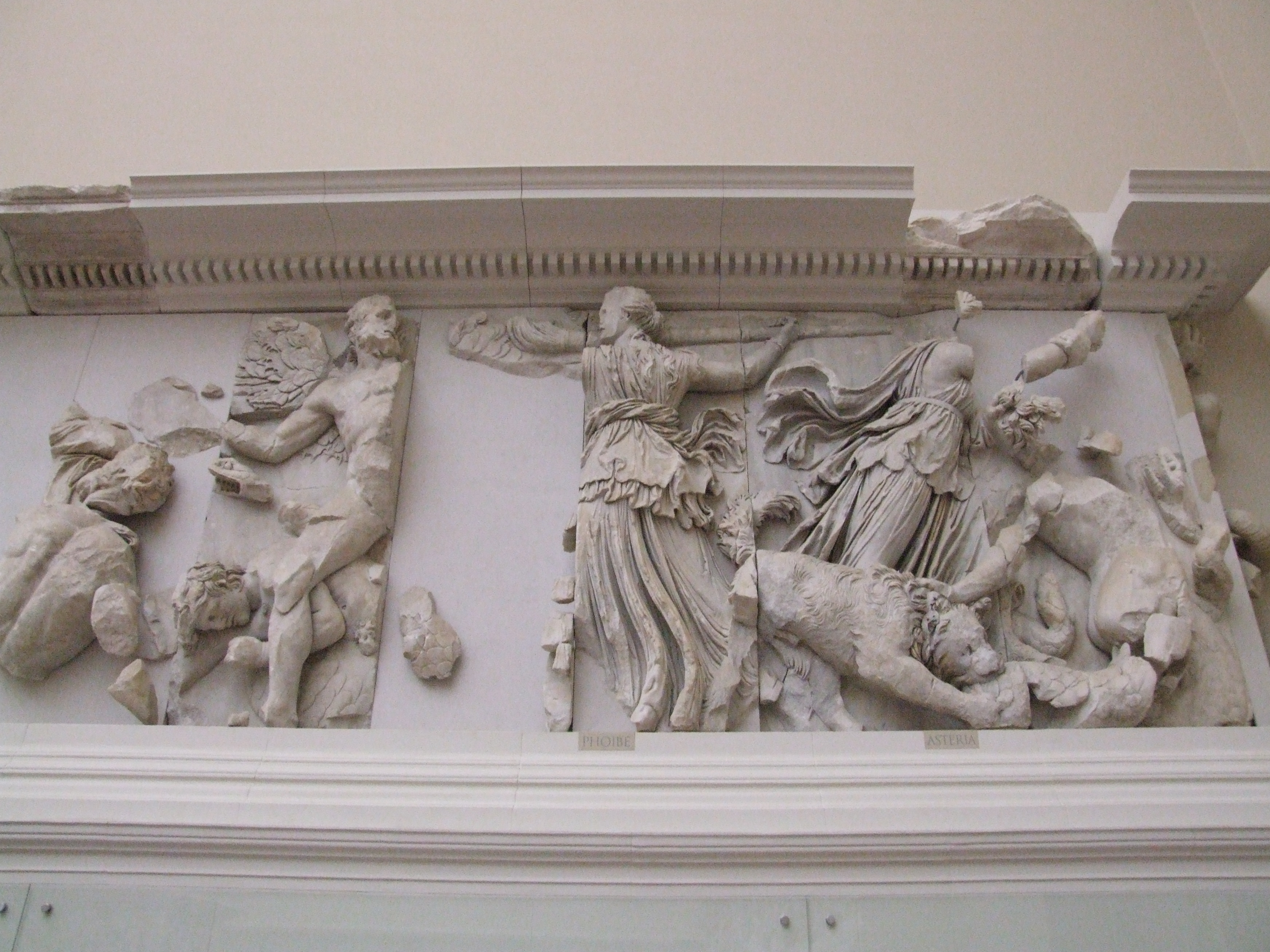
Febe ed Asteria

Fregio ovest e lungo la scalinata

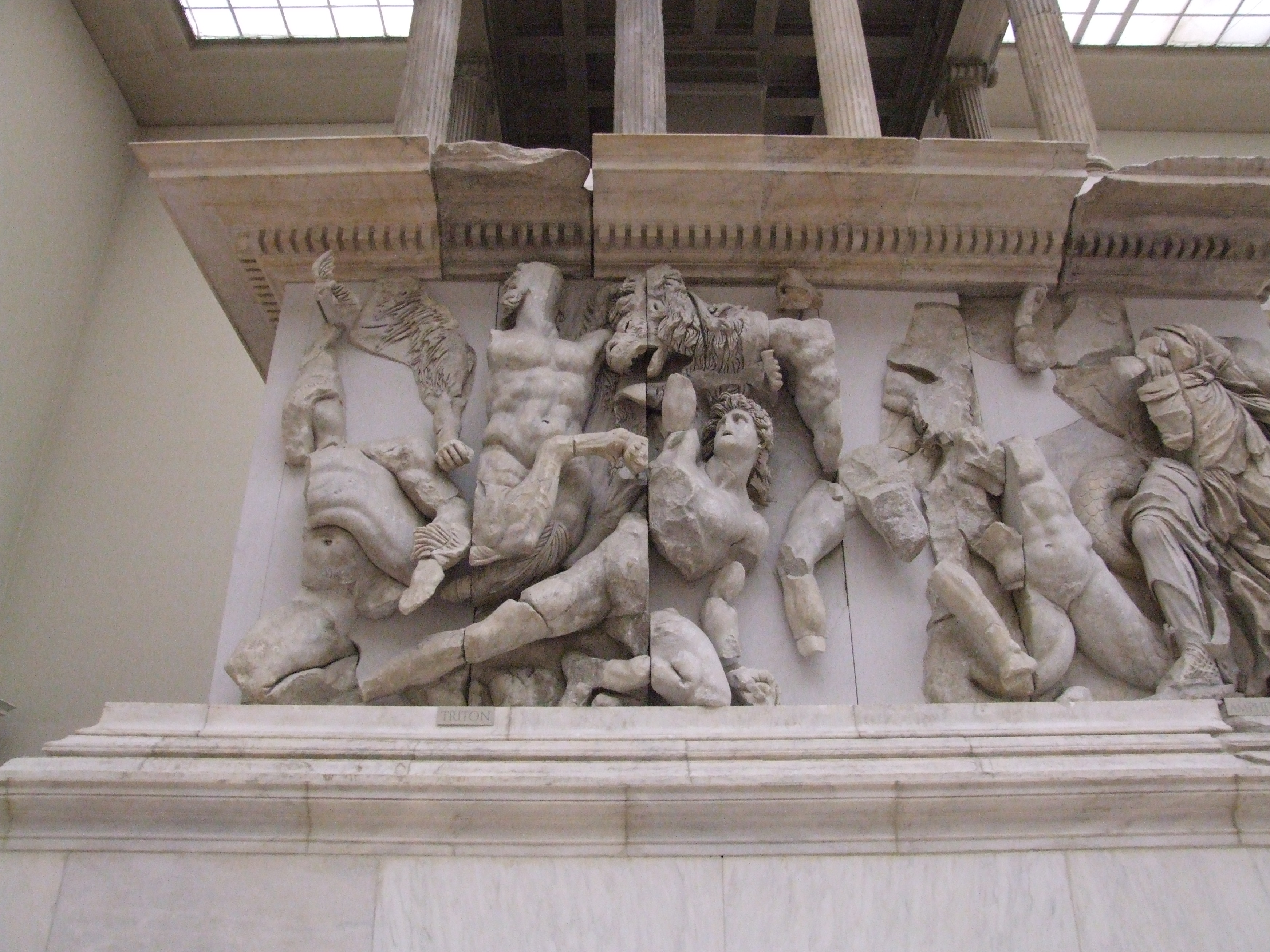
Tritone e Anfitrite nella lotta
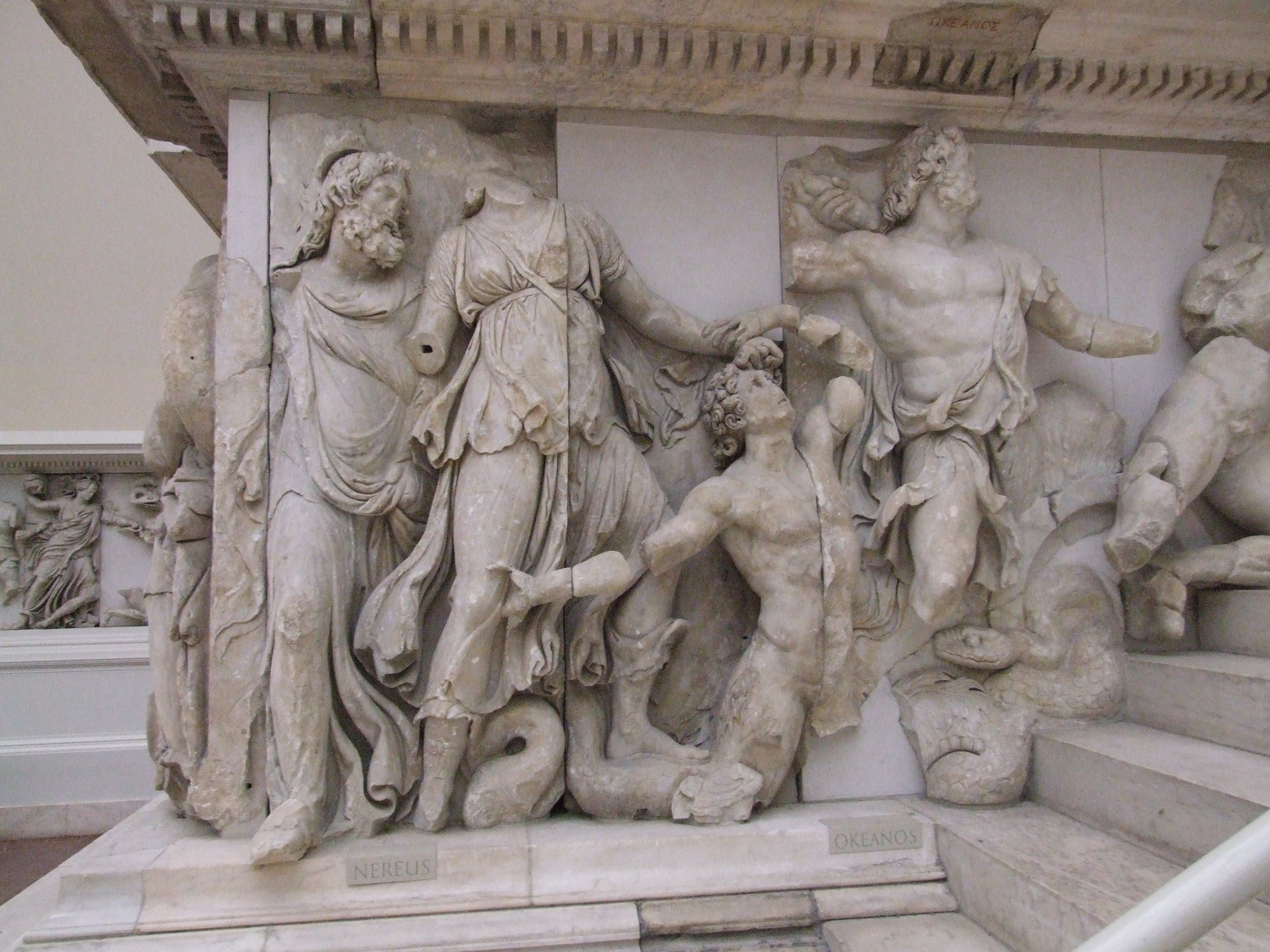
Nereo, Oceano e Doris
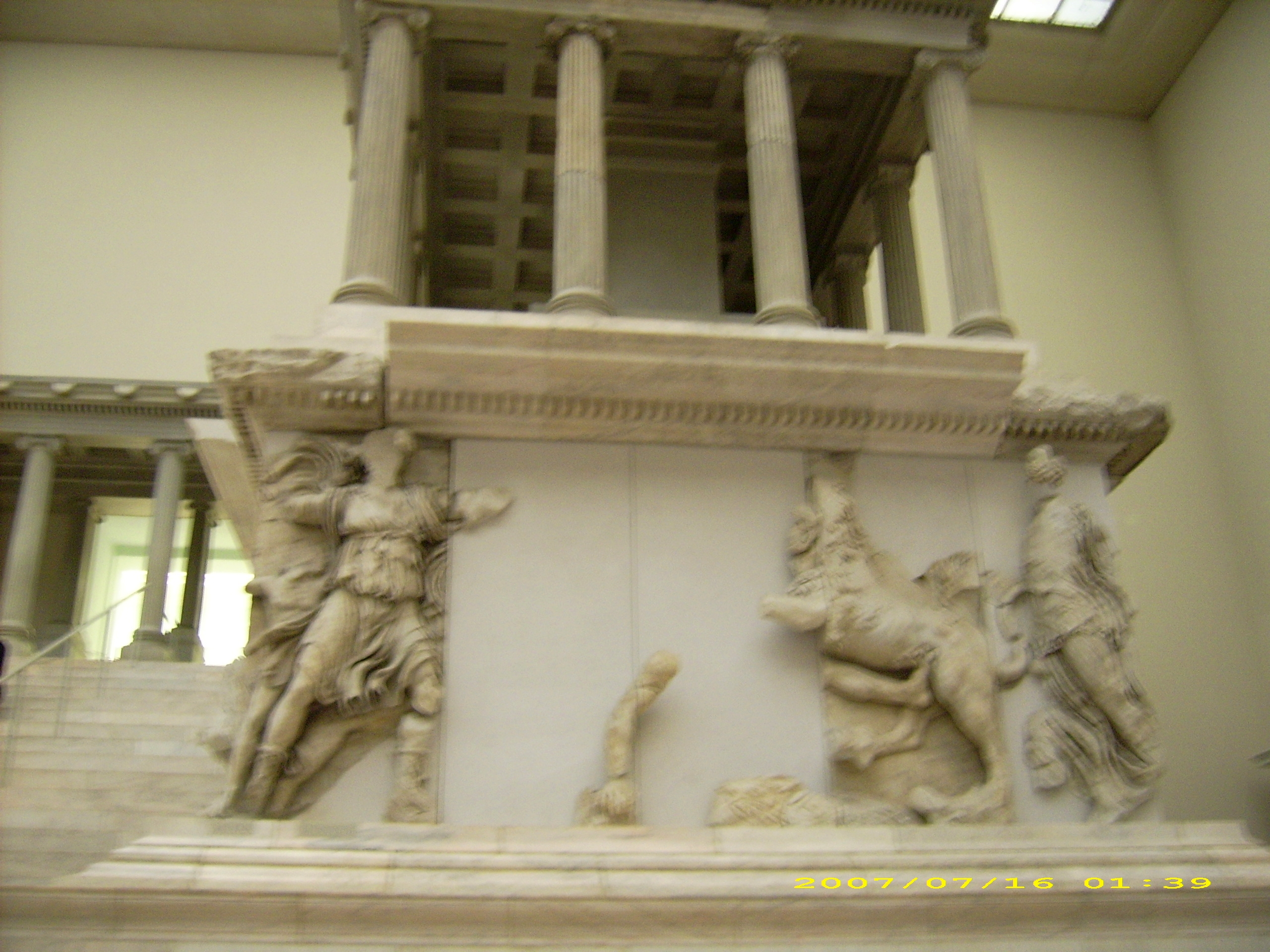
Dioniso, satiri e Semele
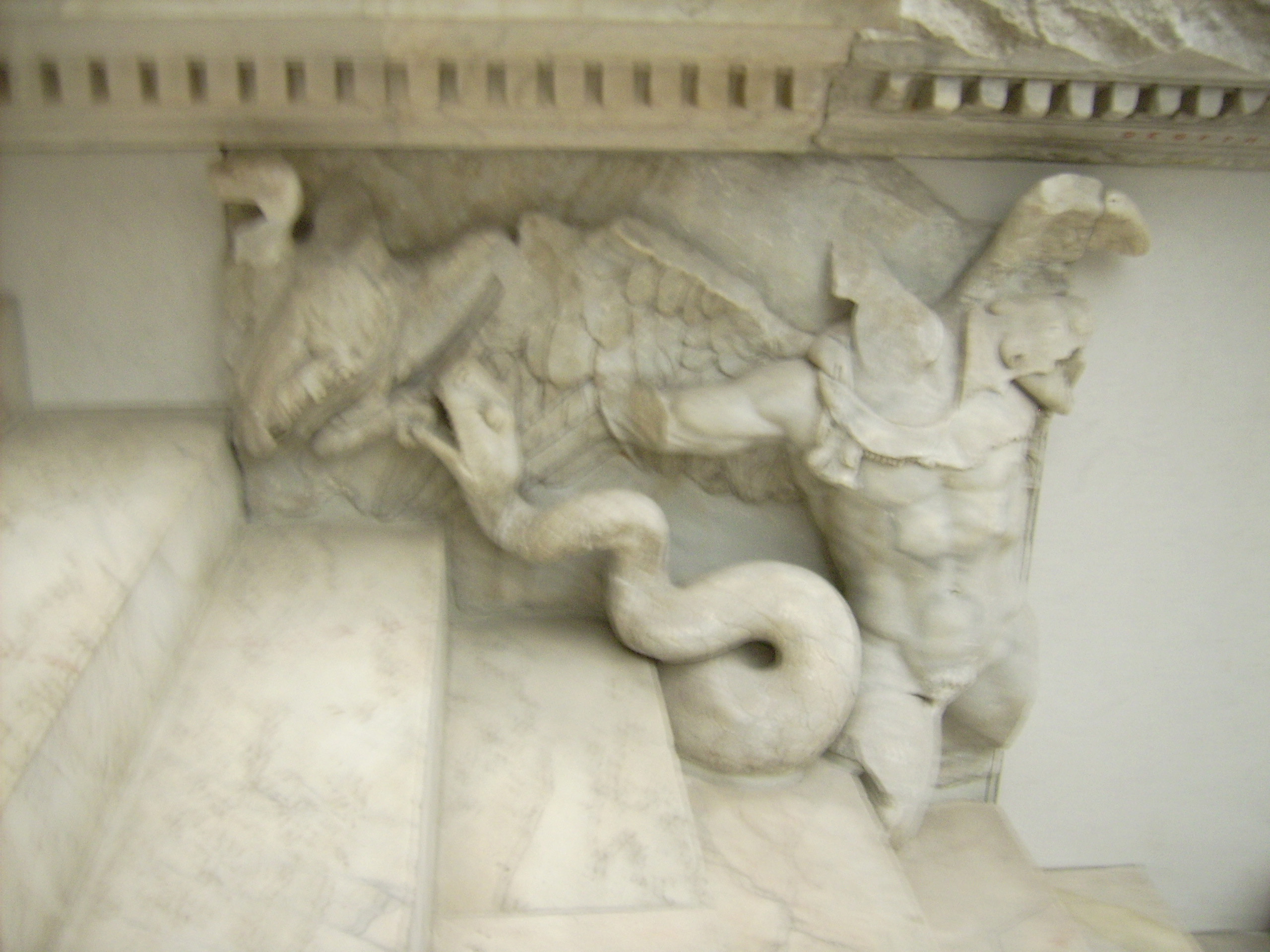
Gigante
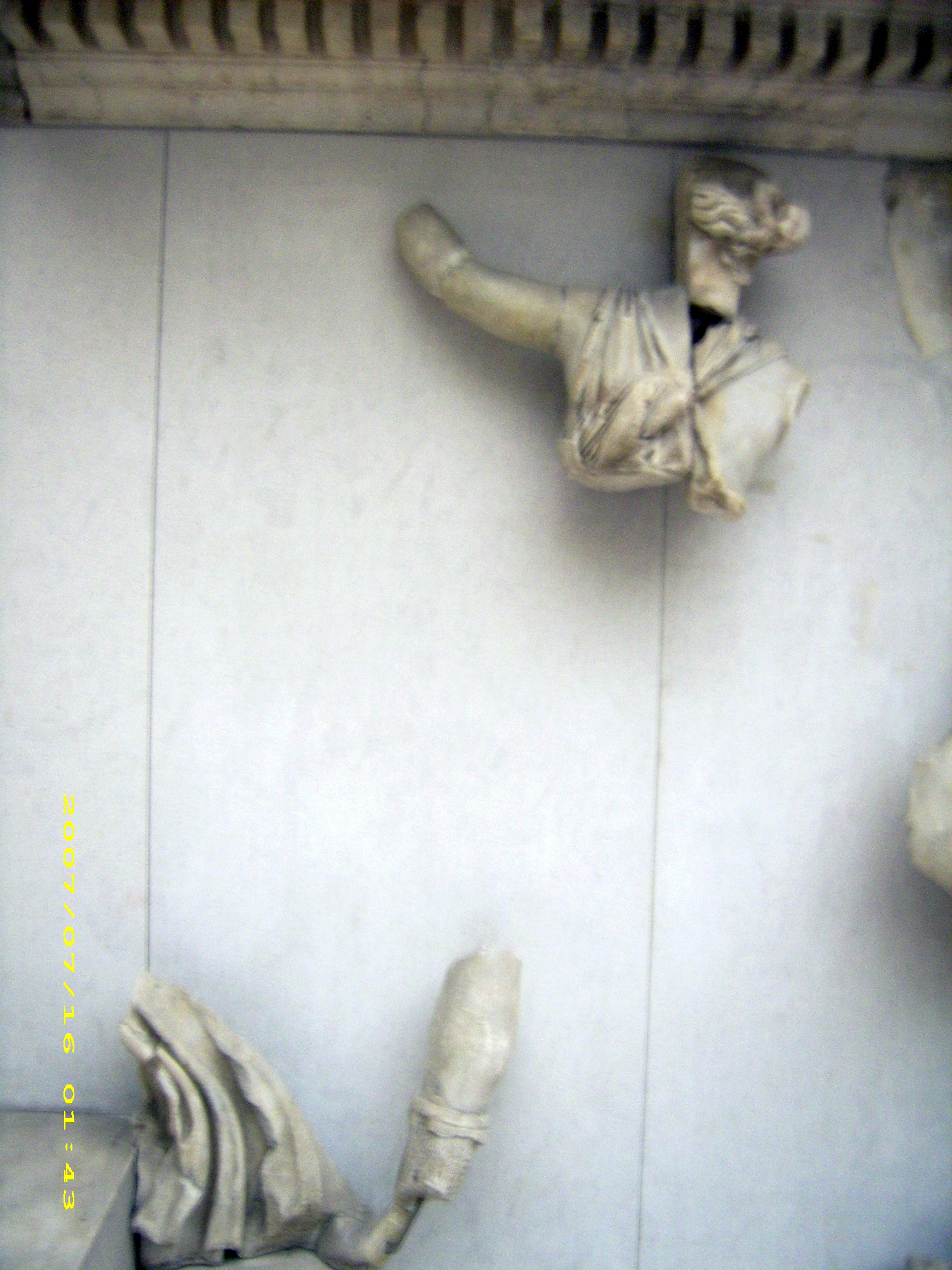
Frammenti di una ninfa
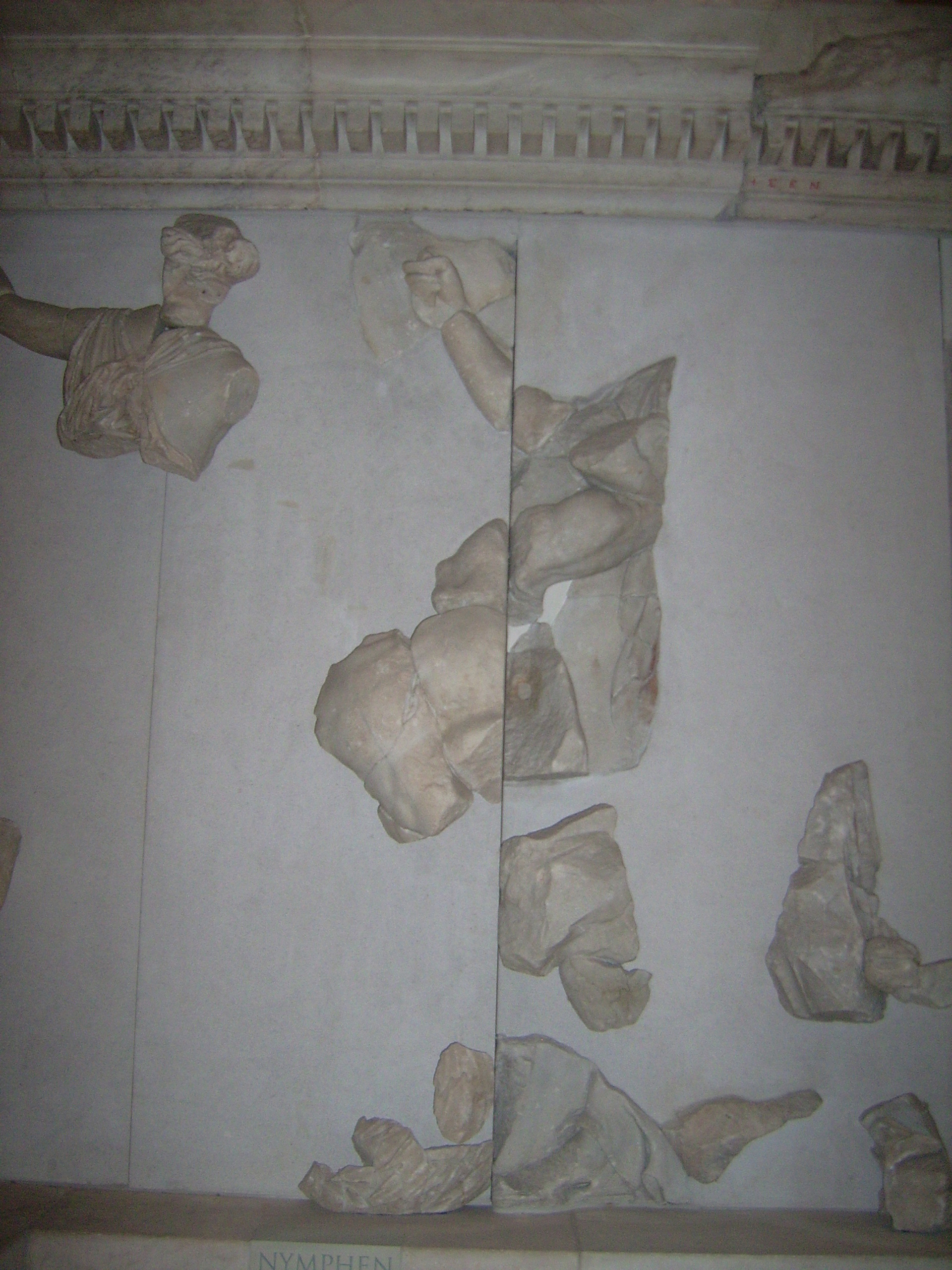
Frammenti di ninfe e giganti

Fregio nord

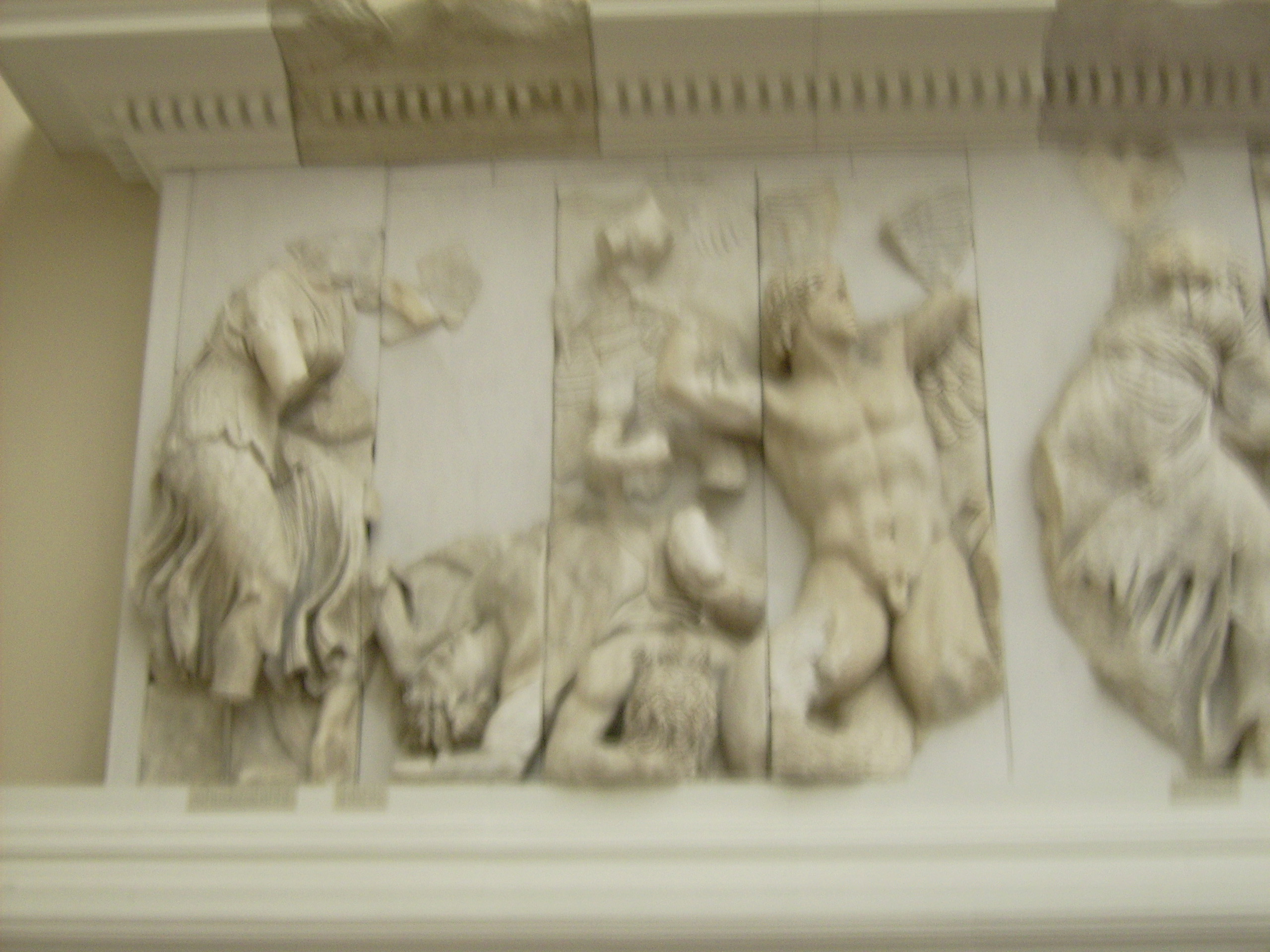
Afrodite e Dione
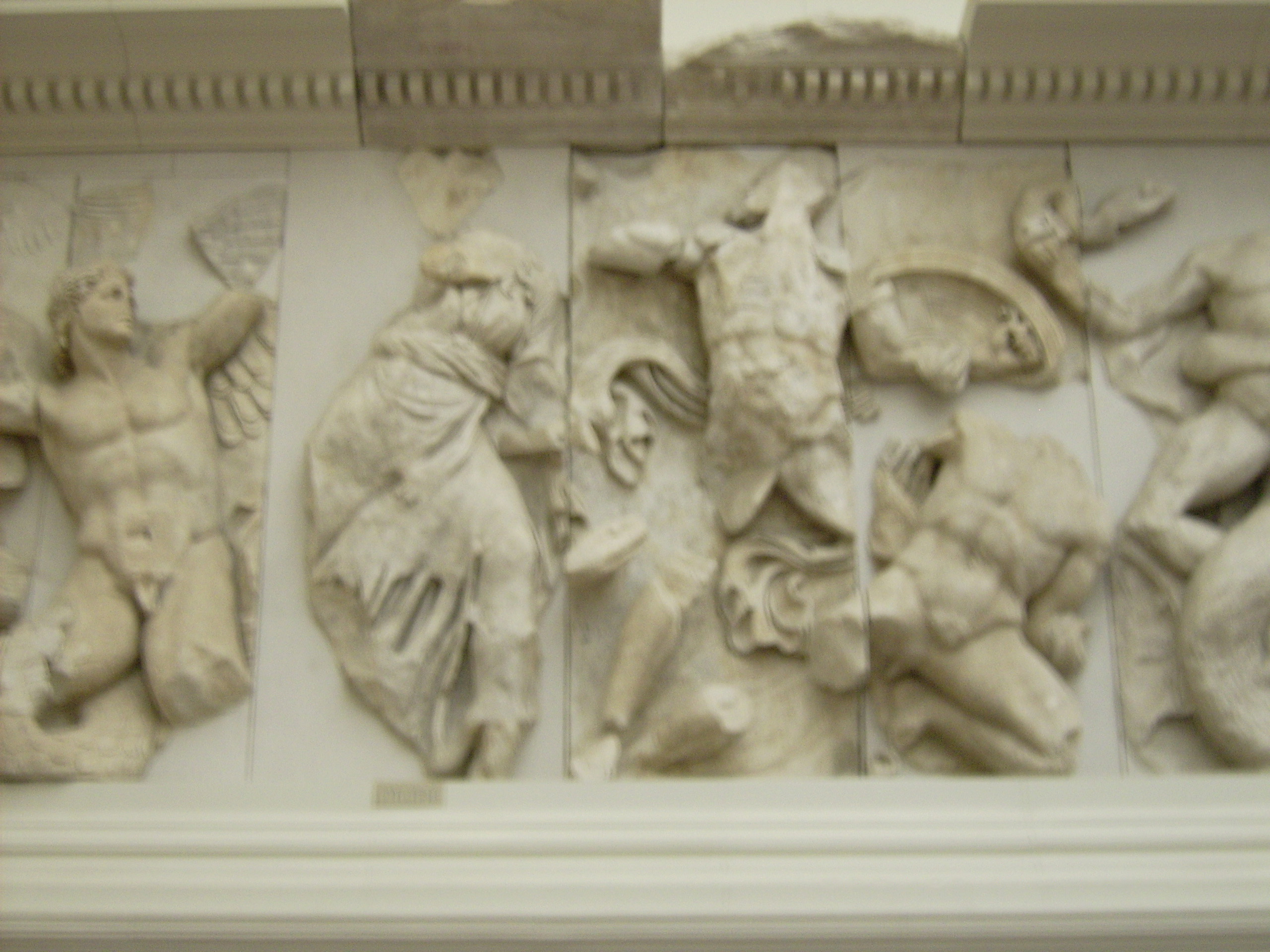
Polluce
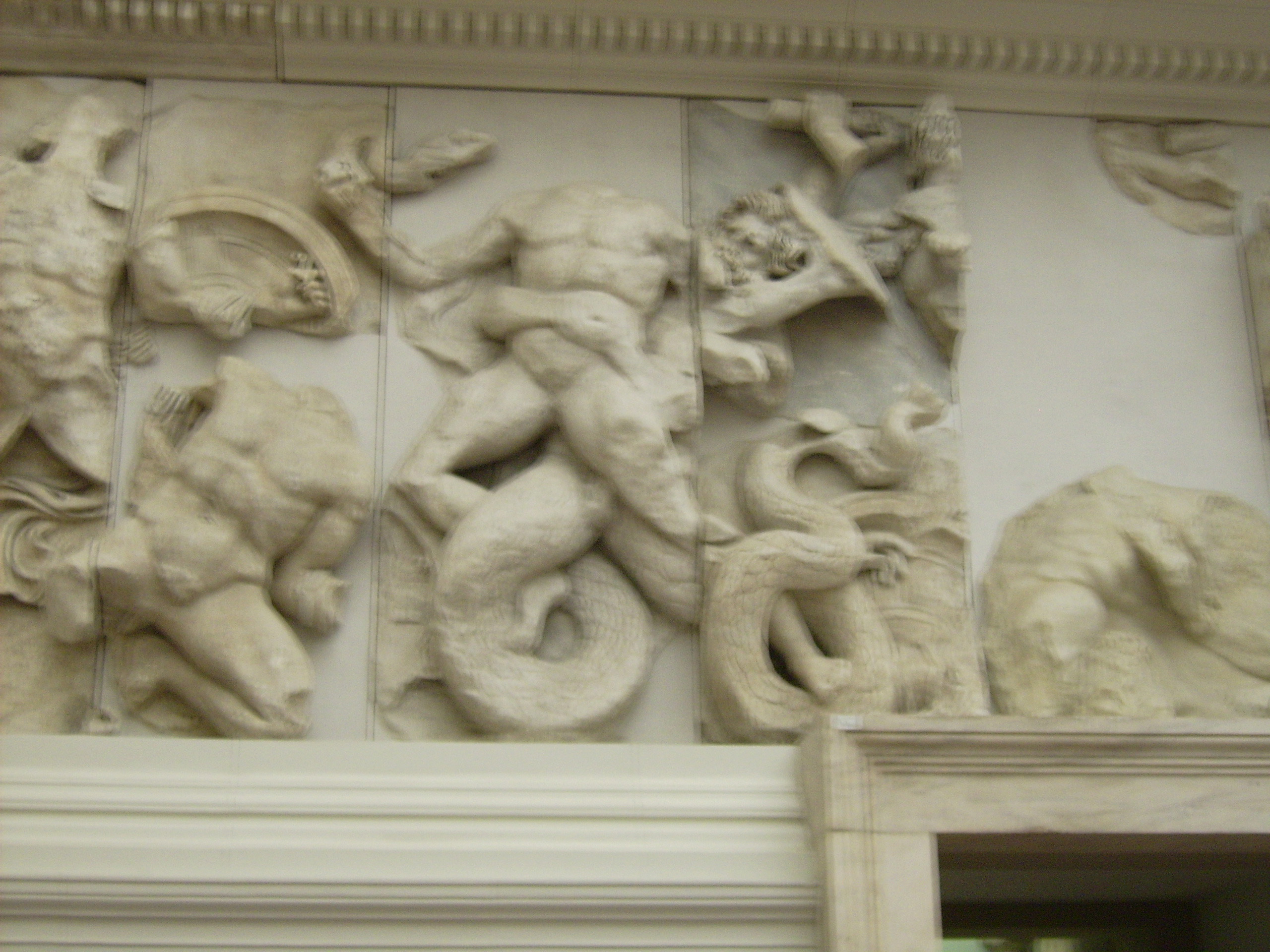
Castore
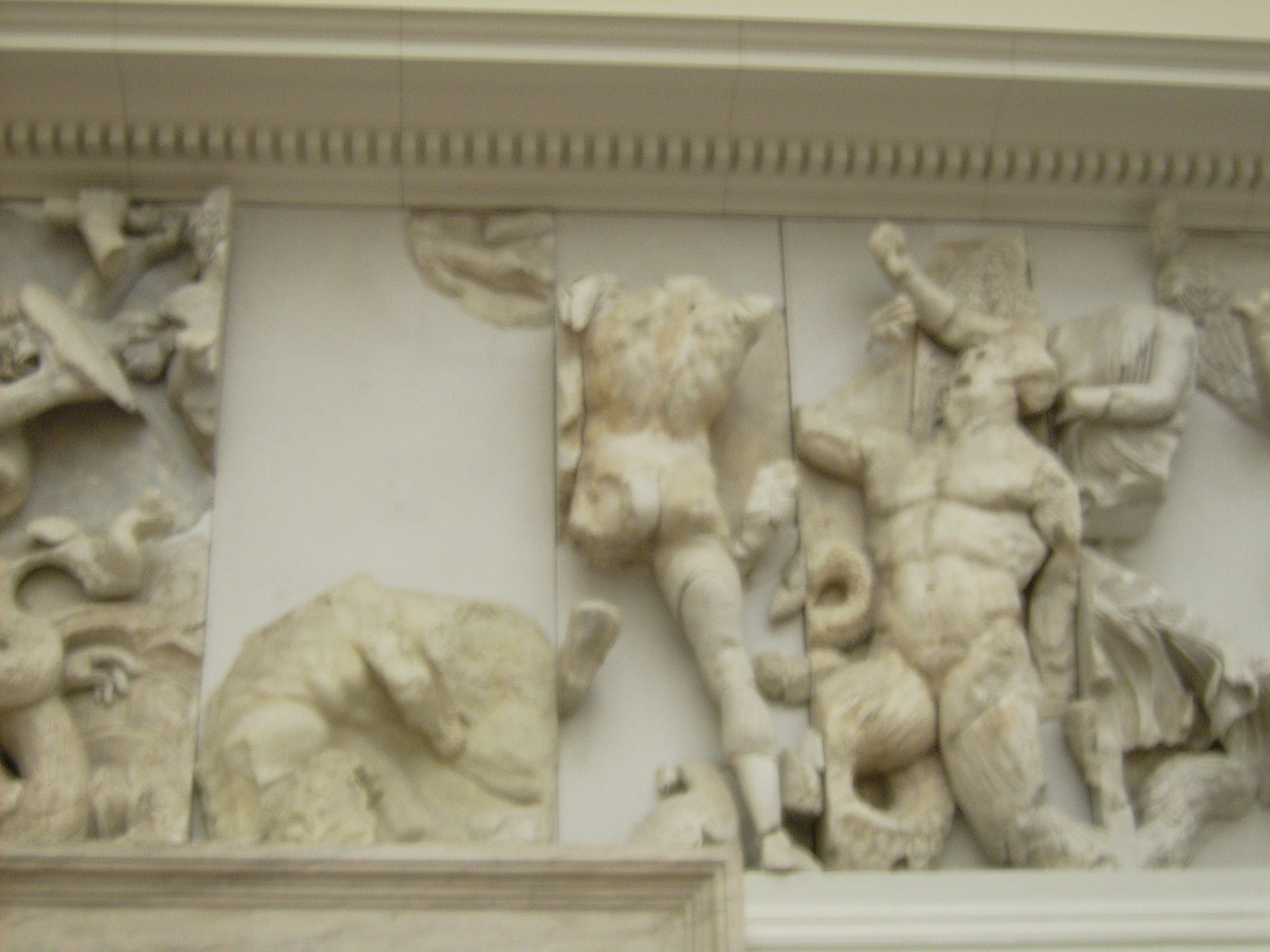
Dio con tronco d'albero e la dea alata
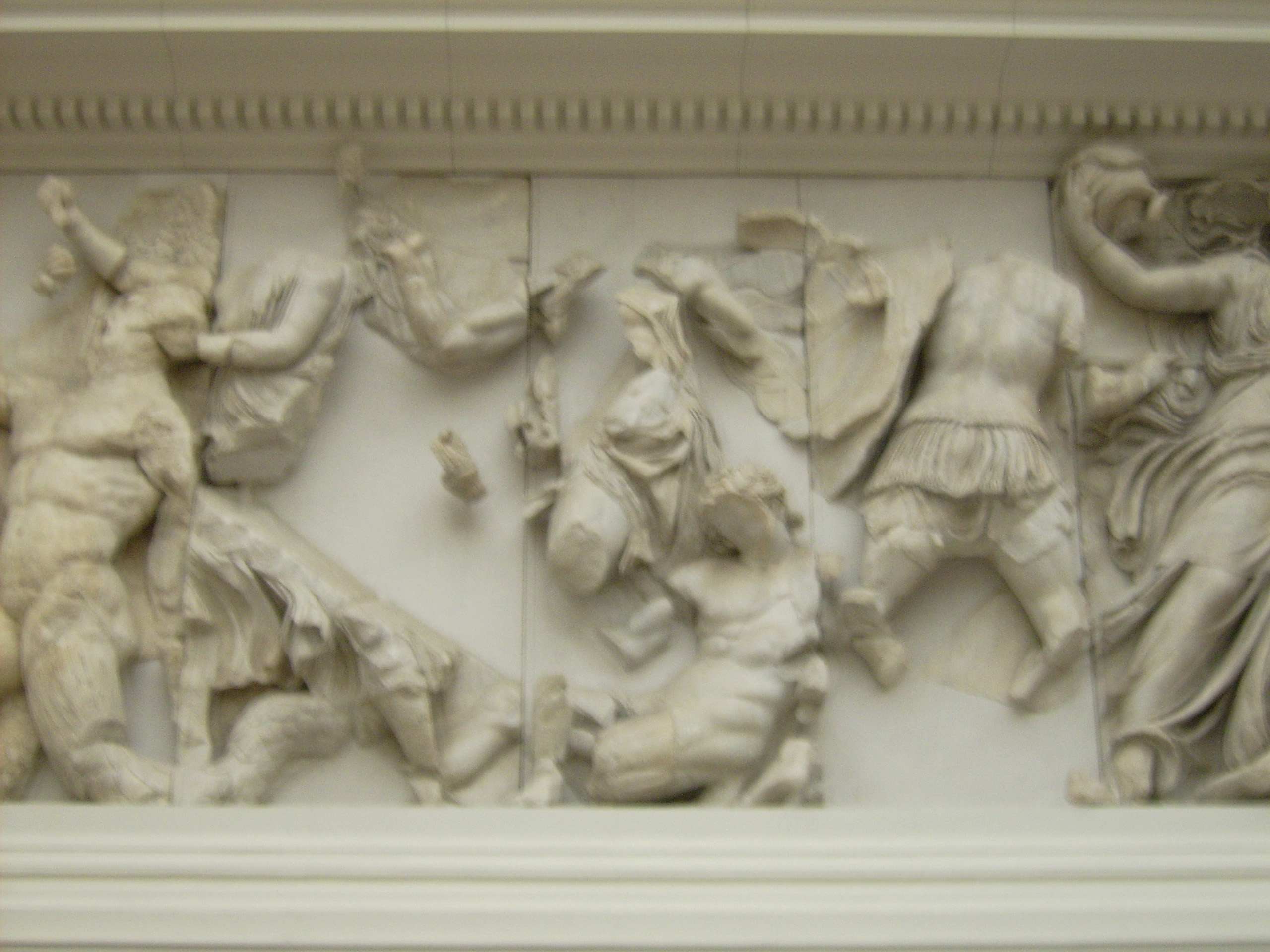
Dio e gigante con armatura al torace
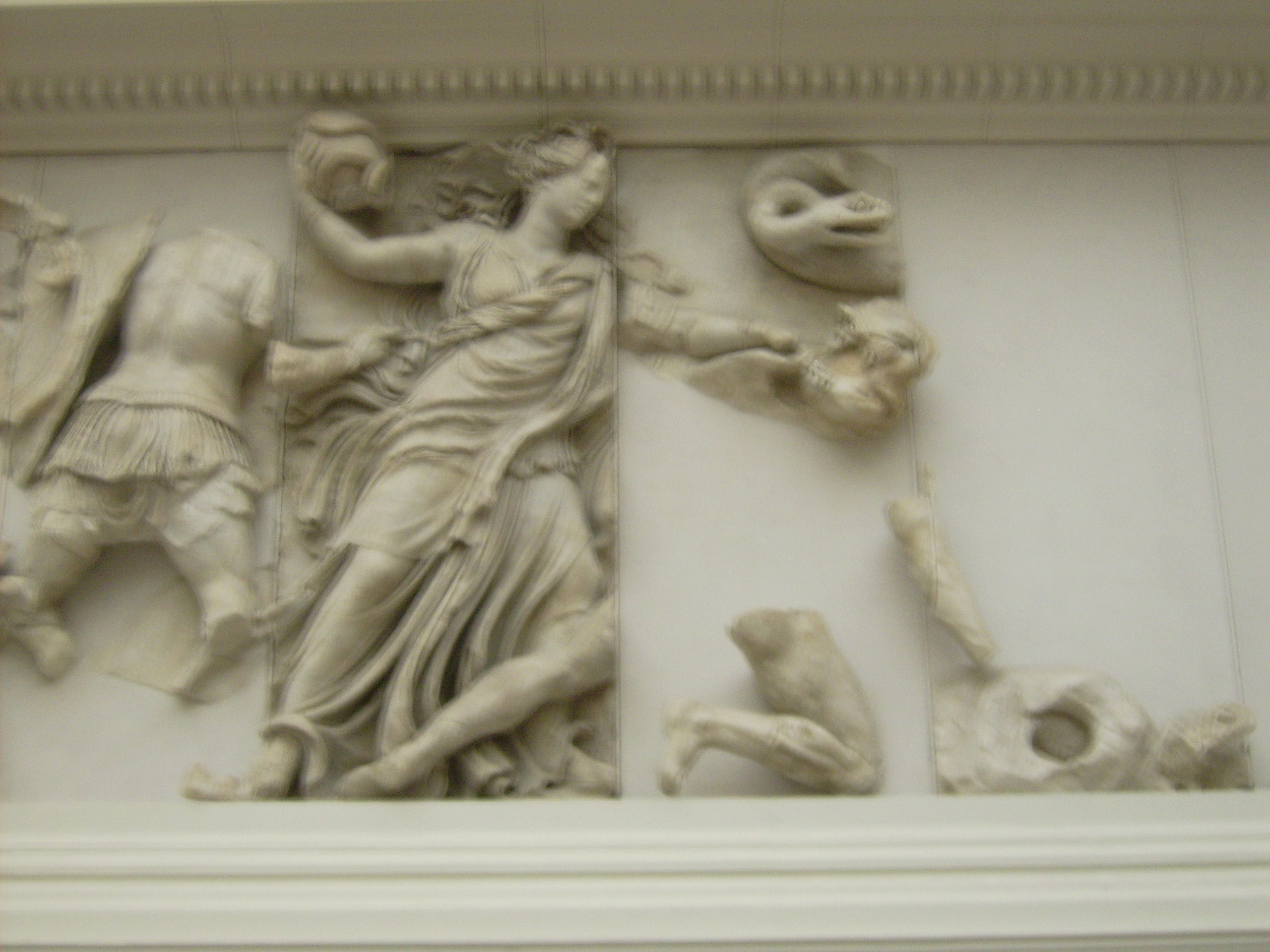
Erinne
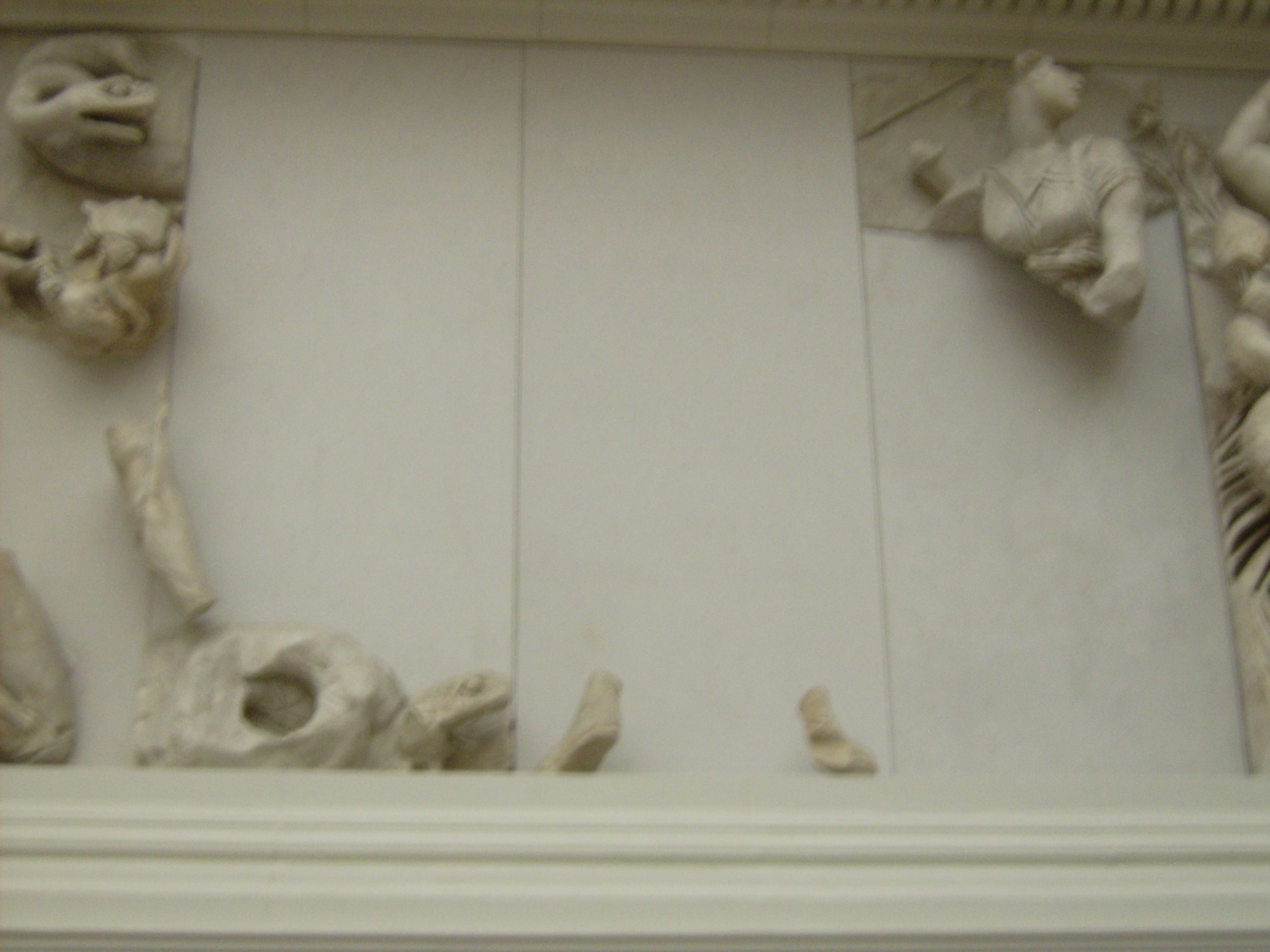
Particolare
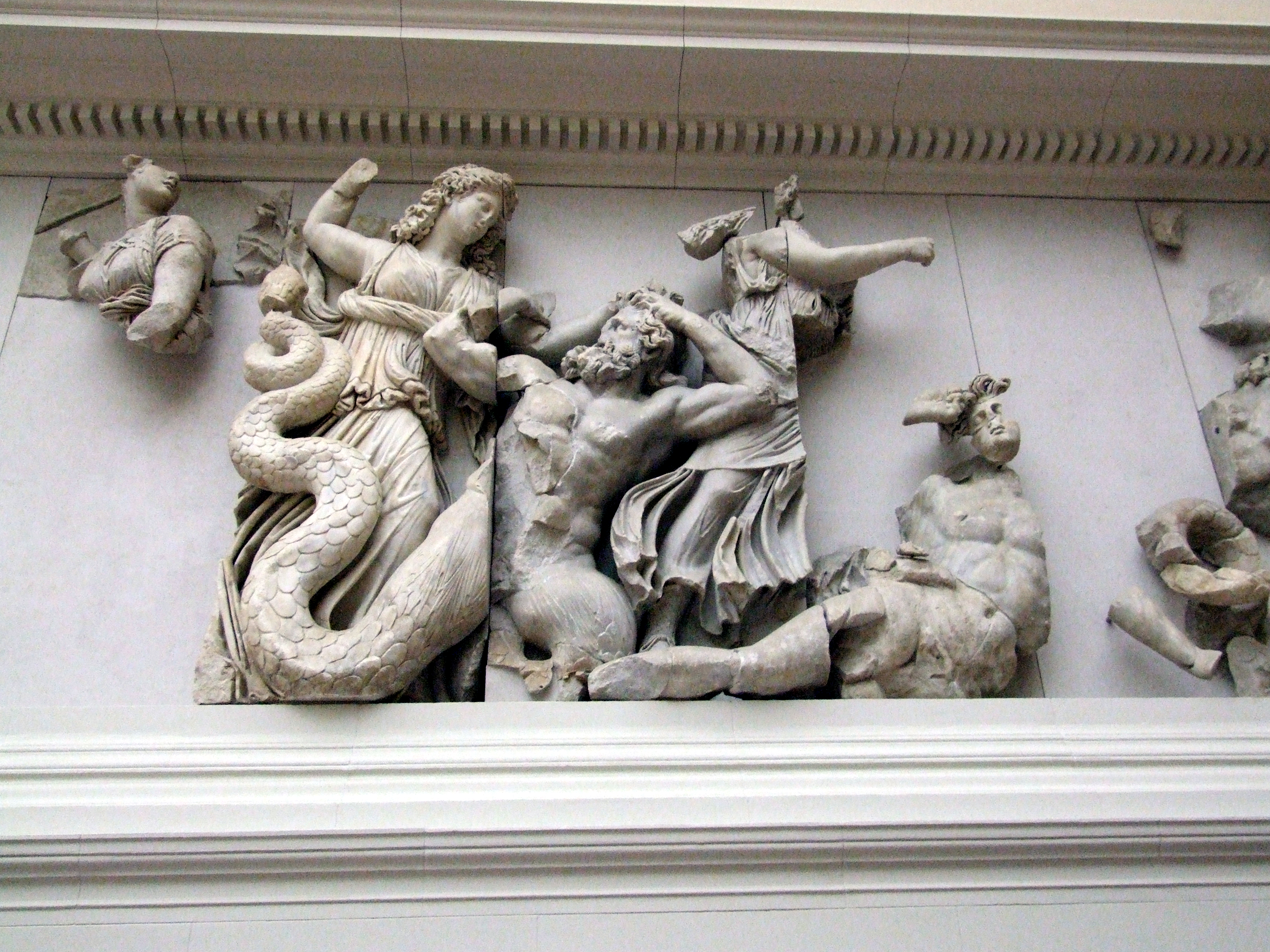
Le tre Parche, Agrio e Toante
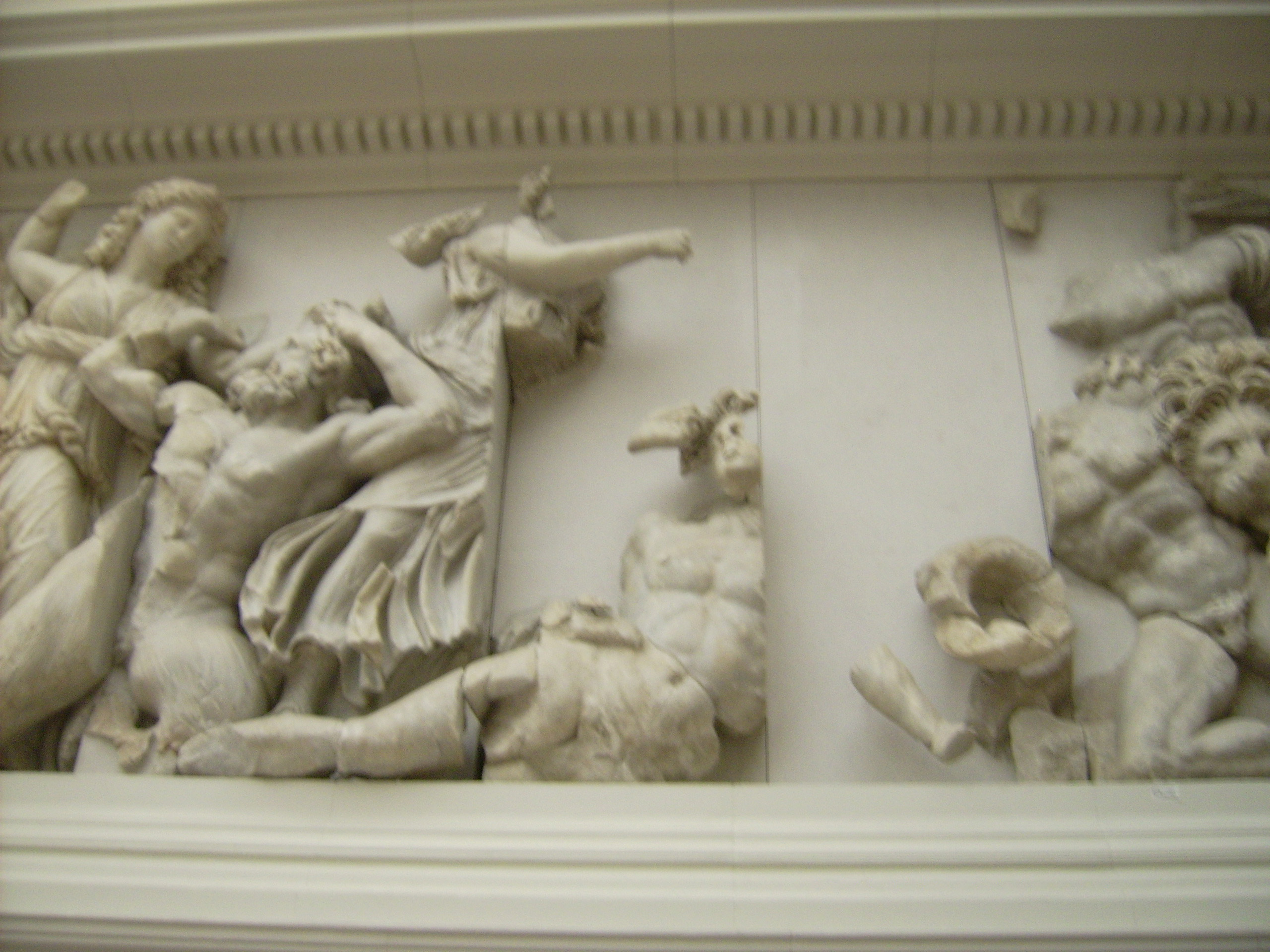
Le Moire e un leone
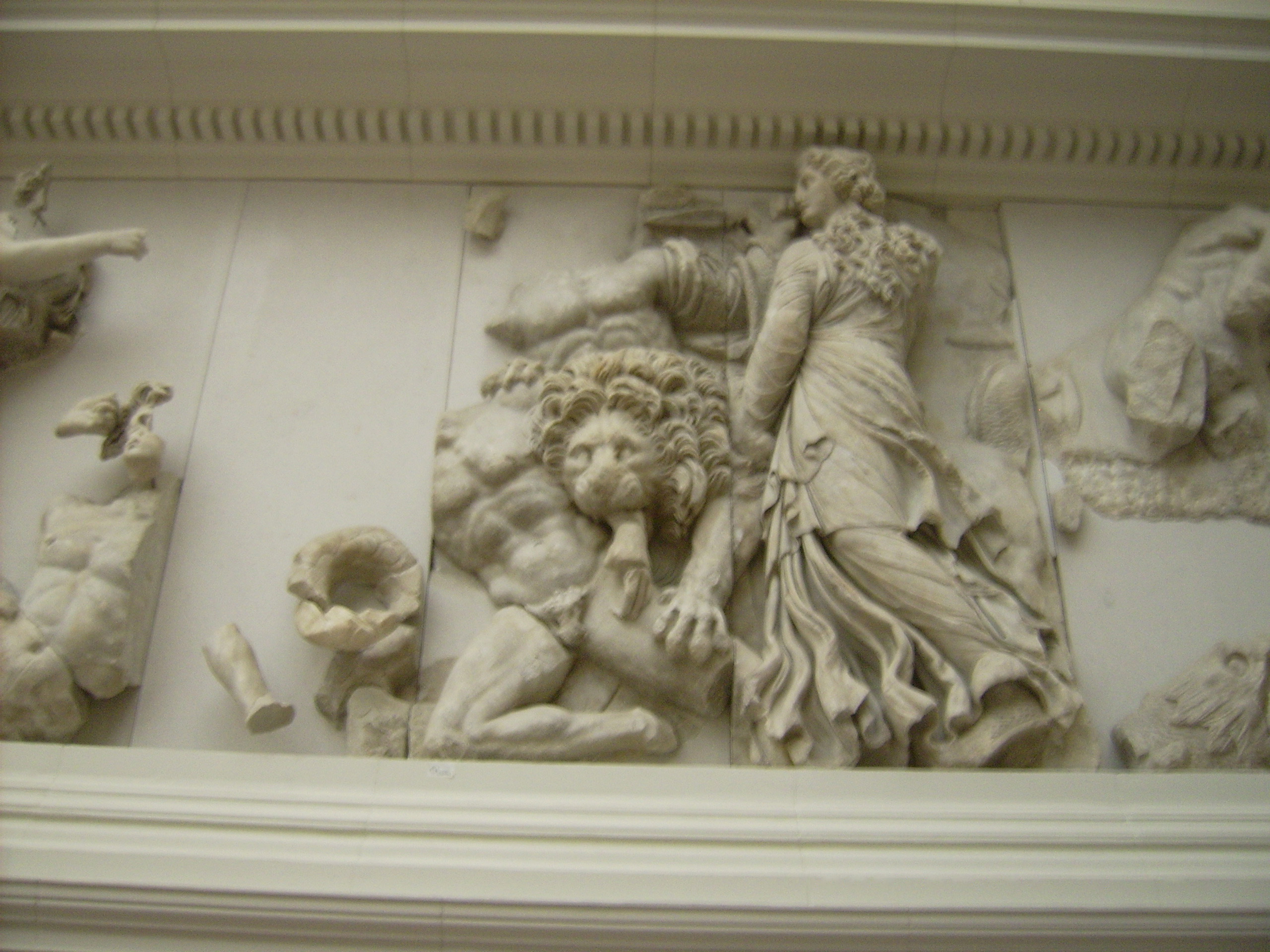
Ceto con leone
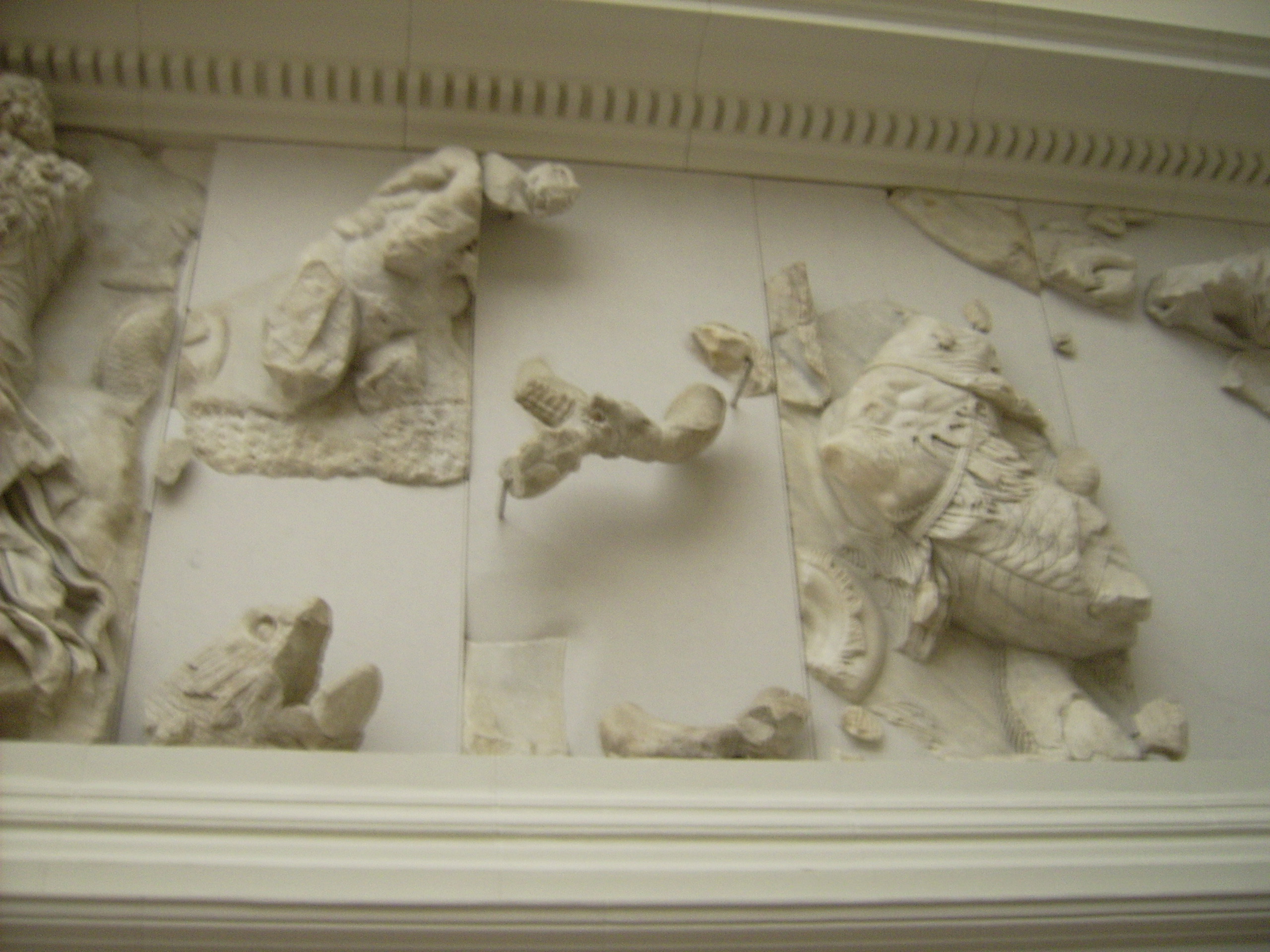
Poseidone

### Il fregio di Telefo

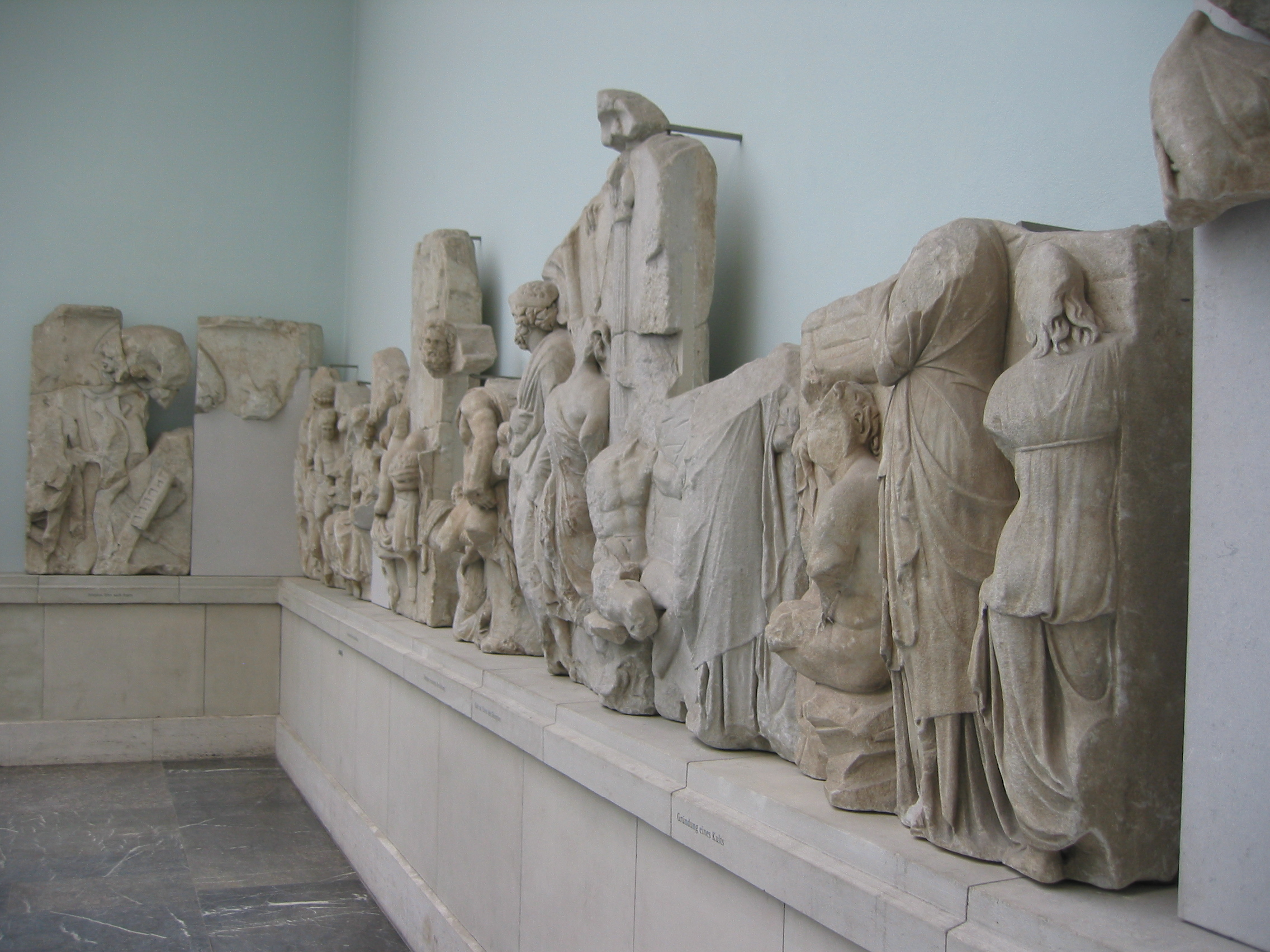
Il fregio di Telefo

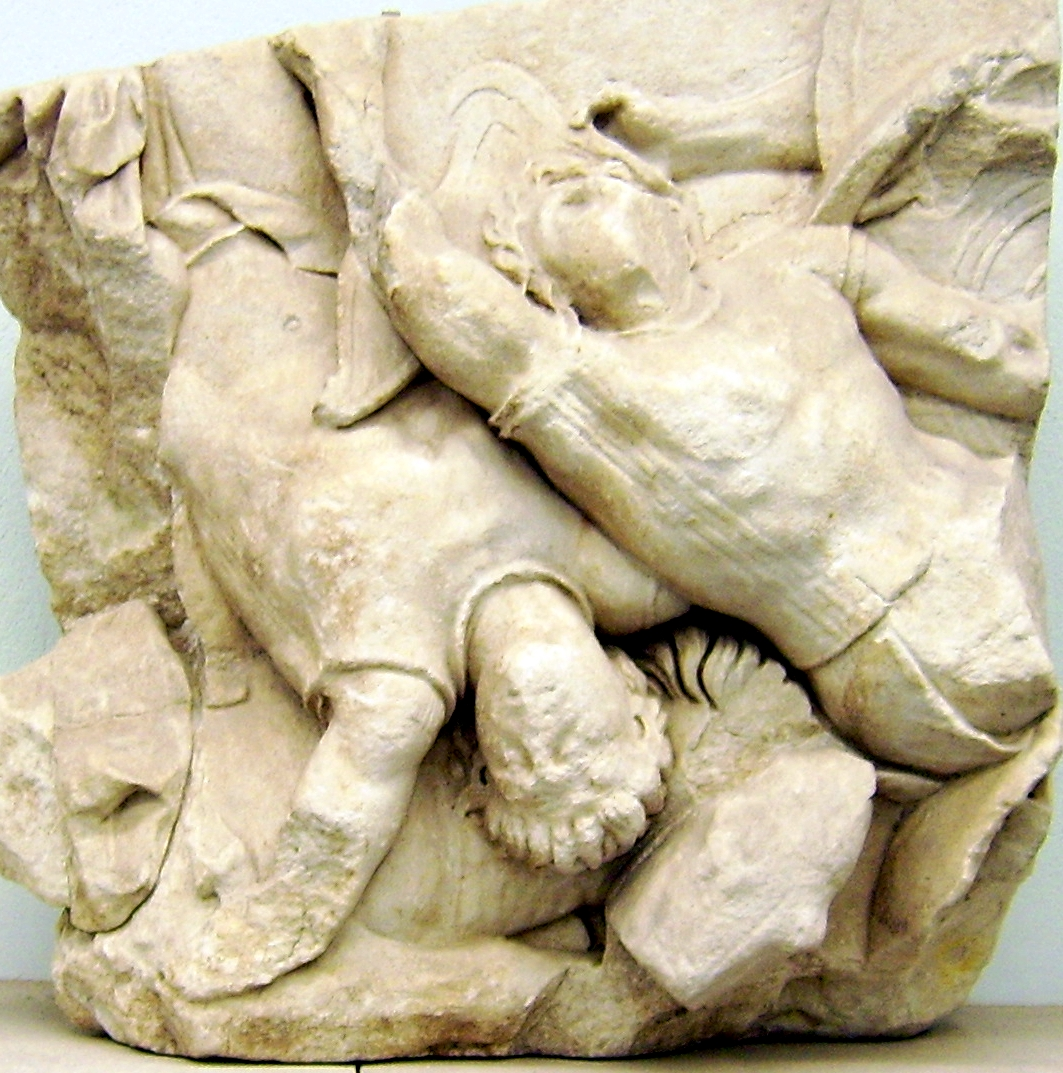
Telefo minaccia di uccidere Oreste

L'esaltazione della dinastia degli Attalidi si ripropone nel fregio minore dove le avventure di Telefo stabiliscono la discendenza divina di Eumene II. La differenza stilistica rispetto al fregio esterno è profonda. Vi è nel fregio di Telefo una maggiore dipendenza da modelli pittorici piuttosto che scultorei, evidente nel rapporto tra figure e sfondo, le prime talvolta disposte su più piani, il secondo lasciato ampiamente libero ad accogliere elementi paesistici e architettonici. Le gesta di Telefo si susseguono in modo continuo, iniziando dalla parete nord e proseguendo da sinistra a destra, rompendo la tradizionale regola dell'unità di tempo e luogo. La differenza stilistica rispetto al fregio maggiore accompagna una differenza emotiva e di sentimento, che discende a livello di una epopea familiare e romanzesca.

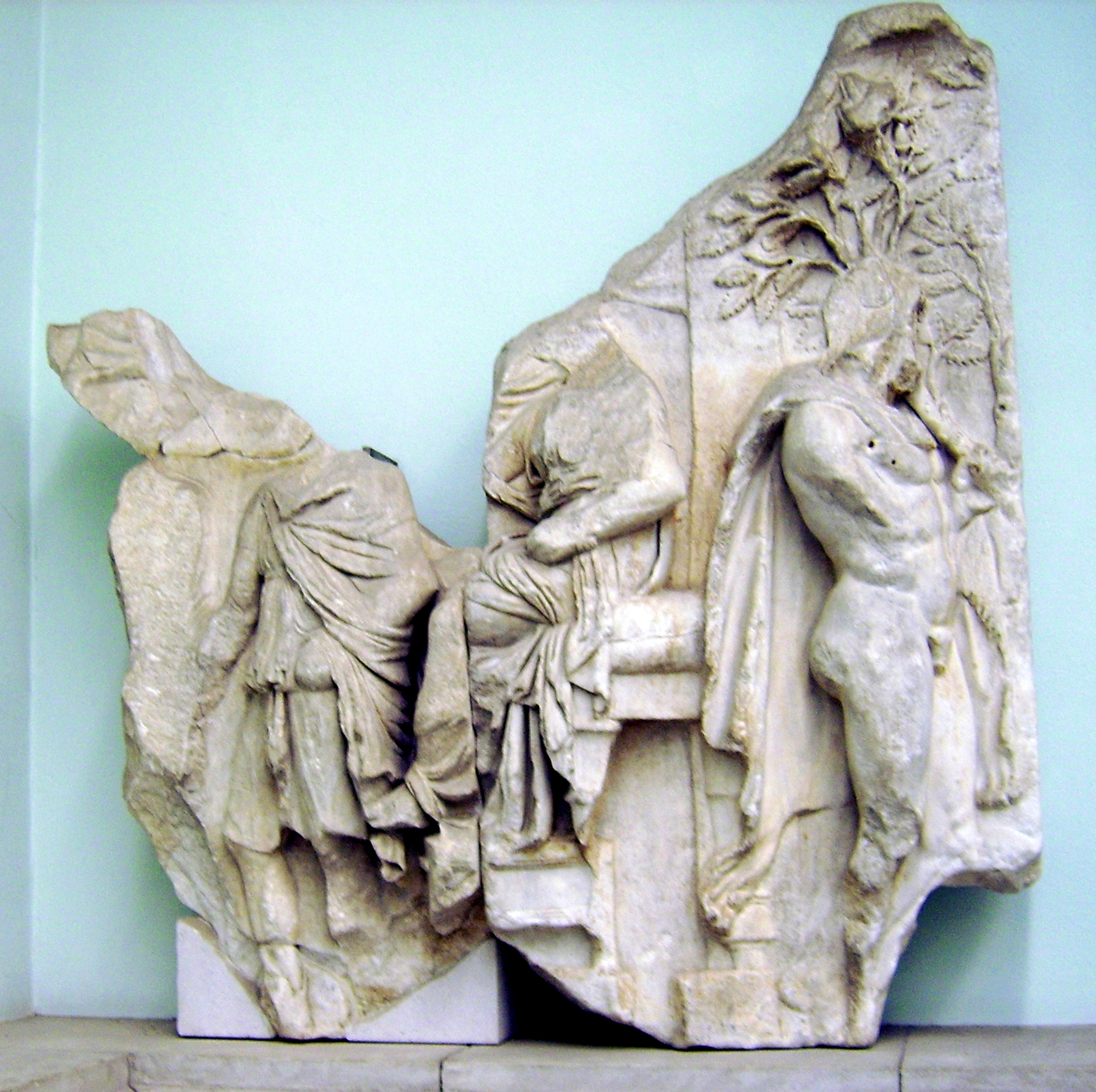
Lastra 2: Alla corte del re Aleo; lastra 3: Eracle vede sua figlia Auge in un tempio
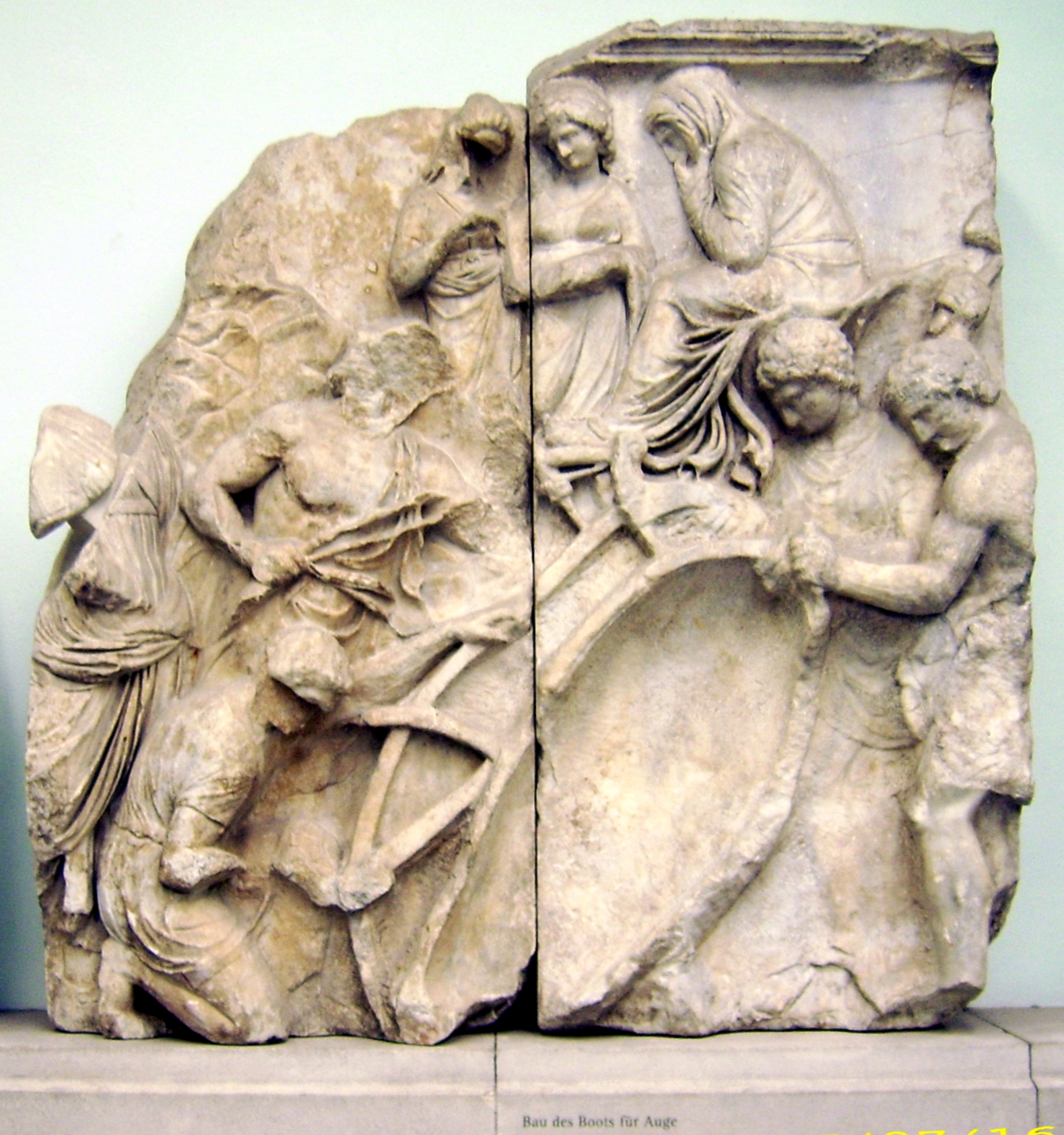
Lastra 4: Telefo viene esposto; lastre 5 e 6: falegnami costruiscono una barca dove sarà trasportata Auge
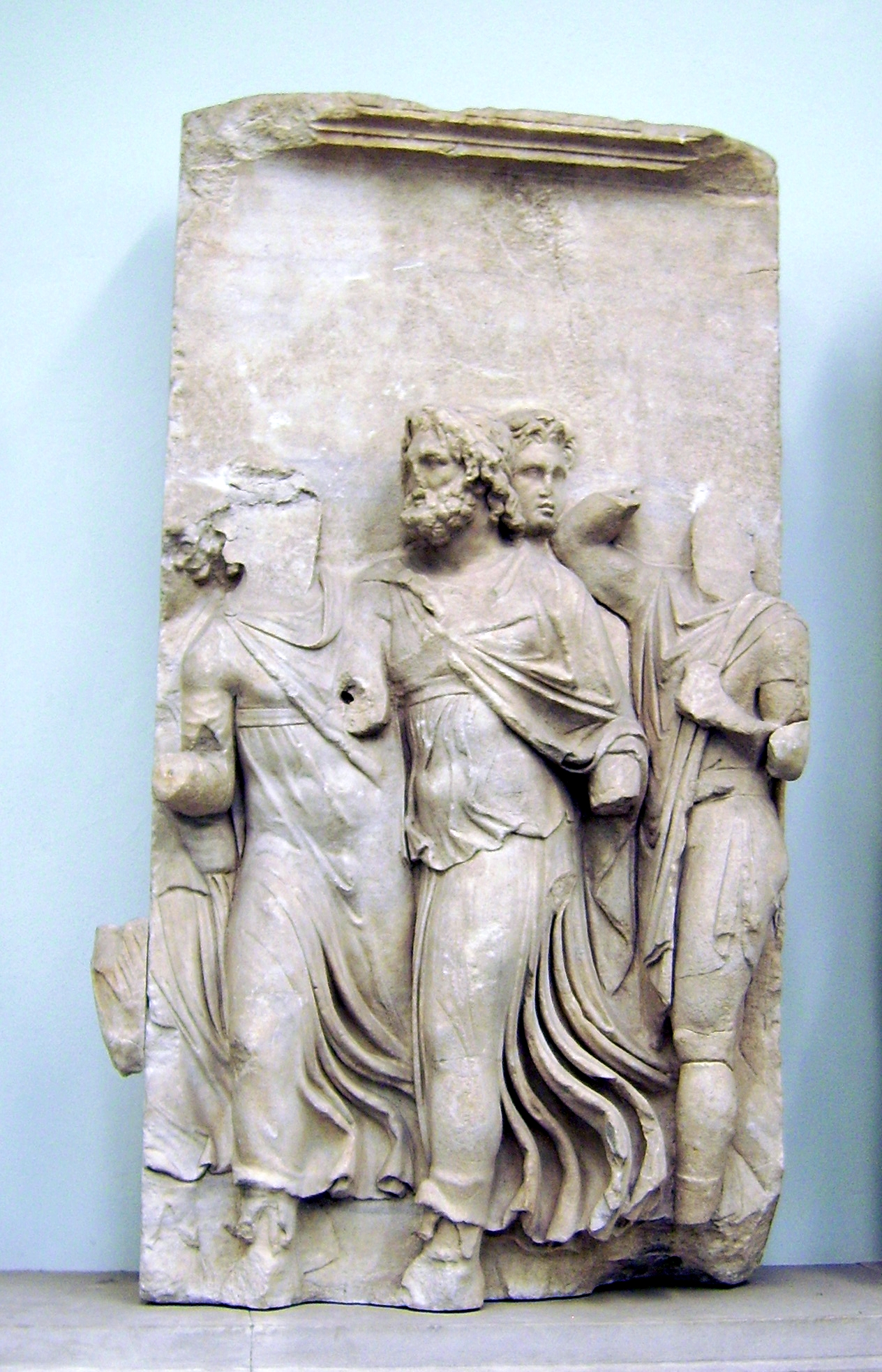
Lastra 10: Re Teutrante trova Auge sulla spiaggia
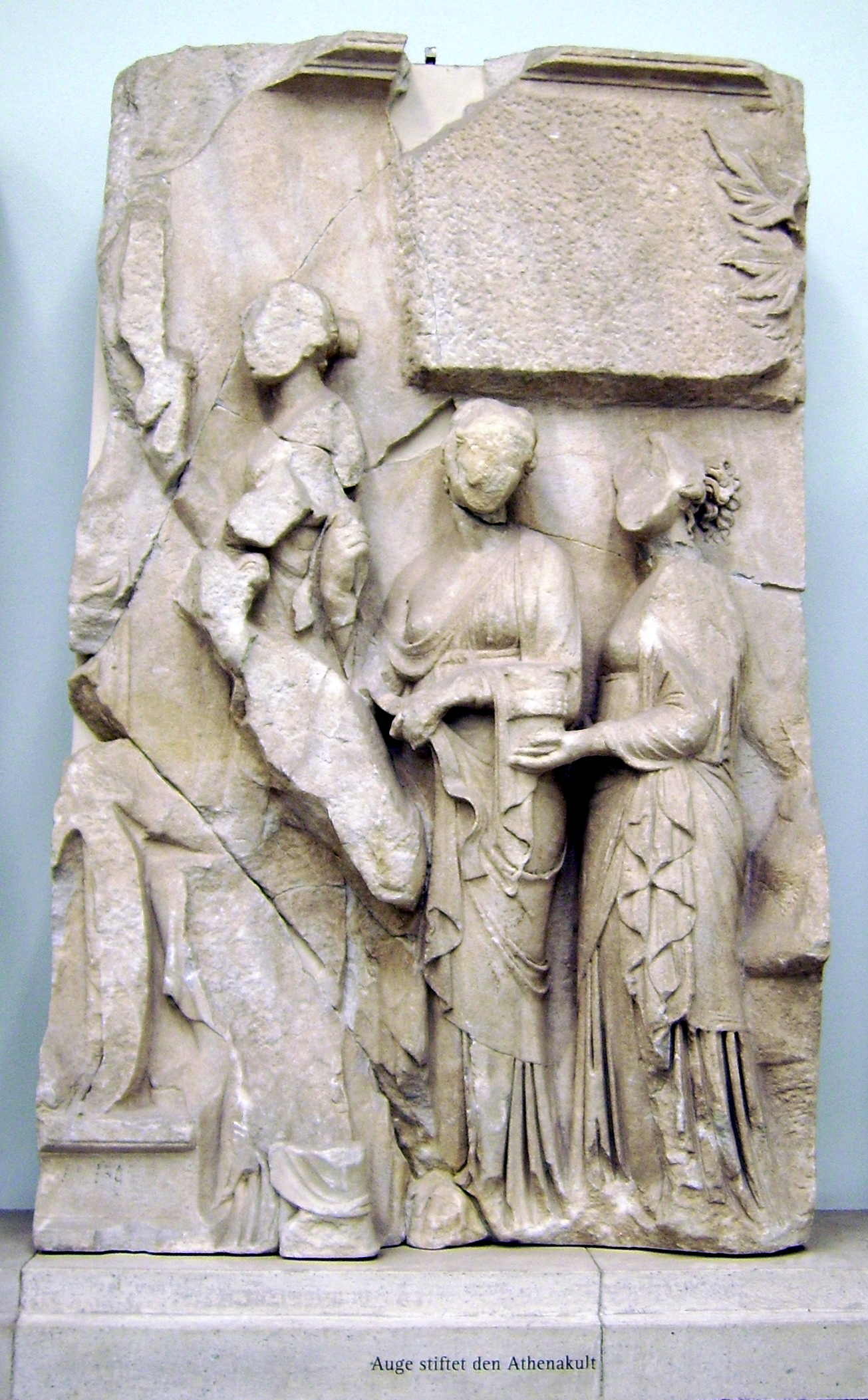
Lastra 11: Auge avvia il culto di Atena
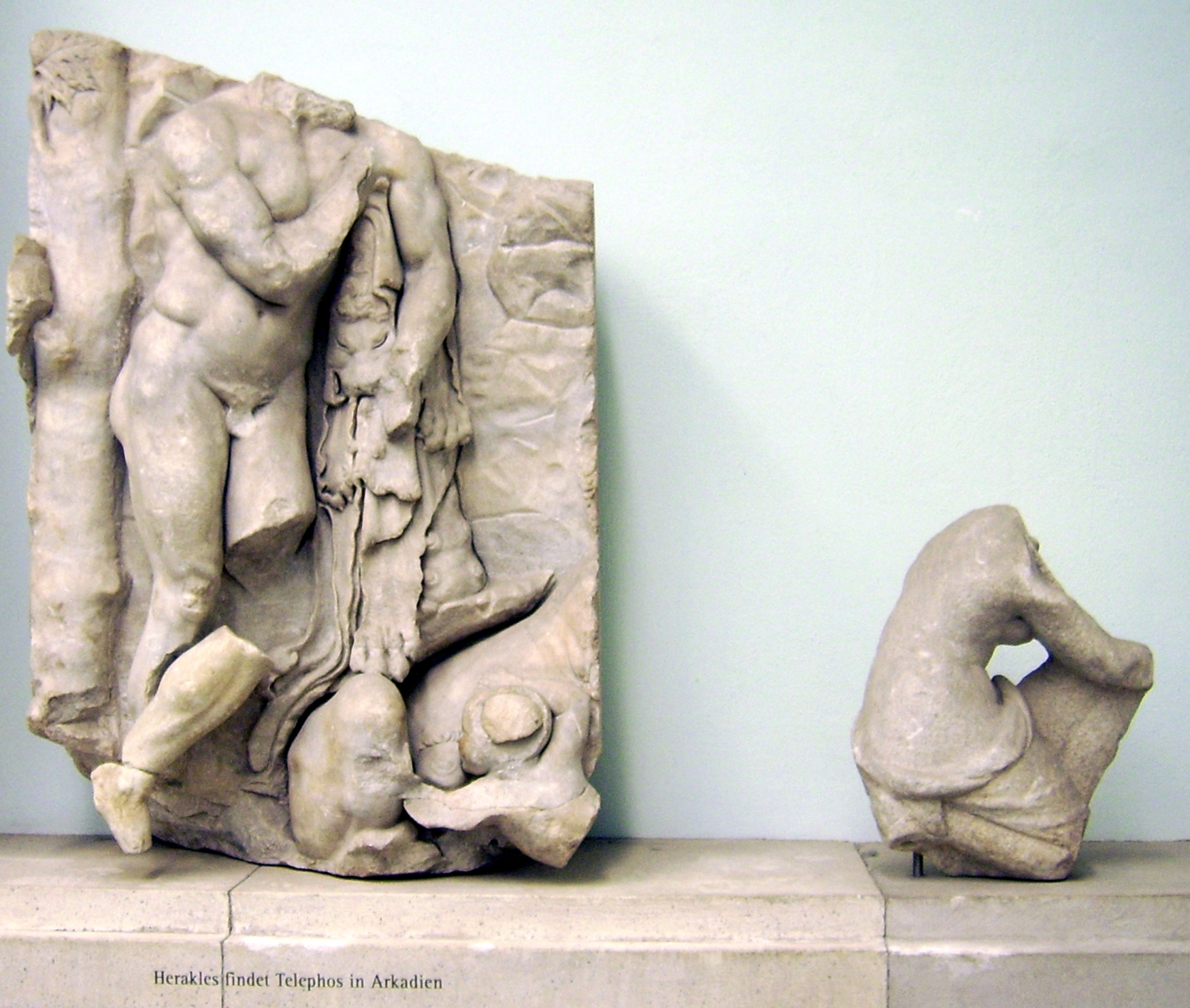
Lastre 12 e 7: Eracle riconosce suo figlio Telefo: lastre 7-8: Telefo lavato dalle ninfe
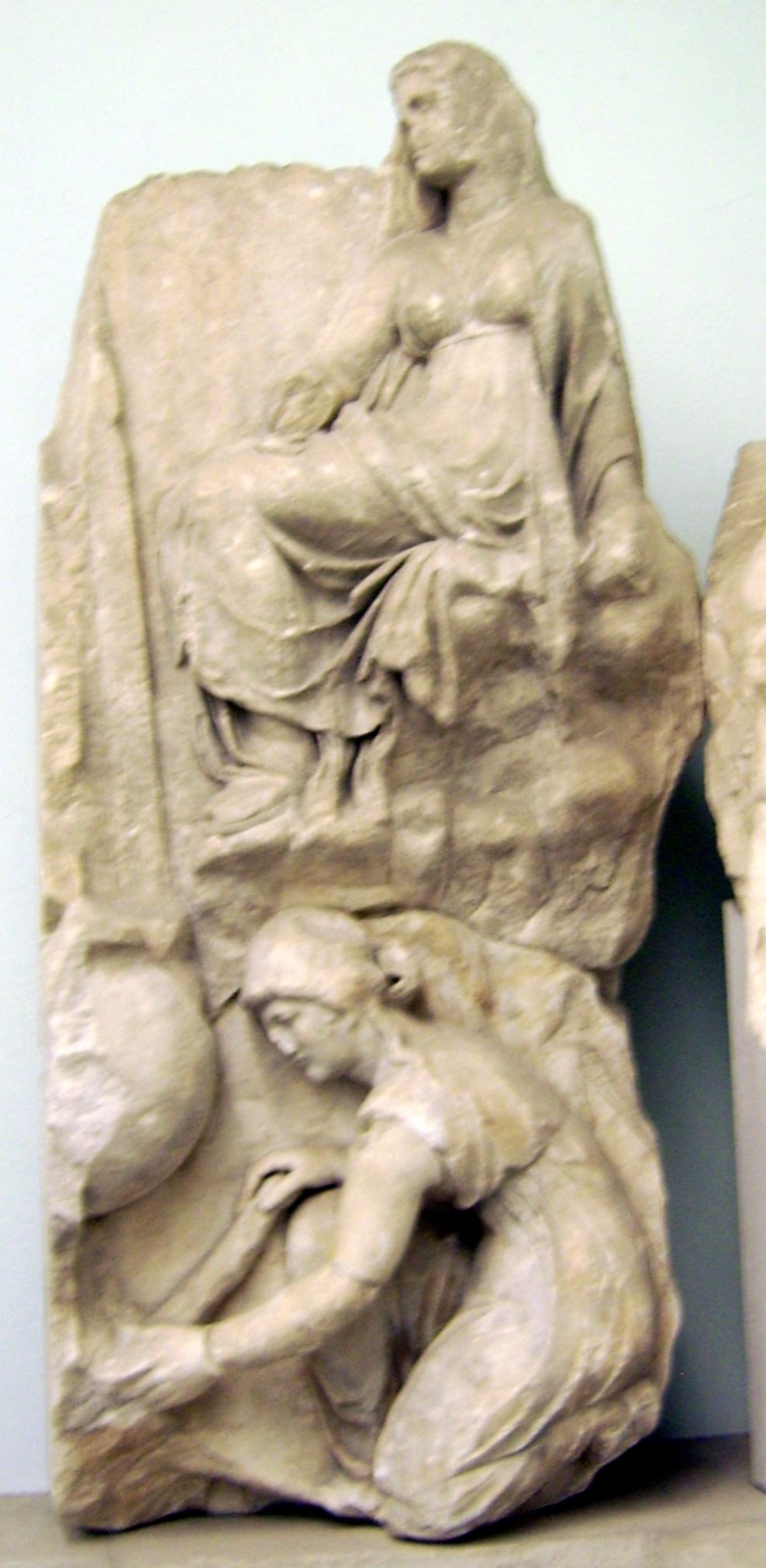
Lastra 8: Telefo lavato dalle ninfe
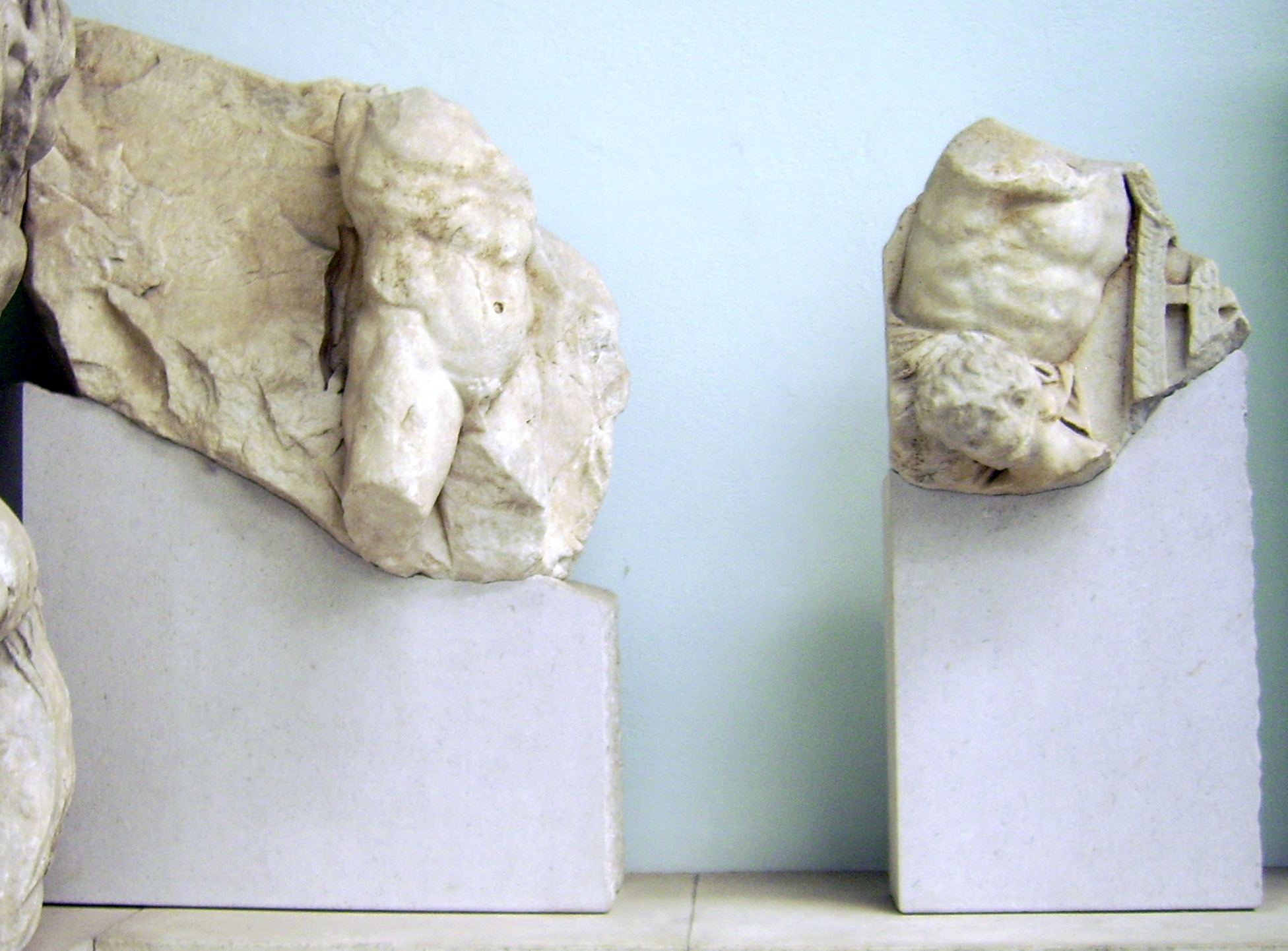
Lastre 9: Gioventù di Telefo: Lastra 13 (e 14): Telefo va via mare in Misia
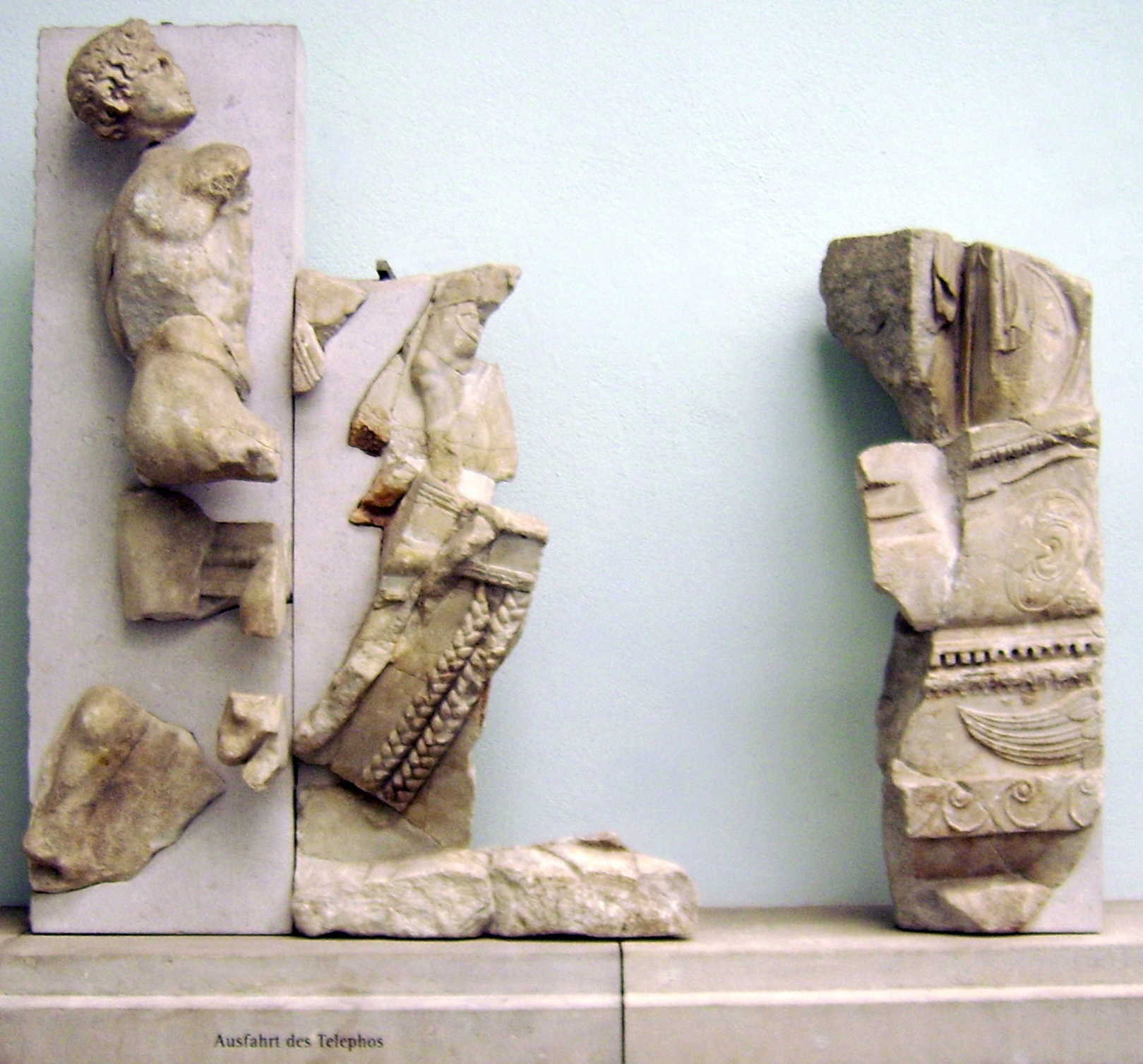
Lastre 32, 33 e 14
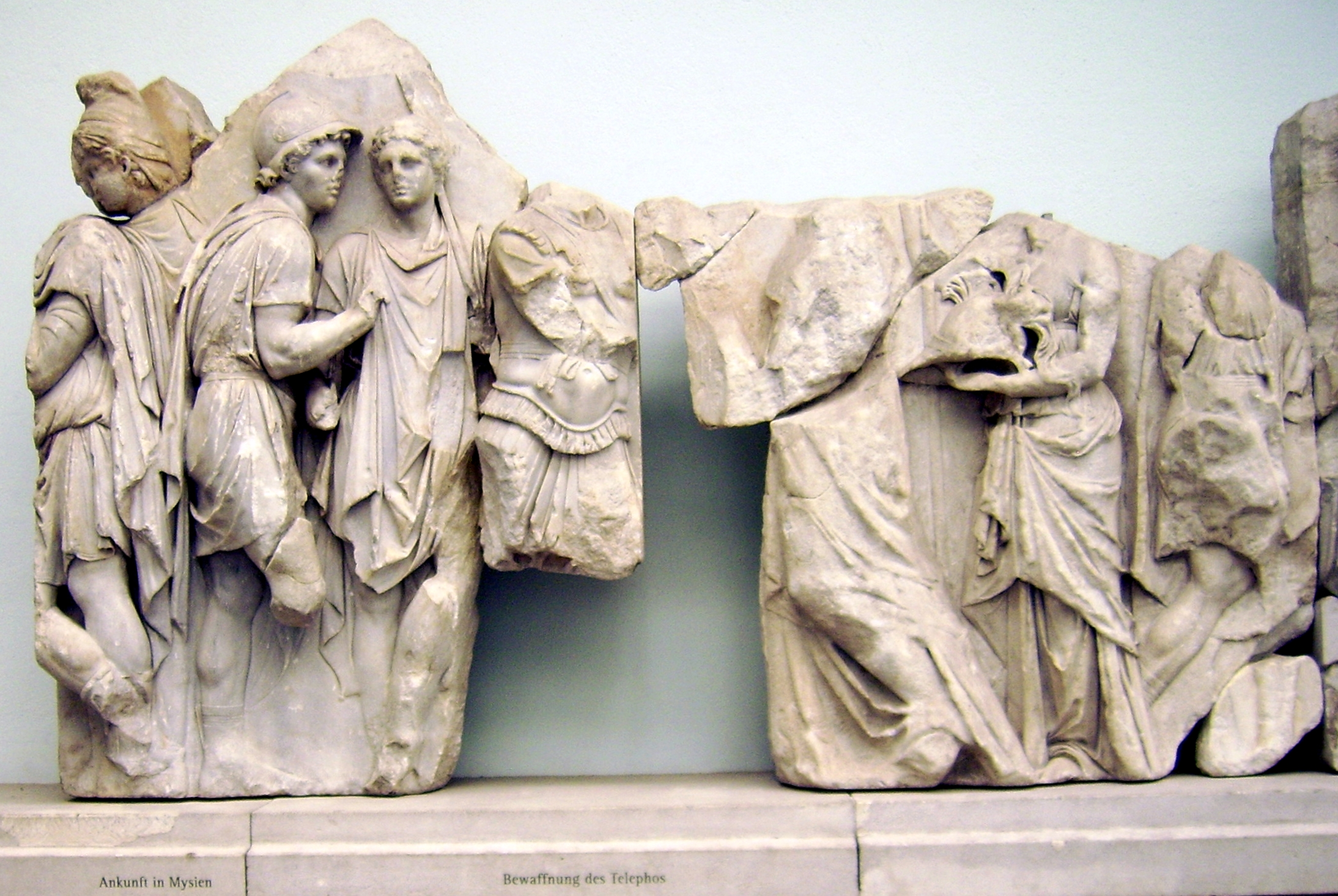
Lastre 16 e 17: Telefo ottiene armi da Auge
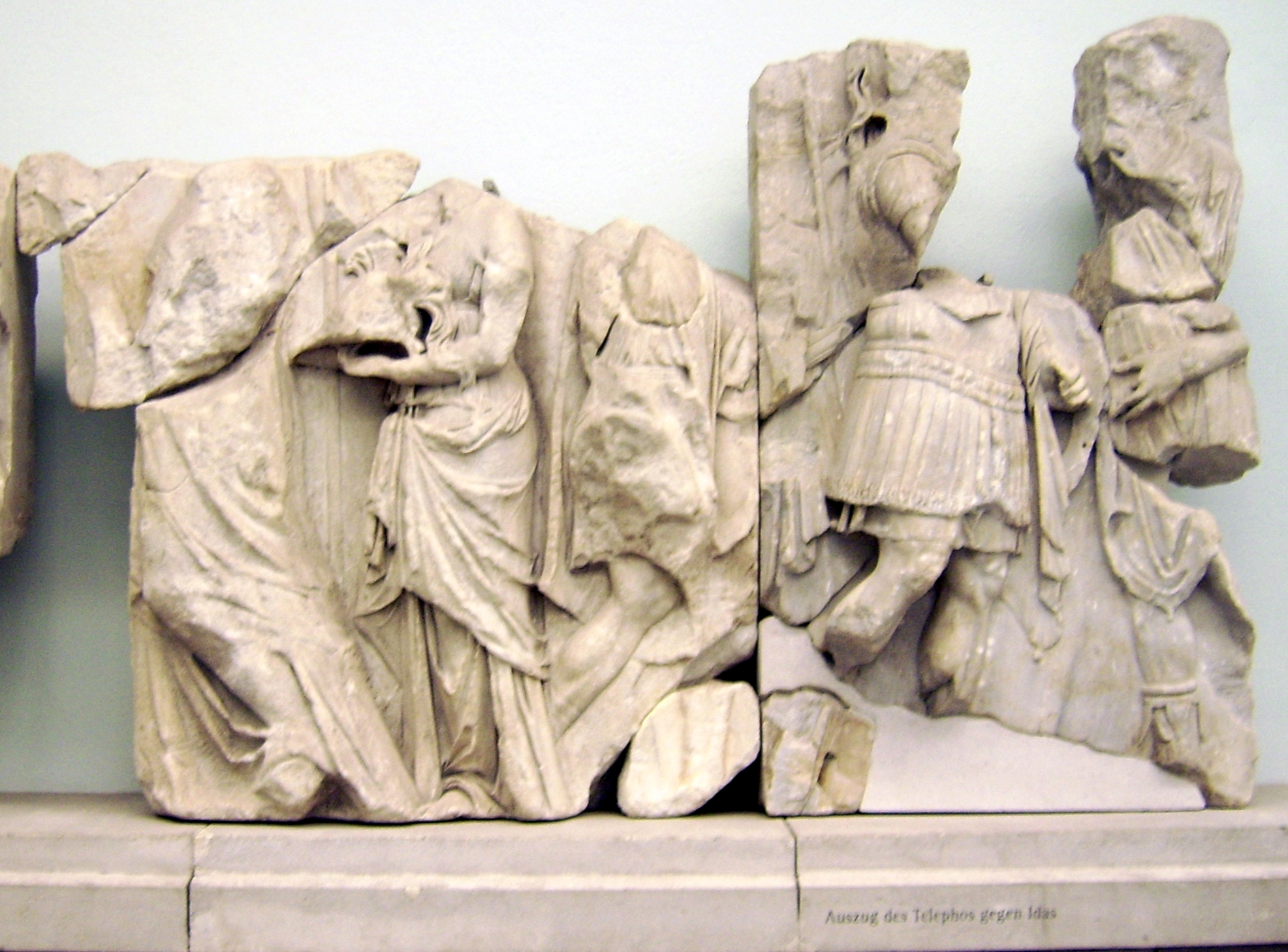
Lastre 17 e 18: Telefo pareggia contro Ida nella lotta
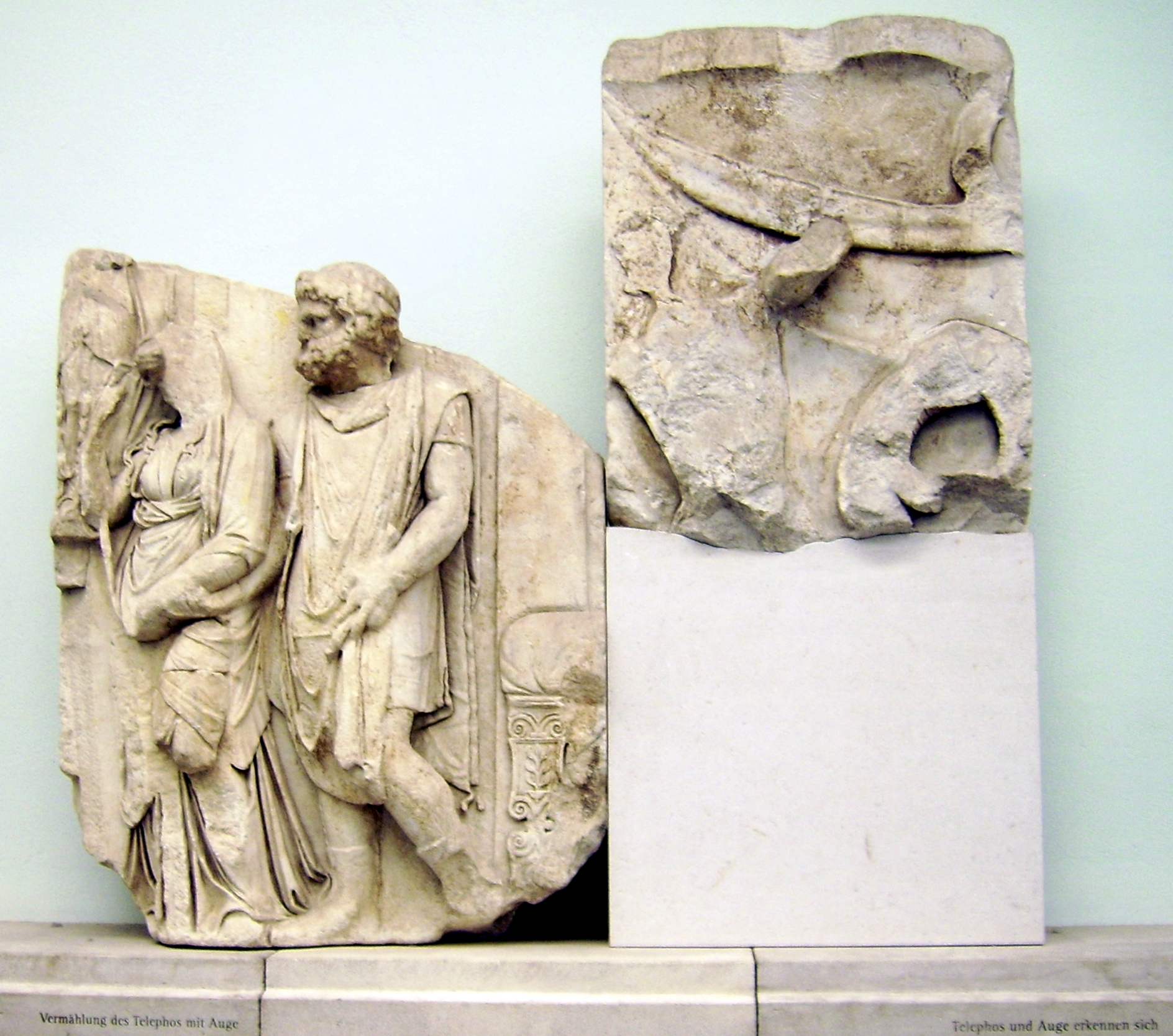
Lastra 20: Teutrante dà a Telefo Auge come sua moglie; lastra 21: prima notte di nozze
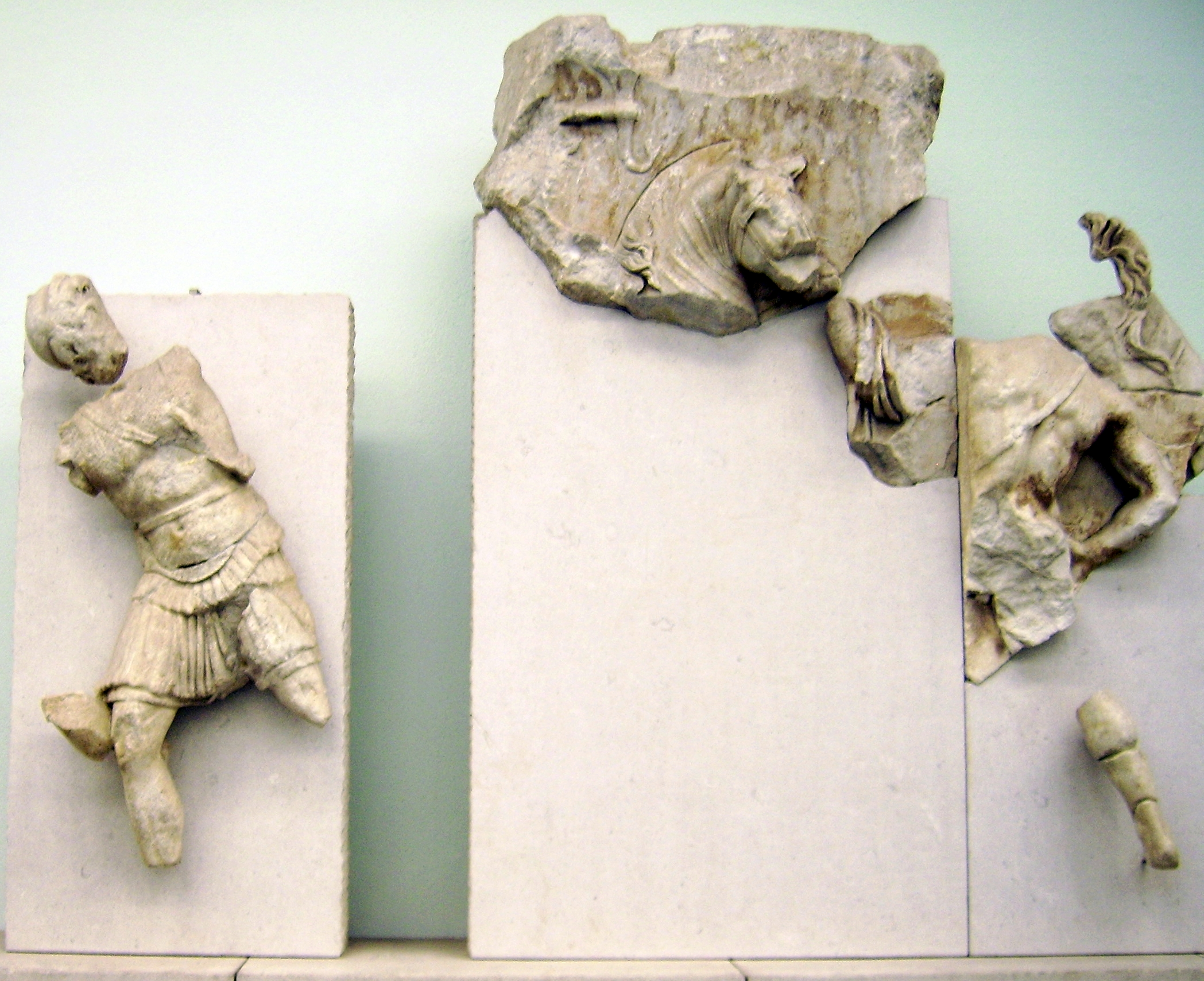
Lastre 22-24: Nireo uccide l'amazzone Hiera
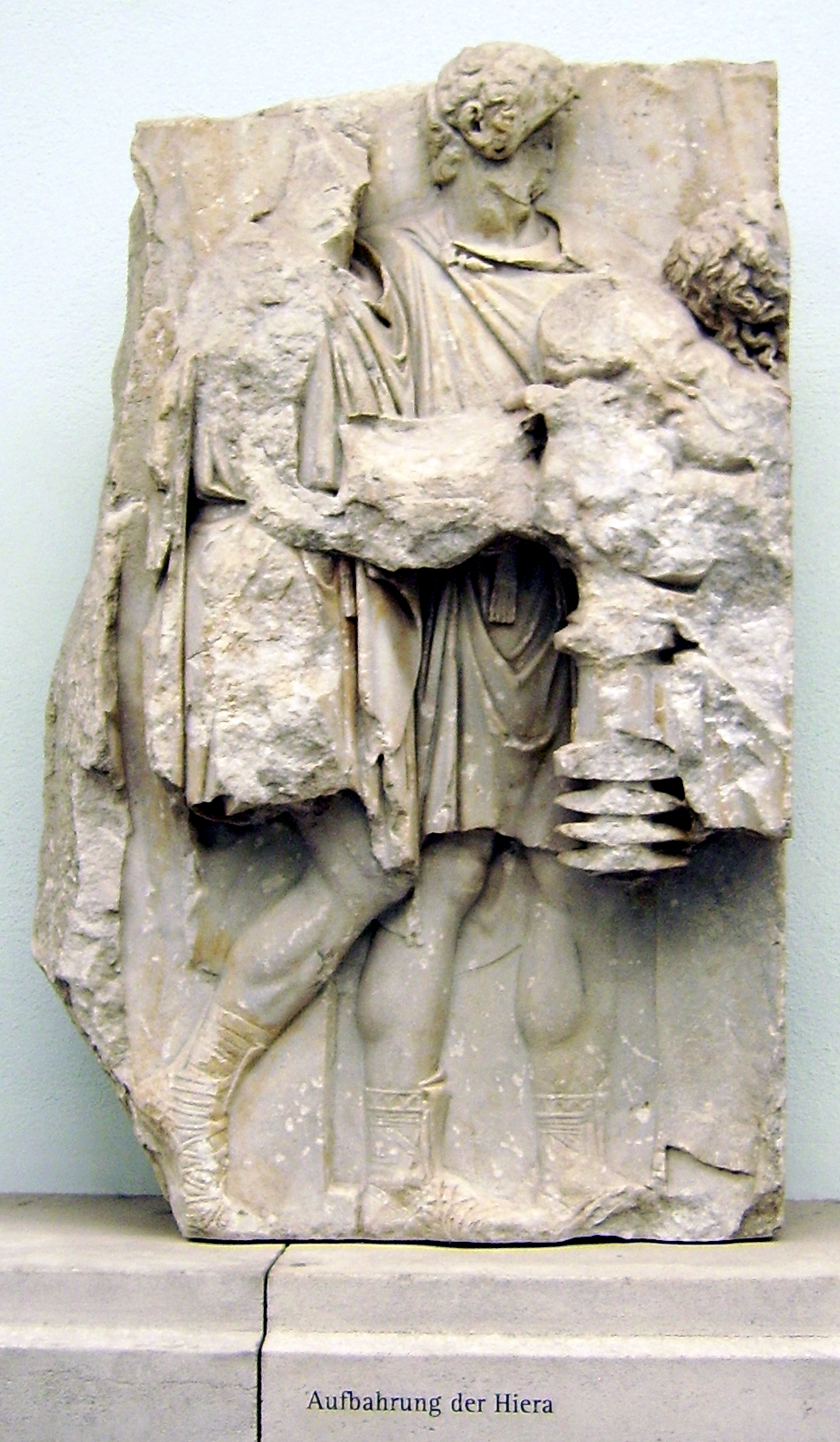
Lastra 51: fermati i combattimenti per la sepoltura solenne dell'Amazzone
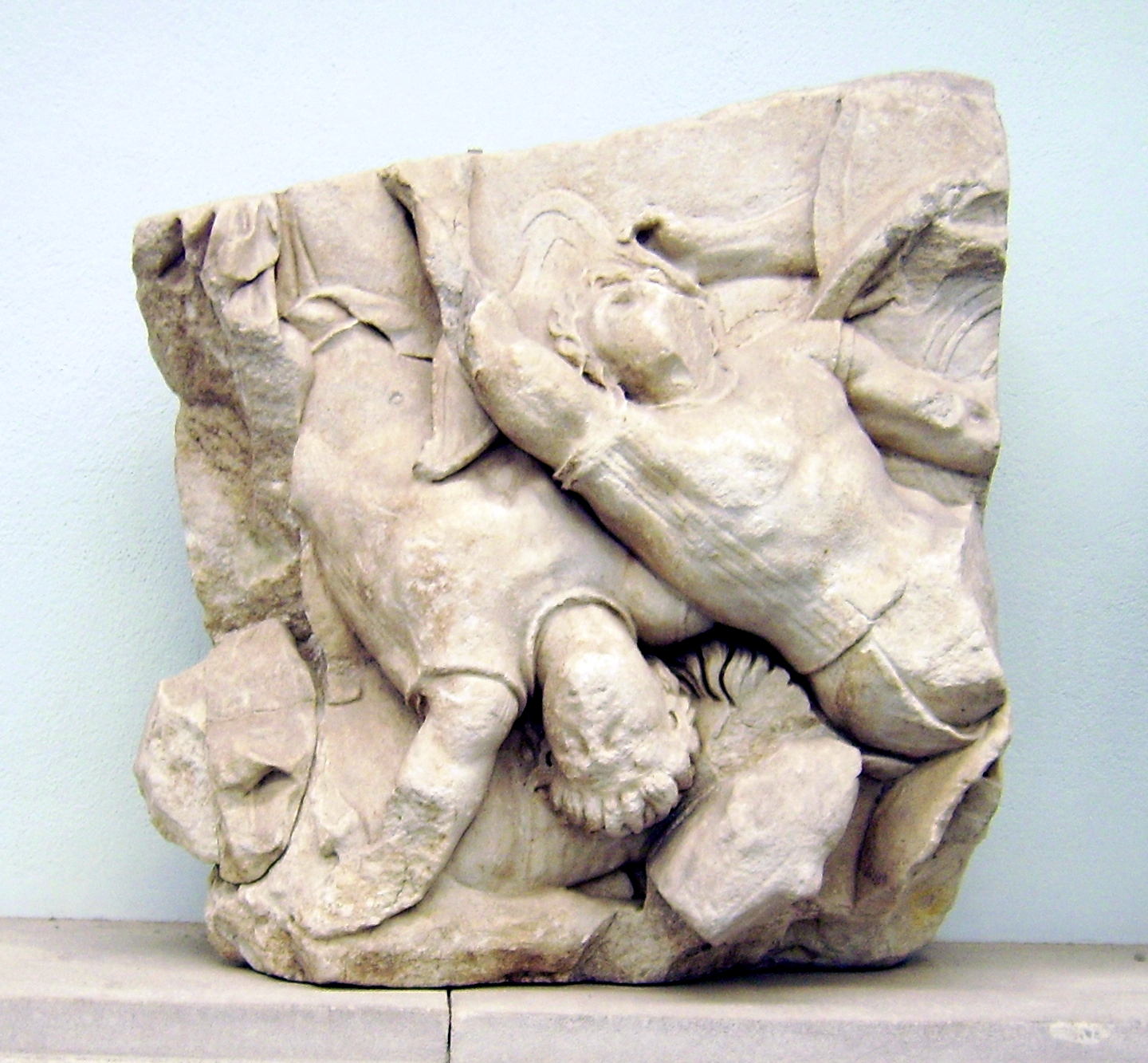
Lastra 25: Due guerrieri Sciti caduti in battaglia
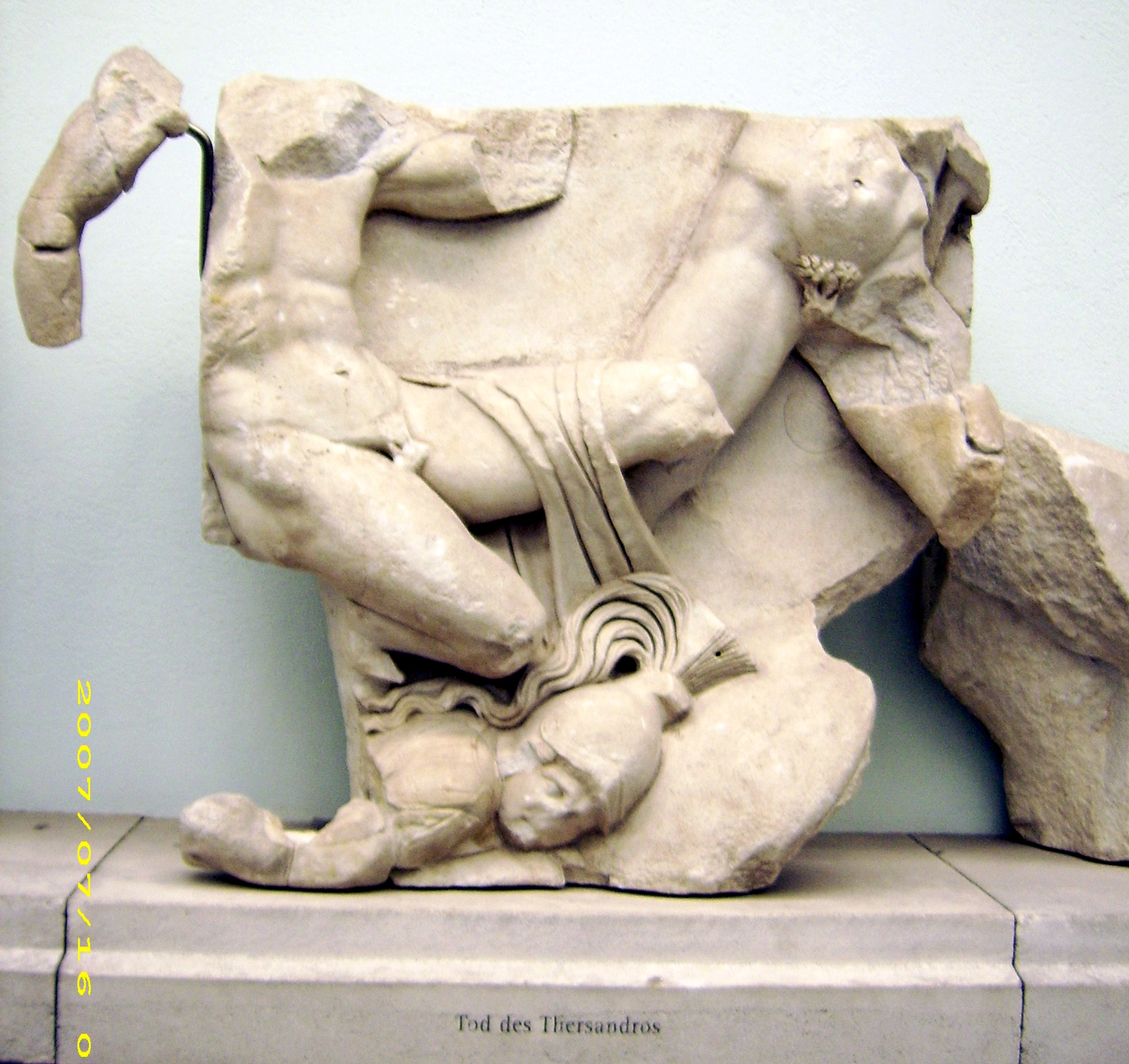
Lastra 28: battaglia di Caicos
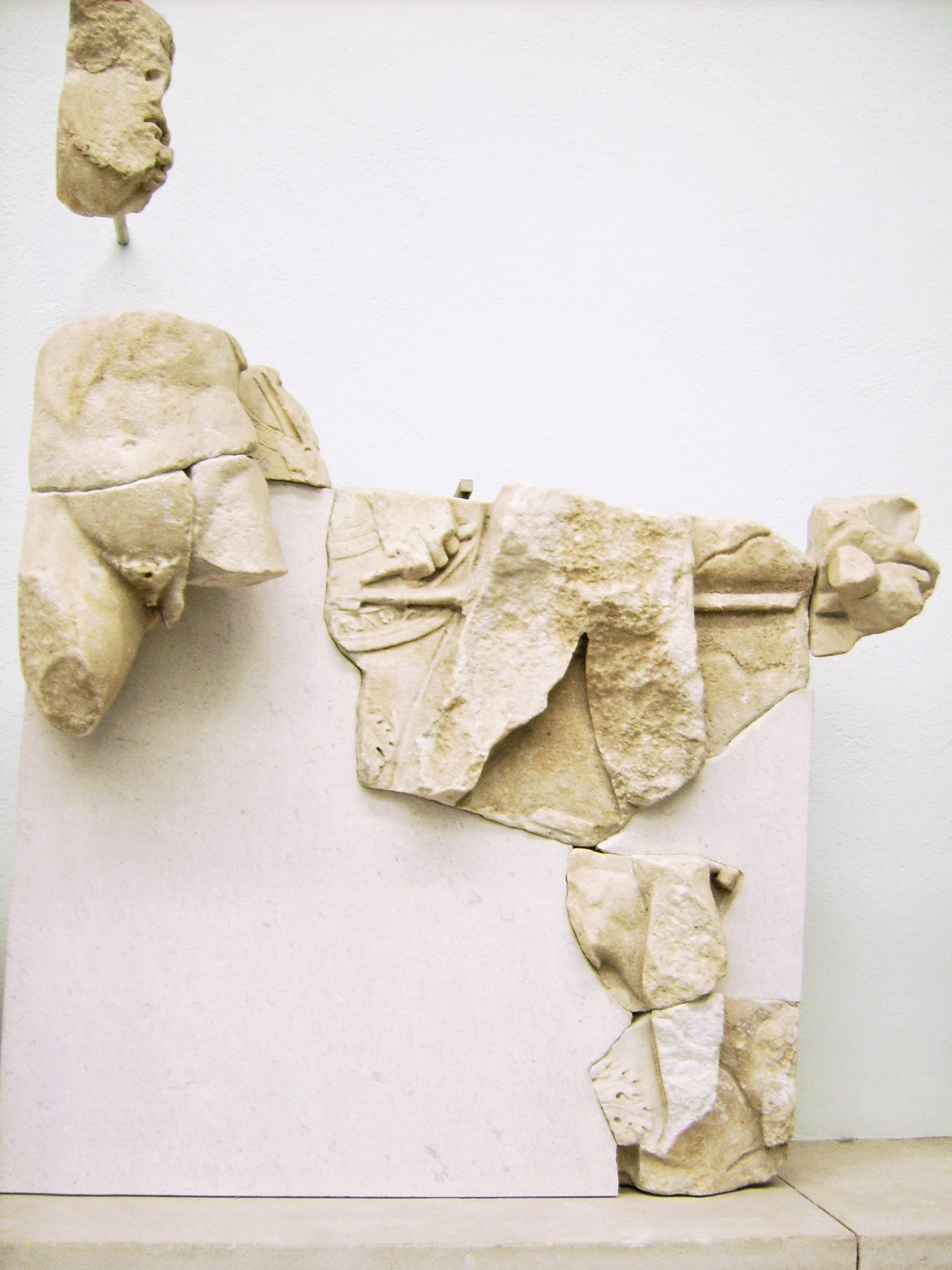
Lastra 30 (e 31): Telefo ferito da Achille con l'aiuto di Dioniso
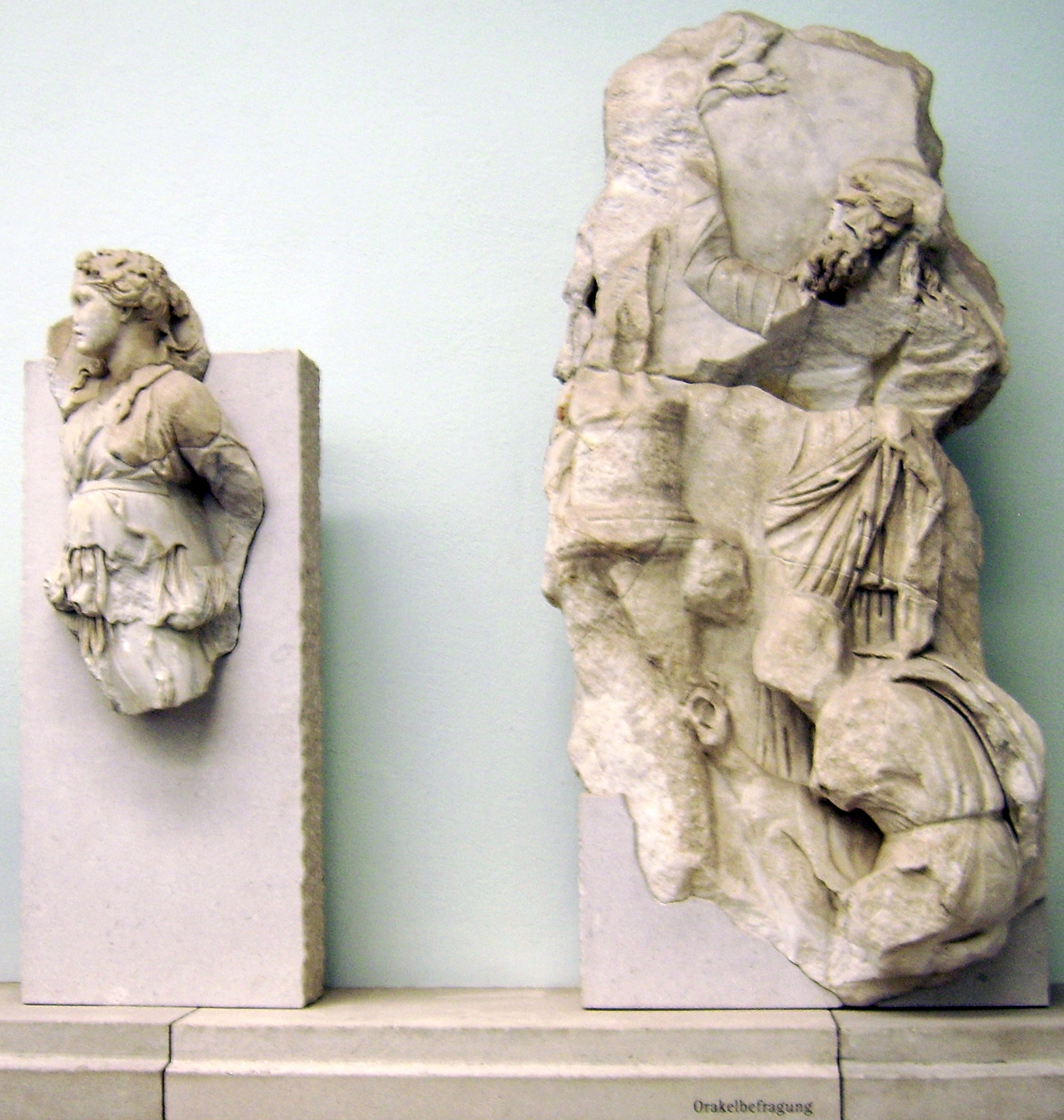
Lastra 1: Telefo chiede all'oracolo di Delfi
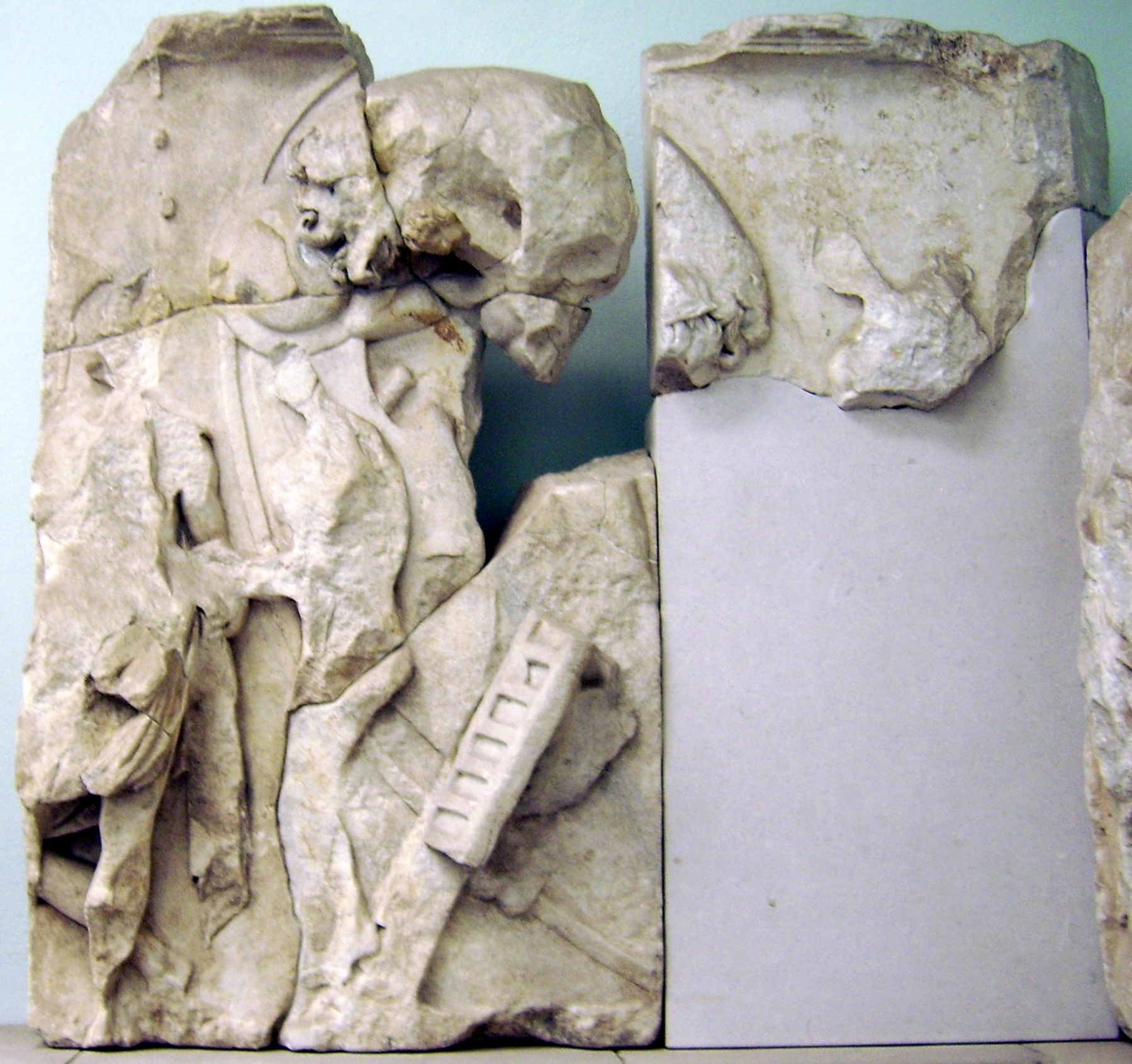
Lastre 34 e 35: Telefo arriva ad Argo
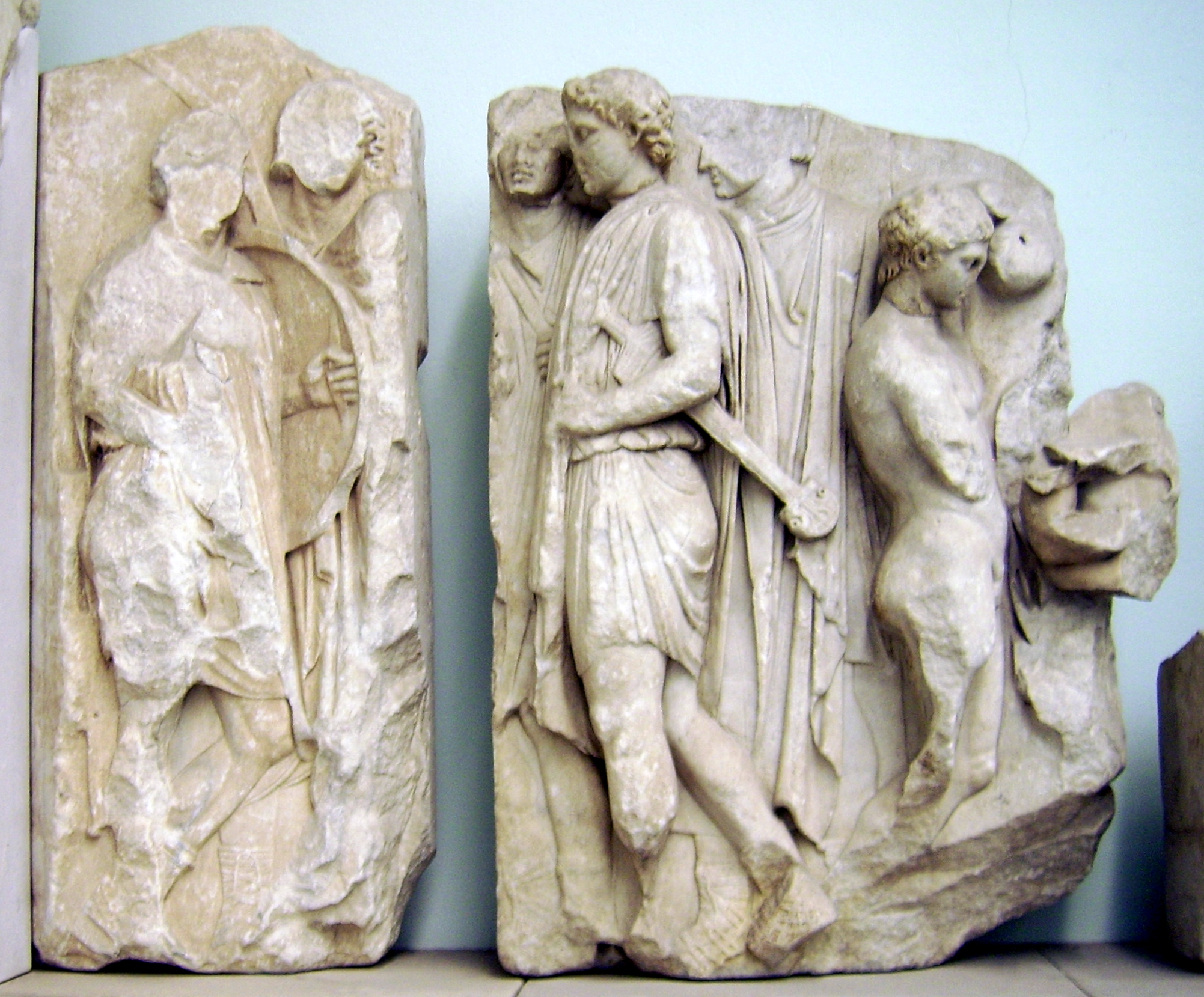
Lastre 36 e 38: gli Argivi danno il benvenuto a Telefo
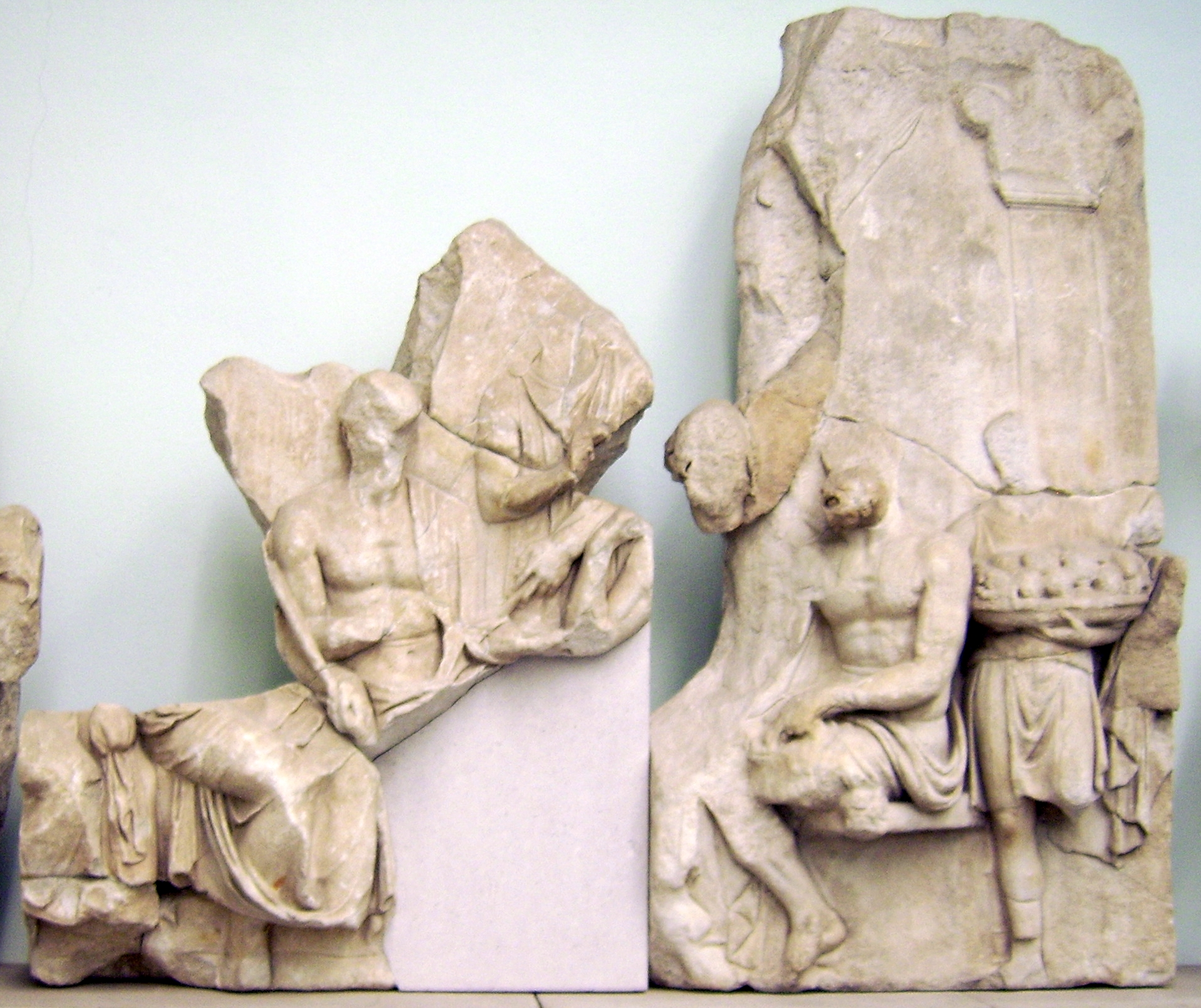
Lastre 39 e 40: Telefo chiede la guarigione ad Agamennone
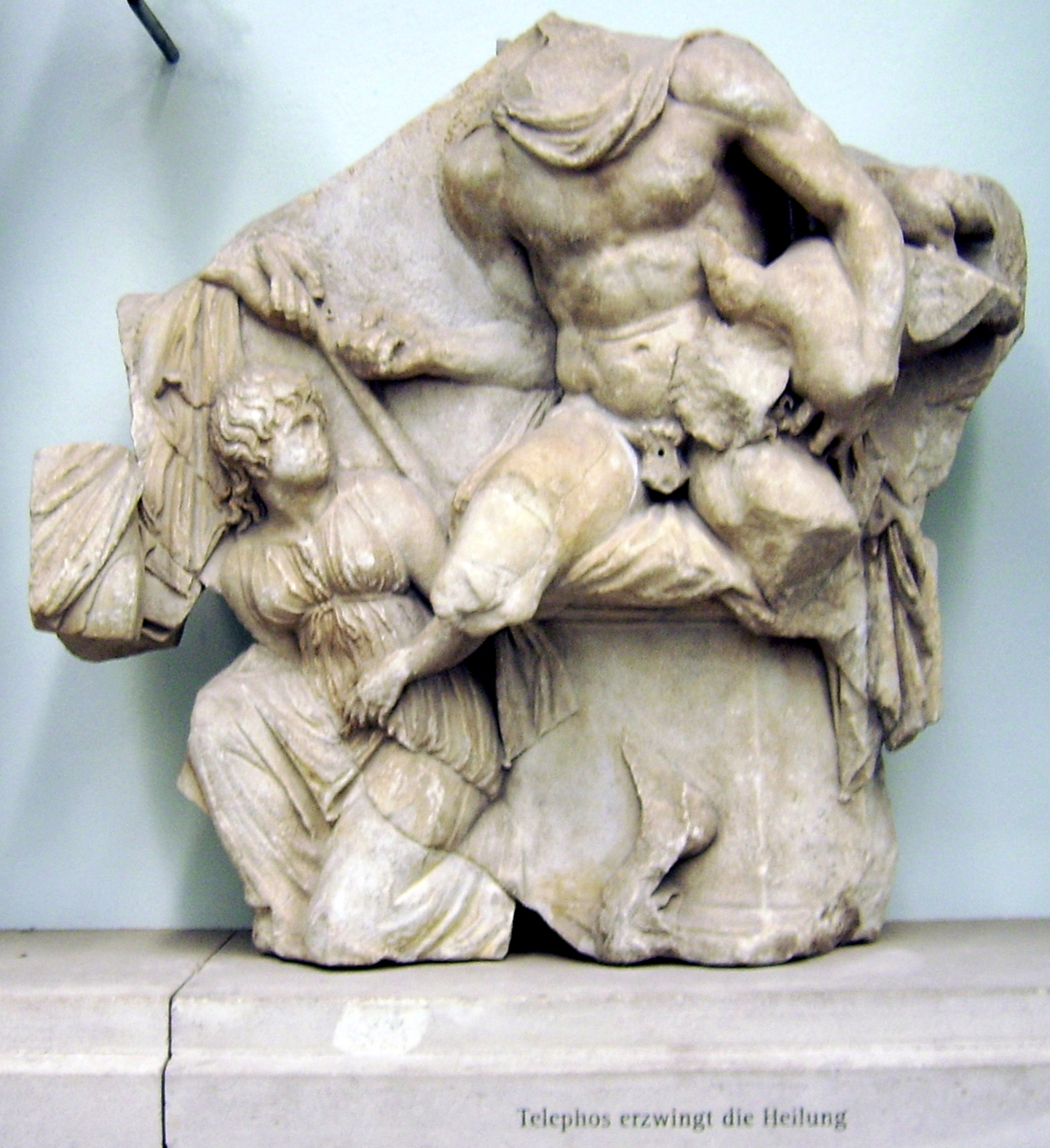
Lastra 42: Telefo minaccia di uccidere Oreste
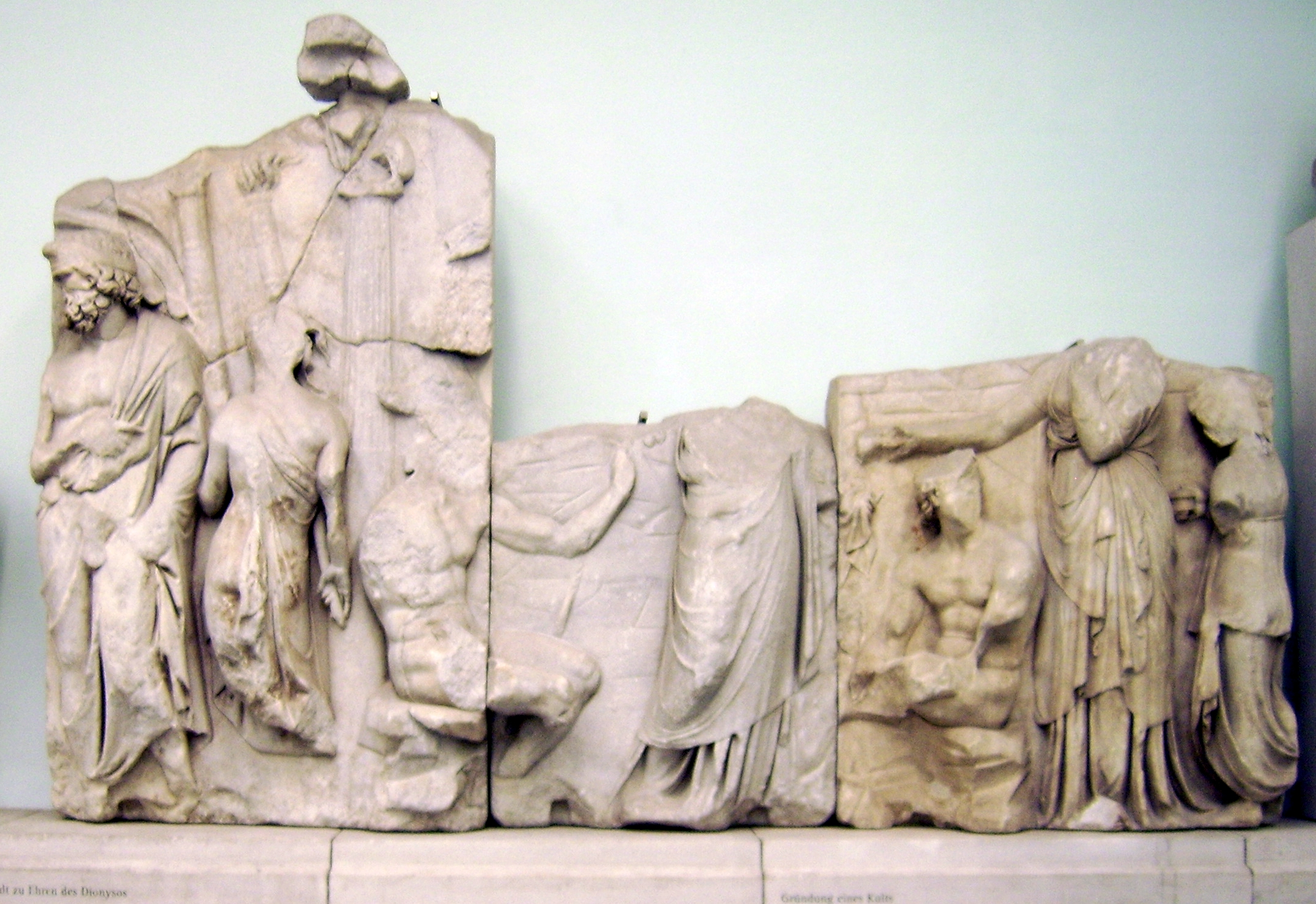
Lastra 44-46: atti di culto nel santuario di Dioniso
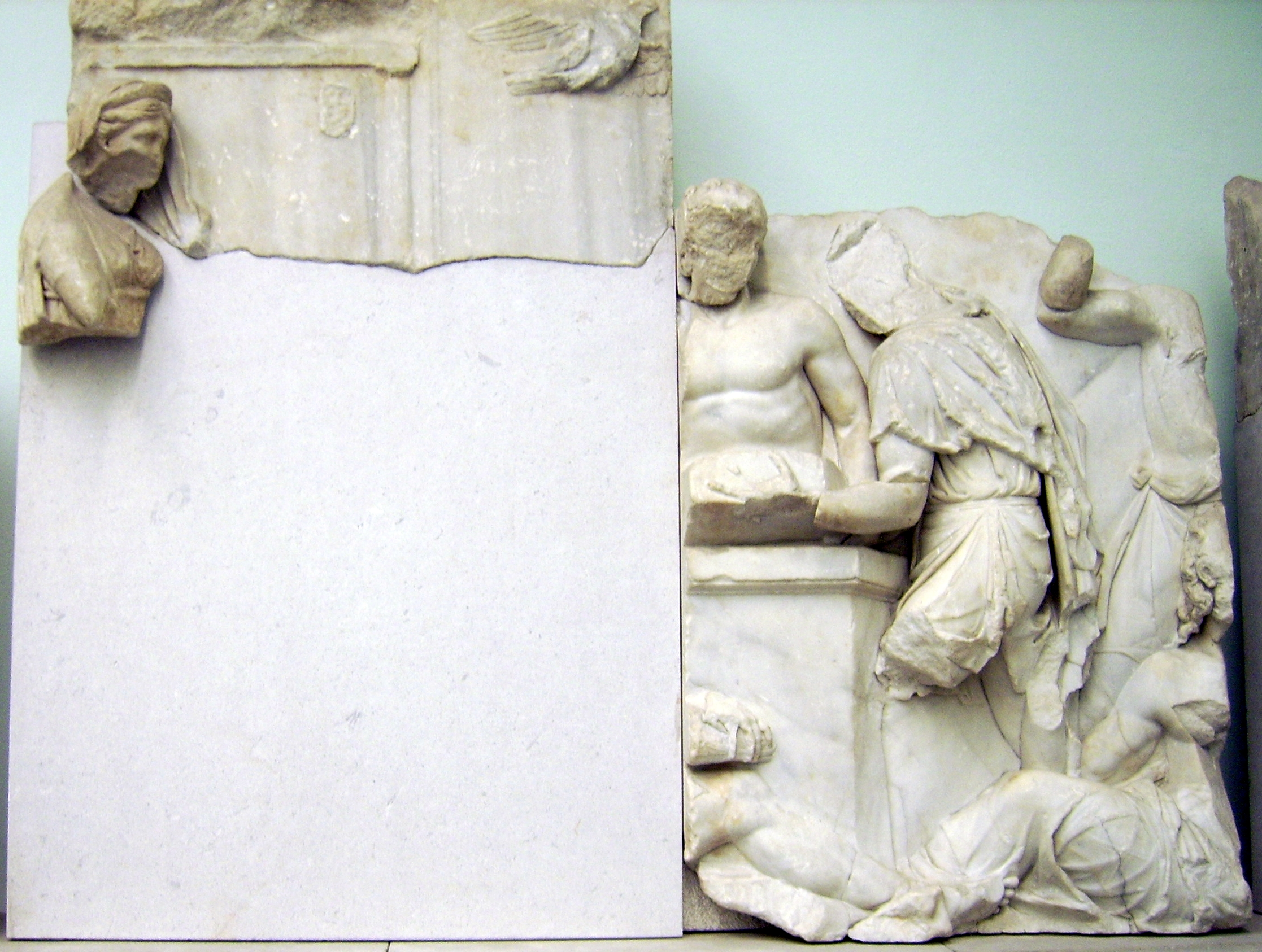
Lastra 49 e 50: Istituzione di Pergamo
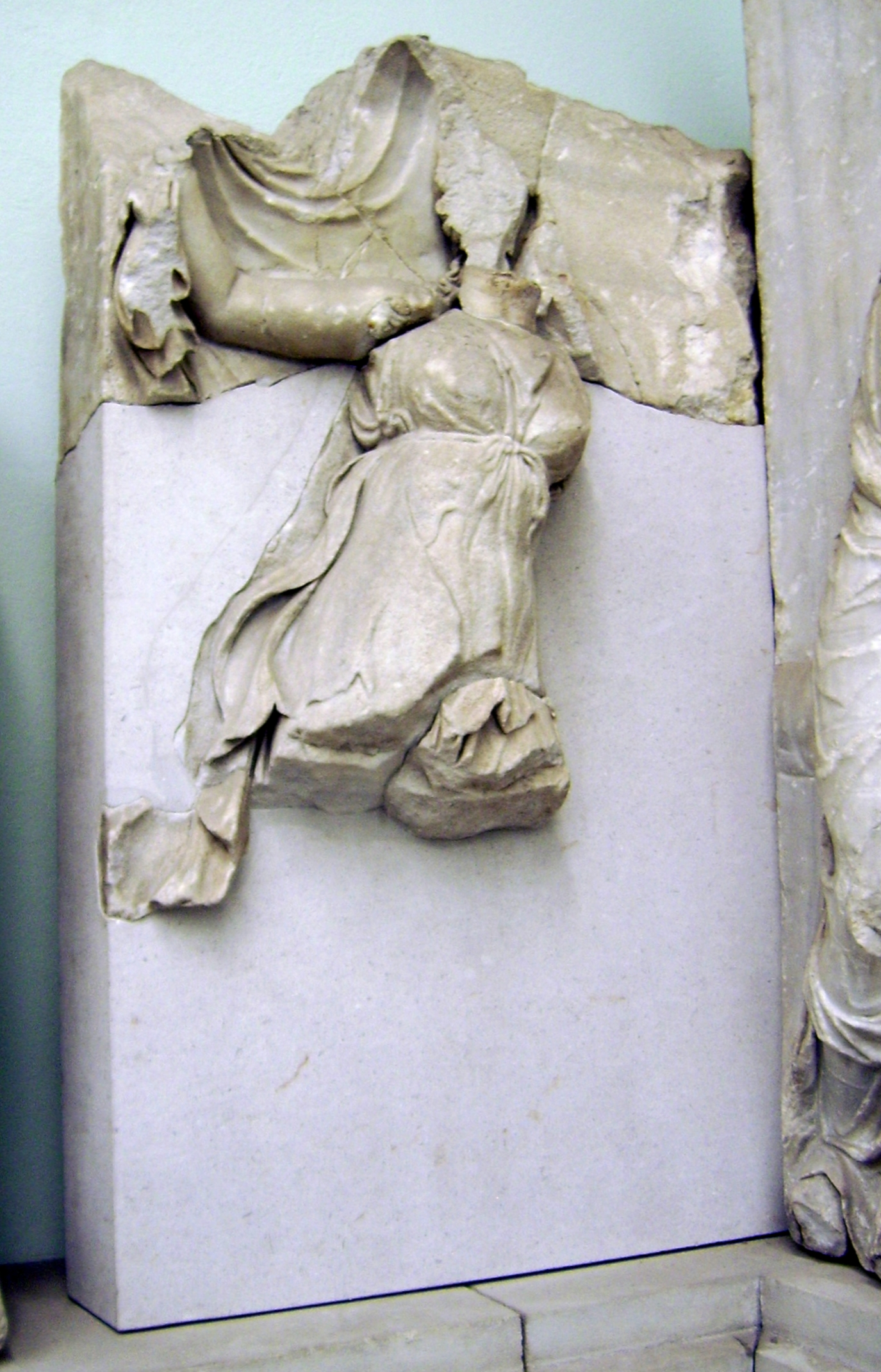
Lastra 47 (e 48): donna corre verso Telefo eroe
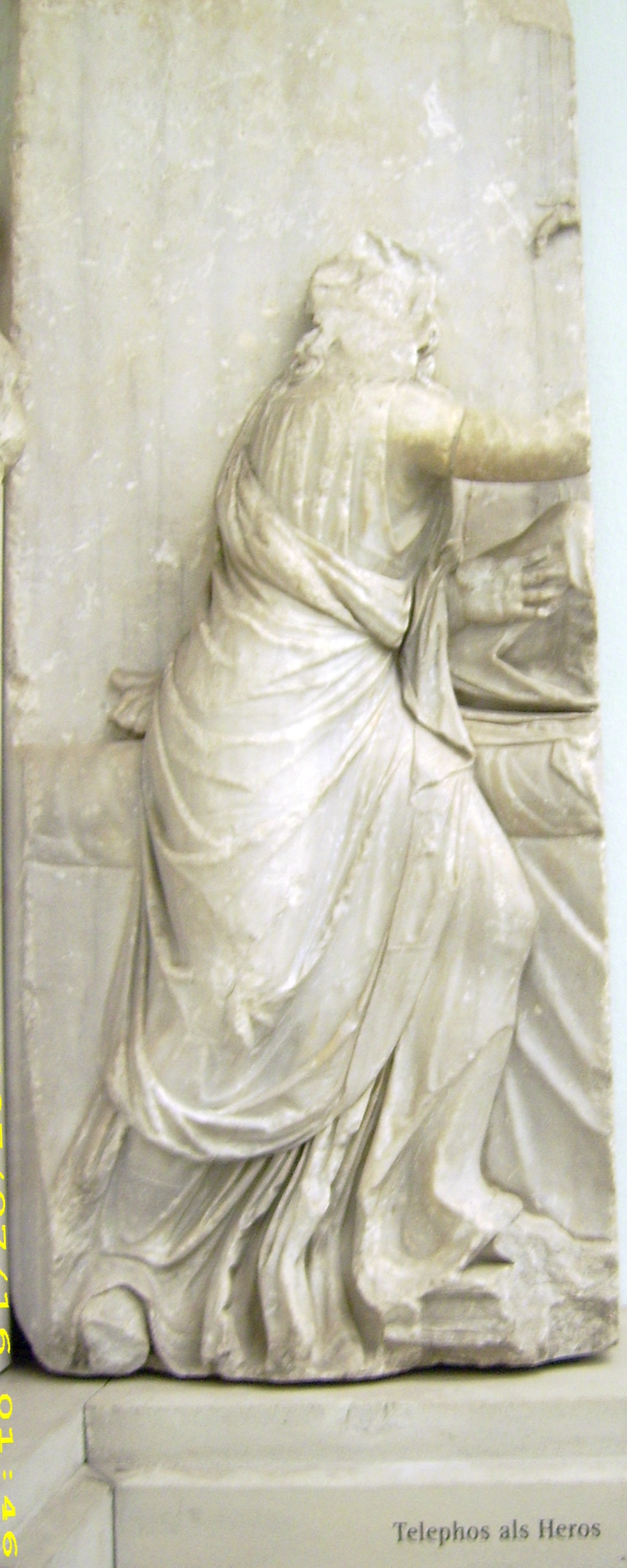
Lastra 48